# الخط الزمني للحرب الفلسطينية الإسرائيلية (ديسمبر 2024)
تسردُ هذه المقالة المحدثة الخطّ الزمني والأحداث للحرب الإسرائيلية الفلسطينية منذ 1 ديسمبر من عام 2024.
والمقالة مقسّمة ومرتبة زمنيًا، وتضمّ فقرات أحداث كل يومٍ من أيام الشهر مع روابط لمقالات أخرى مفصلة، لا تقتصر الأحداث على الحرب الدائرة في قطاع غزّة بل تشملُ ما يجري في جبهات أخرى قريبة أو محيطة من الدول المشاركة بشكل مباشر أو غير مباشر في القضية الفلسطينية.

## 1 ديسمبر
تطورات اليوم الـ 422 من الحرب
- وأعلنت وزارة الصحة في غزة عن استشهاد 47 فلسطينياً وجرح 108 في حرب الإبادة الجماعية، مما يرفع حصيلة الشهداء الفلسطينيين في غزة إلى 44,429.[2]
- استشهد أربعة فلسطينيين في قصف إسرائيلي استهدف مجموعة من المواطنين في مخيم الشابورة وسط مدينة رفح جنوبي قطاع غزة.[3]
- واستشهد طفلين وجرح آخرين في قصف الاحتلال لخيمة تؤوي نازحين في محيط بئر 19 جنوب غرب مواصي خان يونس وسط القطاع.[4]
- وذكرت قالت وكالة الأمم المتحدة لغوث وتشغيل اللاجئين الفلسطينيين الأونروا أن أكثر من 415 ألف نازح يحتمون حاليًا في مباني مدارسها في غزة، فيما يعيش مئات الآلاف الآخرين "في ظروف أسوأ داخل ملاجئ مؤقتة".[5]
- وشنت طائرة إسرائيلية مسيرة غارة على مركبة قرب قرية صير في مدينة جنين شمال الضفة الغربية،[6] وزعم الجيش الإسرائيلي أن طائرة تابعة لسلاح الجو شنت غارة استهدفت من الجو 4 مسلحين في جنين.[7]
- وآصيب فتى فلسطيني (15 عاما) برصاص قوات الاحتلال الإسرائيلي مساء الأمس خلال اقتحامها بلدة عنبتا شرق طولكرم، ووصفت حالته ما بين طفيفة ومتوسطة،[7] وكانت القوات اقتحمت بلدة المغير شرقي رام الله وشنت حملة اعتقالات واقتحمت مدخل مخيم الجلزون للاجئين شمال رام الله، وأغلقت محال تجارية على الشارع الرئيسي المحاذي للمخيم واقتحمت قريتي عينابوس وعورتا جنوب نابلس شمالي الضفة الغربية، واعتقلت طالبين في جامعة النجاح الوطنية أويس وعمر نجار بعد اقتحام منزليهما في قرية بورين جنوب نابلس وأصيب فَتيان خلال مواجهات اندلعت مع قوات الاحتلال عقب اقتحامها قرية عصيرة القبلية جنوب نابلس.[8]
- أعلنت مؤسسات الأسرى الفلسطينية استشهاد المعتقلين من قطاع غزة: محمد عبد الرحمن هويشل ادريس (35 عاماً)، ومعاذ خالد محمد ريان (31 عاماً) في سجون الاحتلال الإسرائيلي، وأوضحت أن إدريس استشهد في 29 نوفمبر 2024 فيما استشهد معاذ ريان في تاريخ 2 نوفمبر 2024، دون الإفصاح عن مكان استشهاد.[9]
- اعتقلت قوات الاحتلال الإسرائيليّ منذ مساء أمس وحتّى صباح اليوم 15 مواطناً فلسطينيا على الأقل في الضفة الغربية بينهم أطفال وأسرى سابقون.[10]
- أعلنت وكالة الأونروا إيقاف تسليم المساعدات عبر معبر كرم أبو سالم بسبب المخاوف الأمنية.[11][12]
- وأسفرت الغارة الإسرائيلية على سيارة في قرية صير في جنين بالضفة الغربية عن استشهاد 4 فلسطينيين، باستشهاد 4 شبان، جراء قصف إسرائيلي استهدف سيارة في صير، وقالت جمعية الهلال الأحمر الفلسطيني أن جيش الإسرائيلي احتجز جثامينهم.[13]
- وأعلنت القوات المسلحة اليمنية لجماعة الحوثيون أنها ضربت هدفاً حيوياً في منطقة يافا بصاروخٍ باليستي فرط صوتي "فلسطين2".[14]
- استشهد 10 فلسطينيين على الأقل، وأصيب آخرون مساء اليوم الأحد، إثر قصف طائرات الاحتلال منزلاً في منطقة مشروع بيت لاهيا شمال قطاع غزة، فيما استشهد 5 فلسطينيين وأصيب آخرون جراء قصف طائرات الاحتلال الإسرائيلي مجموعة من المواطنين في شارع الثورة على مفترق التايلندي غربي مدينة غزة.[15]
- استشهد فلسطينيان في غارة إسرائيلية قرب ميناء الصيادين غرب مدينة غزة، واستشهد 4 فلسطينيين بينهم طفل وأصيب 5 آخرون في قصف جوي إسرائيلي في منطقة جورة اللوت في مدينة خانيونس جنوب القطاع.[16]
- وأعلن الحوثيون تنفيذ «القوات البحرية وسلاح الجو المسير والقوة الصاروخية للقوات المسلحة اليمنية» عملية عسكرية نوعية ومشتركة استهدفت مدمرة أمريكية و3 سفن إمداد تابعة للجيش الأمريكي، موضحة استهداف استهدفوا "سفينة "Stena impeccable" وسفينة Maersk" Saratoga" وسفينة "Liberty Grace" بـ 16 صاروخا بالستيًا ومجنحًا وطائرة مسيرة في البحر العربي وخليج عدن.[17]
- واعتدى مستوطنون إسرائيليون متطرفون على بلدة أم صفا شمال مدينة رام الله وسط الضفة الغربية وأطلقوا الرصاص الحي تجاه المواطنين.[18]
- وزعم الجيش الإسرائيلي أن جنودا من لواء المظليين الإسرائيلي قتلوا عددا من مقاتلي حزب الله المسلحين بالقرب من كنيسة في جنوب لبنان الليلة الماضية.[19]

## 2 ديسمبر
تطورات اليوم الـ 423 من الحرب
- وأعلنت وزارة الصحة في غزة عن استشهاد 37 فلسطينياً وجرح 108 في 4 مجازر وغارات إسرائيلية في حرب الإبادة الجماعية، مما يرفع حصيلة الشهداء الفلسطينيين في غزة إلى 44,466.[21]
- وقال مدير مستشفى كمال عدوان الدكتور حسام أبو صفية إن نحو 200 شهيد فلسطيني لا يزالون تحت أنقاض منازل دمرتها إسرائيل شمال قطاع غزة خلال الـ48 ساعة الماضية.[22]
- وقال الجيش الإسرائيلي إنه قصف مركبات عسكرية تابعة لحزب الله تعمل في منشأة لتصنيع الصواريخ تابعة لحزب الله في وادي البقاع، كما قال إنه قصف مركبات لحزب الله تستخدم لنقل الأسلحة في عدة مواقع على الحدود بين سوريا ولبنان في منطقة الهرمل ونفذ ضربات ضد عناصر حزب الله في جنوب لبنان.[23]
- واقتحم عشرات المستوطنين، الإسرائيليون باحات المسجد الأقصى المبارك في مدينة القدس وسط حراسة مشددة من قوات الاحتلال الإسرائيلي وأدوا طقوسًا تلمودية ورقصات استفزازية.[24]
- وقال المكتب الإعلامي الحكومي في غزة أن نحو أكثر من 3,700 شخصًا استشهدوا أو فقدوا تحت الأنقاض دُفنَ منهم 2,400 شهيد، وجرح 10,000 آخرين واعتقل 1,750 معتقلاً منذ بدء إسرائيل حصار شمال غزة.[25]
- واقتلعت قوات الاحتلال الإسرائيلي نحو 150 شجرة زيتون في منطقة البقعة غرب قرية المنيا شرق بيت لحم.[26]
- وأعلنت حركة حماس مقتل 33 أسيراً إسرائيلي لديها بسبب قصف جيش الاحتلال الإسرائيلي لمناطق مختلفة من قطاع غزة منذ 7 أكتوبر 2023،واتهمت رئيس الوزراء نتنياهو والجيش بالمسؤولية عن مقتلهم.[27][28]
- وقالت الأمم المتحدة أن غزة أصبحت الآن تضم أعلى عدد من الأطفال مبتوري الأطراف بالنسبة لعدد السكان على المستوى العالمي.[29]
- أعلن حزب الله استهداف موقع رويسات العلم التابع لجيش الاحتلال في تلال كفر شوبا المحتلة وقال أنه رد دفاعي أولي تحذيري ردًا على الخروقات المتكررة للجانب الإسرائيلي لاتفاق وقف إطلاق النار المعلن في 27 نوفمبر 2024،[30] بينما قال الجيش الإسرائيلي أنه بدأ موجة من الضربات في لبنان في أعقاب الهجوم بقذائف الهاون.[31]

## 3 ديسمبر
تطورات اليوم الـ 424 من الحرب
- وأعلنت وزارة الصحة في غزة عن استشهاد 37 فلسطينياً وجرح 96 في مجازر وغارات إسرائيلية في حرب الإبادة الجماعية، مما يرفع حصيلة الشهداء الفلسطينيين في غزة إلى 44,502.[33]
- وعين وزير المالية الإسرائيلي اليميني المتطرف بتسلئيل سموتريش ناشطاً مؤيداً للاستيطان رئيساً للوكالة المشرفة على الممتلكات الفلسطينية في القدس الشرقية.[34]
- واستشهد 6 فلسطينيين على الأقل وحرح آخرين في استهداف طائرات الاحتلال الحربية مدرسة الفلاح التي تؤوي نازحين في حي الزيتون بمدينة غزة واستشهد فلسطينيان وأصيب آخرون بقصف إسرائيلي استهدف "نادي الجزيرة" الذي يؤوي نازحين وسط مدينة غزة.[35]
- واستشهد 3 أشخاص جراء استهدافهم من طائرات مسيرة إسرائيلية قرب ثلاجات زغلول شمال رفح جنوب قطاع غزة.[36]
- وقال الدفاع المدني بغزة أن شخصًا استشهد وجرح 7 آخرون في قصف الاحتلال الإسرائيلي لمدرسة بنات الزيتون في حي الزيتون جنوبي مدينة غزة.[37]
- استشهد مواطنا فلسطينان وأصيب ثالث بجروح في غارة إسرائيلية استهدفت سيارة قرب بلدة عقابا في طوباس في الضفة الغربية وتم نقلهم إلى مستشفى طوباس الحكومي.[38]
- وقالت منظمة الأغذية والزراعة إن توفر الغذاء في غزة هو الأدنى على الإطلاق.[39]
- وأعلنت إذاعة النور التابعة لحزب الله عن استشهاد أحد صحافييها في غارة إسرائيلية.[40]
- وزعم الجيش الإسرائيلي أن إحدى وحدات المدفعية التابعة له قتلت ما لا يقل عن سبعة من نشطاء حماس الذين شاركوا في هجوم السابع من أكتوبر/تشرين الأول 2023.[41]
- استشهد شخص جراء استهداف مسيّرة إسرائيلية سيارةً على طريق مطار دمشق الدولي بالقرب من جسر بلدة عقربا،[42] بينما زعم الجيش الاسرائيلي أنه قتل «سلمان جمعة» مسؤول الاتصال بين حزب الله والجيش السوري.[43]
- أعلنت القوات المسلحة اليمنية التابعة لجماعة الحوثيون تنفّيذ بالتعاون مع المقاومة الإسلامية في العراق 3 عمليات مشتركة خلال الـ48 ساعة الماضية موضحة "ضرب بعددٍ من الطائرات المسيّرة هدفين إسرائيليين شمالي إسرائيل" واستهداف هدفاً حيوياً في منطقة أم الرشراش (إيلات) بالطائرات المسيرة.[44]
- وأعلنت كتائب القسام قنص جندي إسرائيلي قرب دوار "زمّو" شرق مدينة جباليا شمالي قطاع غزة، ونشر الإعلام الحربي لسرايا القدس مشاهد لقصفها بالاشتراك مع كتائب المجاهدين وكتائب أبو علي مصطفى تحشدات العدو في محور نتساريم واستهداف مرابض المدفعية في موقع "فجة" العسكري الإسرائيلي.[45]
- واستشهد راعي ماشية بقصف طيران إسرائيلي على أطراف بلدة شبعا في جنوب لبنان.[46]
- أصيب 3 من كوادر مستشفى كمال عدوان في بيت لاهيا أحدهم حالته حرجة، بعد قصف مسيّرة كواد كابتر إسرائيلية بقنابل ساحة المشفى.[47][48]

## 4 ديسمبر
تطورات اليوم الـ 425 من الحرب
- وأعلنت وزارة الصحة في غزة عن استشهاد 30 فلسطينياً وجرح 84 في 3 مجازر وغارات إسرائيلية في حرب الإبادة الجماعية، مما يرفع حصيلة الشهداء الفلسطينيين في غزة إلى 44,532.[50]
- وشنت قوات الاحتلال حملة دهم اعتقالات بالضفة الغربية، حيث اقتحمت قرية عارورة شمال غرب رام الله، واعتقلت مواطنين، واقتحمت مناطق عدة في رام الله، منها قرية شقبا وبلدة قبيا ومخيم الجلزون وقرية عبوين، وأعادت اعتقال شاب من بلدة بيت ريما، عقب مداهمة منزله بعد الإفراج عنه قبل شهرين، واعتقلت شاب من منزله خلال اقتحام مخيم الجلزون، واعتقلت ثلاثة مواطنين من بيت لحم بينهم طفل، وسبعة مواطنين من محافظة قلقيلية.[51]
- واستشهد الحكيم في مستشفى شهداء الأقصى محمد أبو العوف في قصف الاحتلال مدرسة أبو هميسة التي تؤوي نازحين في مخيم البريج وسط قطاع ٥زة، وأحرقت طائرات الاحتلال أكثر من 15 خيمة جراء قصف الاحتلال المدرسة.[52]
- واستشهد 10 مواطنين فلسطينيين في قصف إسرائيلي على مناطق شرقي مدينة رفح جنوبي قطاع غزة، وتم نقل جثامينهم إلى مستشفى غزة الأوربي شرقي خان يونس، وانتشل 8 شهداء من محيط صالة حمدان شرقي مدينة رفح جراء قصف إسرائيلي استهدف المواطنين أمس.[53]
- وزعم جيش الاحتلال أن طائراته المقاتلة قصفت مركبة تقل ثلاثة من نشطاء حماس كانوا يخططون لتنفيذ هجوم وشيك في منطقة العقبة في غور الأردن،[54]
- واستشهد الفتى الفلسطيني «عمر حسام يعقوب شويكي» (17 عاما) متأثرا بإصابته برصاص قوات الاحتلال في بلدة سلوان جنوب المسجد الأقصى في مدينة القدس حيث قامت باعتقاله رغم اصابته الخطيرة.[55]
- واستشهد 5 فلسطينيين بينهم 4 أطفال[ا] في قصف إسرائيلي استهدف تجمعا للمواطنين أمام تكية طعام ومخبز بلدي في بلوك c شرقي مخيم النصيرات وسط قطاع غزة.[56]
- وذكرت صحيفة نيويورك تايمز أن الجيش الإسرائيلي يقوم ببناء قواعد في وسط غزة.[57]
- واعتقلت قوات الاحتلال الإسرائيلي 22 مواطن فلسطيني من الضفة الغربية.[58]
- قالت وزارة الصحة بغزة أن أكثر من 100 مريض داخل مستشفى كمال عدوان شمال قطاع غزة معرضون لخطر الموت، وناشدت العالم بأكمله التدخل لإنقاذ القطاع الصحي في شمال قطاع غزة.[59]
- استشهد المسن الفلسطيني عاطف مالك ديرية (70 عامًا) جراء اعتداء جنود الاحتلال الإسرائيلي عليه بالضرب المبرح على مدخل قرية عقربا جنوب نابلس.[60]
- أأعلنت منظمة الصحة العالمية إجلاء 11 طفلًا مصابًا بالسرطان من قطاع غزة إلى الأردن لتلقي العلاج.[61]
- وأصدر الجيش الاسرائيلي إنذار لسكان بلدات في جنوب لبنان بعدم الانتقال جنوبًا إلى قرى شبعا، الهبارية، مرجعيون، أرنون، يحمر، القنطرة، شقرا، برعشيت، ياطر، المنصوري، بالإضافة العشرات القرى الأخرى.[62]
- وزعم منسق أعمال الحكومة الإسرائيلية في المناطق أن 122 شاحنة محملة بالمساعدات الإنسانية دخلت غزة.[63][64]
- وقال الدفاع المدني بغزة أن جيش الاحتلال الإسرائيلي أجبر آلاف الفلسطينيين على إخلاء مراكز الإيواء الأخيرة في مدينة بيت لاهيا شمال قطاع غزة وسط استمرار القصف وإطلاق نار وعمليات نسف طالت أنحاء متفرقة من شمال القطاع.[65]
- أعلنت كتائب القسام استهداف ناقلة جند إسرائيلية بقذيفة "الياسين 105" قرب محطة "تمراز" وسط مخيم جباليا شمالي قطاع غزة واستهداف دبابتين إسرائيليتين من نوع "ميركافا 4" بقذيفة "الياسين 105" وعبوة "شواظ" على مفترق الرضيع وسط مدينة؛ بيت لاهيا شمالي القطاع ودبابة إسرائيلية من نوع "ميركافا 4" بعبوة "شواظ" في محيط مسجد التوبة غربي مخيم جباليا شمالي القطاع.[66]
- أعلنت سرايا القدس قنص جندي إسرائيلي قرب منطقة الطاقة شرقي مدينة غزة وقصفها بقذائف الهاون تموضعاً لجنود الاحتلال الإسرائيلي على خط الإمداد في محور نتساريم وقصف بقذائف الهاون النظامي (عيار 60) تجمعات جنود وآليات الاحتلال الإسرائيلي المتوغلة في محيط مفترق برج عوض في حي الجنينة شرقي مدينة رفح جنوبي القطاع، وقالت كتائب شهداء الأقصى أتها قصفها بصاروخين "107" قصيرة المدى تجمعات لجنود وآليات الاحتلال المتمركزة في محيط معبر رفح البري جنوبي القطاع.[67]
- استشهد عشرة فلسطينيين على الأقل وأصيب آخرون في قصف لجيش الاحتلال الإسرائيلي استهدف منزلا يعود لعائلة «الدلو» بحي الشيخ رضوان شمالي مدينة غزة.[68]
- قال الجيش الإسرائيلي إن ستة رهائن من الرجال الذين تم انتشالهم من خان يونس قبل أكثر من ثلاثة أشهر ربما كانوا قد قتلوا بالرصاص على يد خاطفيهم من حماس استناداً إلى أدلة مرضية، ومع ذلك، قالت أيضاً إنها لا تستطيع تحديد السبب الدقيق لوفاة الرهائن أو التوقيت الدقيق لإطلاق النار، ولم تكن لديها أي علم بوجود الرهائن قبل هجومها.[69]
- واعتقل الجيش الإسرائيلي خمسة إسرائيليين بعد أن عبروا بشكل غير قانوني إلى جنوب لبنان.[70]

- استشهد 20 فلسطينيًا بقصف إسرائيلي على خيام النازحين بمنطقة المواصي في خان يونس، فيما استشهاد 25 فلسطينيا بينهم أطفال وجرح 50 آخرين في قصف إسرائيلي استهدف مربع سكني كامل في منطقة النفق وسط مدينة غزة.[71][72]
- وزعم الجيش الإسرائيلي إن عملية مشتركة مع جهاز الأمن الداخلي الإسرائيلي (الشاباك) نجحت في العثور على جثة الرهينة الإسرائيلي إيتاي سفيرسكي في غزة، مدعيةً أنه قُتل في وقت سابق على يد مسلحين من حماس أثناء أسره.[73]

## 5 ديسمبر
تطورات اليوم الـ 426 من الحرب
- وأعلنت وزارة الصحة في غزة عن استشهاد 48 فلسطينياً وجرح 201 في 5 مجازر وغارات إسرائيلية في حرب الإبادة الجماعية، مما يرفع حصيلة الشهداء الفلسطينيين في غزة إلى 44,580.[75]
- اتهمت منظمة العفو الدولية حكومة نتنياهو السادسة والجيش الإسرائيلي بارتكاب إبادة جماعية في غزة، ونفت الحكومة الإسرائيلية هذا الاتهام.[76][77]
- وشنت قوات الاحتلال الإسرائيلي حملة اقتحامات واغتقالات طالت 28 فلسطينيا بينهم سيدتان وجريح وأسرى سابقون في الضفة الغربية، حيث اقتحمت بلدة بيت فوريك شرق مدينة نابلس ما أدى لاندلاع مواجهات بين شبان فلسطينيين وجيش الاحتلال واقتحمت بلدة سبسطية شمال غرب المدينة ودهمت منزلا في بلدة تلفيت جنوب نابلس في واقتحمت مدينة دورا جنوبي الخليل وأطلقت قنابل غاز.[78]
- واستشهد 15 فلسطينيًا وأصيب آخرون في غارة إسرائيلية على منزل لعائلة «فلفل» في بيت لاهيا فيما استشهد 7 أشخاص في غارة على منزل خلف مستشفى كمال عدوان بمشروع بيت لاهيا شمالي القطاع.[79]
- واستشهد 3 فلسطينيين في غارة إسرائيلية على منزل في حي الشجاعية شرقي مدينة غزة، وجرح 3 من أعضاء الكادر الطبي في المستشفى الإندونيسي بعد قصفه بمسيّرة إسرائيلية.[80]
- وأعلنت كتائب القسام استهداف قوة إسرائيلية راجلة مكونة من 50 جنديًا بعبوة مضادة للأفراد “تلفزيونية” بجوار مسجد الفلاح في حي تل الهوى جنوب مدينة غزة.[81][82]
- وأعلنت كتائب شهداء الأقصى تفجير آلية عسكرية إسرائيلية من نوع "نمر" بقذيفة مضادة للدروع في شارع أبو العيش وسط مخيم جباليا شمالي قطاع غزّة، وقالت سرايا القدس أنها دمّرت آليتيْن إسرائيليتيْن بتفجير عبوات برميلية شديدة الانفجار - زرعت مسبقاً- في منطقة التوغل في حي تل الهوى جنوبي غربي مدينة غزّة، فيما أعلنت قوات الشهيد عمر القاسم استهداف بقذائف الهاون تجمعاً لجنود الاحتلال وآلياته في محيط شارع الجامعة في حي الجنينة شرقي مدينة رفح.[83]
- وزعمت إذاعة الجيش الإسرائيلي أن 18 ألف مدني فلسطيني تم إجلاؤهم من بيت لاهيا في اليوم السابق، كما أعلنت أن الجنود قتلوا نحو 20 مسلحاً خلال القتال في بيت لاهيا في اليوم السابق.[84]
- وأستشهد الطفل محمود أبو العيش، (16 عامًا) وأصيب 12 أخرين بما في ذلك عدد من أفراد الطاقم الطبي في استهداف طائرة مسيرة إسرائيلية لمستشفى كمال عدوان شمال غزة.[85]

## 6 ديسمبر
تطورات اليوم الـ 427 من الحرب
- وأعلنت وزارة الصحة في غزة عن استشهاد 32 فلسطينياً وجرح 95 في 3 مجازر وغارات إسرائيلية في حرب الإبادة الجماعية، مما يرفع حصيلة الشهداء الفلسطينيين في غزة إلى 44,612.[87]
- أعلن وزير المالية الإسرائيلي المتطرف بتسلئيل سموتريش مصادرة 24 ألف دونم بالضفة الغربية لصالح «التوسع الإستيطاني».[88]
- واستشهد شخصان وأُصيب آخرون جرَّاء قصف طائرات الاحتلال المسيرة مدرسة الرافعي التي تؤوي نازحين في جباليا البلد شمال قطاع غزة، فيما انتشلت طواقم الإنقاذ شهيدين من شارع صلاح الدين منطقة الدعوة شمال شرقي النصيرات وسط القطاع، وأستشهد 3 مواطنين إثر استهداف طائرات الاحتلال مجموعة من المواطنين في خربة العدس شمالي مدينة رفح.[89]
- واستشهد الشاب «مصطفى أحمد مصطفى مشة» (23 عاما) متأثرا بإصابته برصاص الاحتلال الإسرائيلي بالرأس خلال اقتحام مخيم بلاطة شرق نابلس مخيم بلاطة.[90] فيما أفغد الهلال الأحمر الفلسطيني بإصابة طفل (16 عامًا) برصاص جيش الاحتلال في مخيم الجلزون شمالي رام الله واحتجزه عدة ساعات.[91]
- واندلعت اشتباكات بين مقومين فلسطينيين وقوات الاحتلال بعد اقتحام قوات خاصة إسرائيلية لمخيم بلاطة شرق نابلس شمالي الضفة، وقالت سرايا القدس -كتيبة نابلس، "أن مقاتليها خاضوا معارك ضارية مع قوات الاحتلال المقتحمة لمخيم بلاطة واستهدفدوا قوات مشاة وآليات عسكرية بزخات كثيفة من الرصاص والعبوات الناسفة" وداهمت قوات الاحتلال مغسلة مركبات بعد اقتحام بلدة بيتا جنوب نابلس واقتحمت بلدة قصرة جنوب شرق نابلس ودير الغصون شمال طولكرم وأطلقت قنابل إنارة واحتجزت عددا من الشبان خلال اقتحام بلدة قراوة بني حسان غرب سلفيت واقتحمت مدينة قلقيلية شمال الضفة وبلدة الخضر جنوبها واقتحمت حي الجنان في مدينة البيرة وبلدة قطنة شمال غرب القدس المحتلة.[92]
- وزعم الجيش الإسرائيلي أن غارته الجوية التي نفذها بالتعاون مع جهاز الأمن العام (الشاباك) أدت لمقتل مجدي عقيلان، نائب قائد كتيبة الشاطئ التابعة لحماس في شمال ووسط غزة والذي زعم أنه شارك في هجوم ناحل عوز، وأحمد سويدان، وهو قائد آخر لحماس، وممدوح مهنا، عضو كبير في وحدة الأنفاق التابعة لحماس.[93]
- استهدفت غارات جوية إسرائيلية معبري جوسية والعريضة على الحدود السورية اللبنانية، وزعم الجيش الإسرائيلي إنه ضرب طرقاً يستخدمها حزب الله لتهريب الأسلحة.[94]

- واستشهد 30 فلسطينيا وجرح آخرين في مجزرة إسرائيلية بقصف قوات الاحتلال عدة منازل بمحيط مستشفى كمال عدوان في بيت لاهيا شمالي غزة، واستشهد 4 من الكوادر الطبية بداخل المستشفى بعد أن اقتحمته مجددا وحاصرته وأجبرت المرضى والجرحى على مغادره.[95][96]
- اعتقلت قوات الاحتلال الإسرائيلي بالمساء ثلاثة صحفيين عند مدخل بلدة سنجل شمال رام الله، ونكلت بهم واحتجزت أربعة صحفيين آخرين لجانب المعتقلين، وأفرجت عنهم في وقت لاحق.[97]
- أعلنت كتائب شهداء الأقصى قصفها بصاروخين من نوع "107" تجمعات لجنود وآليات الاحتلال الإسرائيلي المتمركزة في محور نتساريم في وسط قطاع غزة.[98]
- استشهد 20 فلسطينيًا وجرح أكثر من 30 آخرون معظمهم أطفال ونساء في قصف الاحتلال على النصيرات، حيث استشهد 17 فلسطينًيا بمجزرة إسرائيلية بقصف الاحتلال منزلًا لعائلة "النادي" قرب مقبرة القسام وتضرر على إثره عدة منازل مجاورة في منطقة بلوك C بمخيم النصيرات وسط قطاع غزة،[99][100] وقال مستشفى العودة أن 12 شهيداً بينهم 6 أطفال و4 نساء، ونحو 46 جريحاً بينهم 13 طفلاً و12 إمرأةً وصلوا للمشفى جراء المجزرة.[101] فيما استشهدت فتاة عقب قصف مدفعية الاحتلال خيام النازحين غرب مخيم النصيرات وسط القطاع.[102]
- وزعم الجيش الإسرائيلي إنه عثر على نفق مفخخ بالمتفجرات في رفح وقام بتدمير، كما إدعى أنه عثر على مخازن للأسلحة أثناء عملياته في رفح في الأيام الأخيرة. وأضاف أنه قتل أعضاء خلية ميليشيا أطلقت قذائف الهاون على القوات الإسرائيلية في المنطقة.[103]

## 7 ديسمبر
تطورات اليوم الـ 428 من الحرب
- وأعلنت وزارة الصحة في غزة عن استشهاد 52 فلسطينياً وجرح 142 في 3 مجازر وغارات إسرائيلية في حرب الإبادة الجماعية، مما يرفع حصيلة الشهداء الفلسطينيين في غزة إلى 44,664.[105]
- وأطلق صاروخ من اليمن على إسرائيل.[106]
- استشهد الشاب الفلسطيني طارق أمجد موسى غزاونة (27 عاماً) برصاص قوات جيش الاحتلال قرب حاجز قلنديا شمالي مدينة القدس المحتلة.[107]
- هاجم مستوطنون إسرائيليون مواطنين فلسطينيين وسرقوا رؤوس أغتام شرق بلدة يطا جنوب الخليل بالضفة الغربية المحتلة.[108]
- واستشهد شخصان وجرح آخر برصاص قناصة الاحتلال غربي مواصي رفح في جنوب القطاع وأفغد الذفاع المدني بغزة بانتشال جثمان شهيد في غارة إسرائيلية قرب الملعب البلدي غربي مدينة رفح، فيما أسفر قصف إسرائيلي استهدف محيط مدرسة أحمد شوقي بحي الرمال غربي مدينة غزة عن استشهاد 3 فلسطينيين وإصابة آخرين.[109]
- واستشهد 8 أشخاص في قصف إسرائيلي على منزل في منطقة الكرامة شمال غربي مدينة غزة، فيما استشهد فلسطينيين اثنين وجرح آخرون في استهداف تجمع لمواطنين في محيط مسجد العمري بجباليا البلد شمالي قطاع غزة.[110]
- واستشهد شخص وأصيب آخرون في استهداف مسيرة إسرائيلية لدراجة نارية في بلدة دير سريان جنوبي لبنان.[111]
- وقام جيش الاحتلال الإسرائيلي بنسف منازل ومباني في بلدة الخيام والعديسة واستهدف الاحتلال مساء الأمس بغارة جوية مجرى النهر بين بلدتي زوطر الشرقية ويحمر الشقيف في قضاء النبطية.[112]
- وارتفع عدد شهداء مجزرة استهداف منزل عائلة النادي ومربع سكني بمخيم النصيرات وسط قطاع غزة لـ26 شخصًا وأكثر من 60 مصابًا وعدد آخر من المفقودين، واستشعد فلسطيني وأصيب آخرون في قصف إسرائيلي استهدف تجمعا للمواطنين بحي الشيخ رضوان شمال غربي مدينة غزة.[113]
- اقتحمت قوات الاحتلال الإسرائيلي مركزا طبيًا في بلدة سلواد شرق رام الله، واعتقلت شاب فلسطيني مصابًا بعد أن انتزعت أجهزة التنفس عنه وهو مصاب بالاختناق، واعتدت على الطاقم الطبي في المركز، كما اندلعت مواجهات في البلدة بعد اقتحام الاحتلال لها حيث أطلق قنابل صوت وغاز سام.[114]

إصابة عدد من المواطنين الاختناق.
- طالبت المديرية العامة للدفاع المدني الفلسطيني بغزة الأمم المتحدة ومكتبها لتنسيق الشؤون الإنسانية بالضغط على سلطات الاحتلال الإسرائيلي من أجل السماح بإدخال الوقود اللازم للدفاع المدني وتشغيل مركباته والاستمرار في الاستجابة الإنسانية للمواطنين.[115]
- أعلنت سرايا القدس استهدافها مع كتائب "القسام" جرافة عسكرية إسرائيلية من نوع (D9) بقذيفة "تاندوم" بالقرب من مول الشاعر في حي الجنينة شرقي رفح.[116]
- وأعلن الدفاع المدني الفلسطيني بغزة استشهاد أحد عناصره الضابط رائد يوسف سالم “أبو البيض” بعد استهدافه مع مجموعة من المواطنين بطائرة مسيرة إسرائيلية عند مدخل مستشفى كمال عدوان في شمالي قطاع غزة.[117]
- وإدعت وحدة تنسيق الشؤون الإنسانية في المناطق الإسرائيلية أن 3270 طناً من الدقيق على متن 218 شاحنة تم تسليمها إلى غزة هذا الأسبوع عبر إسرائيل.[118]
- واعتدى مستوطنون إسرائيليون على مواطنين وتجار مقدسيين وممتلكاتهم في سوق القاطنين أحد الأسواق المؤدية للمسجد الأقصى المبارك في القدس المحتلة بحماية شرطة الاحتلال الإسرائيلي ما أسفر عن إصابة أحد المواطنين واعتقلت نحو 10 مواطنين من محيط السوق واقتادتهم لمعتقل القشلة في باب الخليل بالبلدة القديمة، وأقدم مستوطنون على تكسير وتقطيع 15 شجرة زيتون وتخريب بئر مياه في منطقة حريقة عبدالله شمال شرق بلدة ياسوف شرق سلفيت.[119]
- وزعم الجيش الإسرائيلي أنه ضرب مقاتلاً من حزب الله شكل تهديداً لجنودها في جنوب لبنان.[120]
- وقالت وزارة الصحة بغزة أن نحو 4 آلاف حالة بتر وألفي إصابة في العمود الفقري والدماغ وآلاف الإعاقات البصرية والسمعية جراء استمرار حرب الإبادة الإسرائيلية على غزة منذ 7 أكتوبر/تشرين الأول 2023.[121]
- وأصيب 4 جنود إسرائيليين بينهم مصاب بحالة خطيرة حسب الإسعاف الإسرائيلي في عملية دهس نفذها فلسطيني قرب مخيم الفوار جنوب مدينة الخليل بالضفة الغربية، وتمكن المنفذ المستقل للمركبة من الانسحاب.[122]
- وأطلق طائرة مسيرة إسرائيلية 100 قذيفة على أقسام مستشفى كمال عدوان بما فيها غرف الجراحة والأسطح والساحات والنوافذ في وحدات العناية المركزة حديثي الولادة، واستهدفت خزانات الوقود وخزانات ومضخات مياه ومولدات الأكسجين ما أدى لاندلاع حريق في أحدها، وأدت الغارات إلى إصابة أربعة أشخاص بينهم ثلاثة أطفال.[123][124]
- استشهاد 5 أشخاص بينهم طفلان والمرأة وجرح 5 آخرين، في غارة إسرائيلية على بلدة بيت ليف جنوبي لبنان.[125]
- قُتل جندي إسرائيلي من اللواء 401 مدرع بنيران مضادة للدبابات أطلقها مسلحون من المقاومة في مدينة رداع جنوب قطاع غزة، مما رفع حصيلة قتلى الجيش الإسرائيلي المعلن في غزة إلى 383 قتيلاً.[126]

## 8 ديسمبر
تطورات اليوم الـ 429 من الحرب
- وأعلنت وزارة الصحة في غزة عن استشهاد 44 فلسطينياً وجرح 74 في 4 مجازر وغارات إسرائيلية في حرب الإبادة الجماعية، مما يرفع حصيلة الشهداء الفلسطينيين في غزة إلى 44,708.[128]
- أعلنت كتائب القسام تدمير ناقلة جند إسرائيلية بالأمس بعبوة “شواظ” وإيقاع طاقمها بين قتيل وجريح في محيط الجامعة بحي الجنينة شرق مدينة رفح جنوب القطاع.[129]
- واستشهد 5 أشخاص بينهم طفلان وسيدة وعدد من الإصابات جراء قصف طائرة مروحية إسرائيلية خيمة تؤوي نازحين في منطقة المشاعلة جنوب غرب مدينة دير البلح وسط القطاع، واستشهدت فلسطينية وأصيب آخرون جراء قصف طائرة مروحية إسرائيلية شقة سكنية تعود لعائلة الغفري قرب مسجد اليرموك وسط مدينة غزة.[130]
- واستشهد الطبيب ناصف أبو العمرين وزوجته وأطفاله في قصف الاحتلال منزله بمحيط مستشفى كمال عدوان شمال غزة.[131]
- استشهد 3 مواطنين وأصيب آخرون مساء الأمس في قصف إسرائيلي استهدف منزلًا لعائلة «شاهين» في محيط ساحة الشوا بحي التفاح شرقي مدينة غزة، واستشهد المواطن محمد أبو مصطفى جراء قصف إسرائيلي استهدف خيمة قرب مسجد الألباني بمنطقة النمساوي غربي خانيونس جنوبي قطاع غزة.[131]
- اقتحم جيش الاحتلال الإسرائيلي عدة مناطق فلسطينية بالضفة الغربية واعتقل مراطنين، حيث اقتحم قرية النبي صالح شمال غرب رام الله واعتقل شابا فلسطينيا وسط إطلاق للرصاص وقنابل الصوت وتحليق لطائرة مسيرة واقتحم قرى مسافر يطا جنوب مدينة الخليل واعتقل شقيقين فلسطينيين بعد الاعتداء عليهما واقتحم بلدة الخضر جنوب مدينة بيت لحم وأطلق قنابل غاز السام وصوت، واقتحم مدينة قلقيلية وعدة قرى بمحافظة طولكرم واعتقل أسير محرر من ضاحية ذنابة قضاء طولكرم بعد اقتحام منزله، كما اقتحمت جيش الاحتلال قرية شقبا غرب رام الله واعتقلت فلسطينيان، واعتقلت شابين من مزارع النوباني وقرية بيت سيرا بعد دهم منزلهما.[132]
- وتصدى مقاومون فلسطينيون لاقتحام قوات الاحتلال مخيم بلاطة شرق نابلس، حيث نشرت خلالها قناصتها على مفارق شوارع وحارات المخيم وأطلق المقاومين الرصاص صوب القوة المقتحمة وتمكنوا من تفجير عبوات ناسفة.[133]
- أحرق مستوطنون إسرائيليون خيمة أعلاف لتربية الماشية في منطقة “واد الأبيض” في بلدة المنيا جنوب شرق بيت لحم، واعتدوا على مواطن وأفراد عائلته.[134]
- اقتحم عشرات المستوطنين الإسرائيليين المسجد الأقصى المبارك في مدينة القدس من باب المغاربة تحت حماية شرطة الاحتلال الإسرائيلي وقاموا بجولات استفزازية في باحاته، وأدوا طقوسا تلمودية.[135]
- أعلنت القوات المسلحة اليمنية التابعة لللحوثيين تنفيذ عملية عسكرية بالاشتراك مع المقاومة الإسلامية في العراق استهدفت هدفاً حيوياً جنوبي «إسرائيل» بعدد من الطائرات المسيرة.[136]
- أصيب أربعة مواطنين فلسطينييين بينهم 3 أطفال البرصاص قوات جيش الاحتلال الإسرائيلي خلال اقتحامها المنطقة الشرقية من مدينة قلقيلية المعروفة باسم “النقار".[137]
- أعلنت كتائب القسام الفلسطينية استهداف دبابة إسرائيلية من نوع "ميركافا 4" بقذيفة "الياسين 105" في حارة الدقعة قرب الفاخورة بمخيم جباليا شمال القطاع وأعلنت استهداف مقرّ للقيادة والسيطرة تابع لجيش الاحتلال في محور نتساريم برشقة صاروخية من نوع "حاصب".[138]
- واستهدفت مُسيرة إسرائيلية مجموعة من المواطنين في شارع 18 بمخيم النصيرات وسط القطاع ما أدى لاستشهاد المواطنين بلال حسين ومعتز حسين وجرح آخرين فيما استشهد عدد من المواطنين وأصيب آخرون إثر قصف الاحتلال مركبة و"توكتوك" شمال رفج.[139]
- واستشهد 10 فلسطينيين وجرح آخرين في مجزرة إسرائيلية بقصف استهدف مجموعة من المواطنين بشارع عمر المختار قرب منتزه البلدية بمدينة غزة، فيما استشهد 15 مواطنا بينهم أطفال ونساء وجرح آخرون إثر قصف إسرائيلي استهدف منزلًا لعائلة "أبو حسنين" خلف المقبرة في مخيم البريج وسط قطاع غزة.[140]
- قالت وزارة الصحة في غزة إن جيش الاحتلال الإسرائيلي استهدف المستشفى الإندونيسي شمالي قطاع غزة مما أدى لإصابة 6 مرضى أحدهم بشكل خطير، وطالبت الوزارة بضرورة الحماية الدولية للمستشفيات والمرضى والموظفين الطيبين.[141]
- واستشهد الأسير المحرر رائد خالد غباين وزوجته هالة إسماعيل غباين، وأصيبت طفلتهما الرضيعة بجراح خطيرة جراء استهداف طيران الاحتلال الحربي خيمة تؤوي نازحين في بلدة الزوايدة وسط القطاع.[142]
- وبعد ساعات من سقوط نظام الأسد في سوريا، سيطرت القوات الإسرائيلية بشكل كامل على المنطقة العازلة التابعة للأمم المتحدة في مرتفعات الجولان، إلى جانب بلدتي خان أرنبة ومدينة البعث.[143][144] كما أفيد بسيطرة إسرائيل بشكل كامل على جبل الشيخ بعد احتلال الجانب السوري من الجبل دون مقاومة.[145]
- أستهدفت غارات جوية إسرائيلية قاعدة جوية استراتيجية في سوريا في وحي المزة في دمشق،[146] فيما ذكرت وكالة رويترز أن الطائرات الإسرائيلية استهدفت قاعدة خلخلة الجوية في جنوب سوريا.[147]
- أعلنت كتائب القسام عن كمين خلال أول أمس (7 ديسمبر) من استهداف 3 دبابات إسرائيلية من نوع “ميركافاة 4” بقذائف “الياسين 105”، واستهداف قوة إسرائيلية راجلة مكونة من 7 جنود؛ تحصنت في أحد المنازل، بقذيفة “TBG”، وإيقاعهم بين قتيل وجريح، وفور تقدم قوة النجدة التابعة للاحتلال استهداف جرافة D9 عسكرية بقذيفة تاندوم قرب مفترق عابد بحي الجنينة شرق مدينة رفح”.[148]

## 9 ديسمبر
تطورات اليوم الـ 430 من الحرب
- وأعلنت وزارة الصحة في غزة عن استشهاد 50 فلسطينياً وجرح 84 في 3 مجازر وغارات إسرائيلية في حرب الإبادة الجماعية، مما يرفع حصيلة الشهداء الفلسطينيين في غزة إلى 44,758.[150]
- واستهدفت طائرة بدون طيار أطلقت من اليمن مبنى في مستوطنة يفنه جنوب تل أبيب وألحقت أضرارا به.[151][152]
- اعتقلت قوات الاحتلال الإسرائيلي 16 مواطناً فلسطينيًا على الأقل بينهم سيدة ومعتقلون سابقون في الضفة الغربية منذ مساء أمس وحتى صباح اليوم.[153]
- استشهد ثلاثة مواطنين فلسطينيين وأصيب آخرون بجروح في قصف الاحتلال الإسرائيلي على مجموعة من المواطنين شرق رفح، واستشهد مواطن آخر شمال المدينة.[154]
- وأضرمت القوات الإسرائيلية النيران في مدرسة "زيد بن حارثة" في بيت لاهيا التي كانت تؤوي نازحين قبل أن تُجبرهم على مغادرتها عقب اقتحامها، واستهدفت تجمعًا مدنيًا عند مفترق الحلبي في جباليا البلد مما أدى لاستشهاد 3 فلسطينيين وإصابة آخرين بجروح واستهدف الطيران الحربي الإسرائيلي منزلاً بمحيط مدارس أبو حسين في مخيم جباليا شمال القطاع.[155]
- وأصيب فلسطينيين جراء قصف الاحتلال شقة تعود لعائلة القشطان في برج يافا بمخيم النصيرات وسط قطاع غزة، واستشهد شخصين وجرح آخرون إثر غارة إسرائيلية على خيمة نازحين في بلدة الزوايدة وسط قطاع غزة،[156] وانتشل جثماني شهيدين من منطقة وادي غزة شمالي مخيم النصيرات وسط القطاع.[157]
- استشهد عدد من المواطنين وأصيب آخرون بجروح في قصف الاحتلال الإسرائيلي مدرسة تؤوي نازحين في مخيم جباليا شمال قطاع غزة، فيما استشهد عدد من المواطنين وجرح آخرين في قصف طيران الاحتلال مربعًا سكنيا قرب مسجد المقادمة في محيط مستشفى كمال عدوان شمال القطاع،[158] وشن طيران الاحتلال الحربي غارة على مخيم المغازي وسط القطاع ما أدى لاستشهاد طفلين وإصابة آخرين بجروح.[159]
- وقالت وسائل إعلام إسرائيلية أن جنديين إسرائيليين قتلوا في معارك في جباليا شمال قطاع غزة.[160][161]
- أعلن الجيش الإسرائيلي مقتل أربعة من جنود الاحتياط بينهم ظابطان في "حادث عملياتي" في جنوب لبنان.[162]
- أدى قصف جوي إسرائيلي على سيارة على طريق صف الهوا في بنت جبيل بالقرب من حاجز للجيش اللبناني إلى مقتل شخص وإصابة أربعة جنود لبنانيين بجروح.[163]
- اتهمت الشرطة الإسرائيلية رجلاً إسرائيليًا بإحراق سيارات وكتابة رسائل موجهة إلى إيران.[164]
- واندلعت اشتباكات اشتباكات مسلحة بين فلسطينيين وقوات الاحتلال بعد اقتحامها لمدينة طوباس شمالي الضفة،[165] واستشهد فلسطينيان بعد قصف إسرائيل لتجمع لفلسطينيين في منطقة الصافح شمال مدينة طوباس.[166] وقالت كتيبة طوباس التابعة لسرايا القدس أنّ مقاتليها استهدفوا قوات الاحتلال والآليات العسكرية بزخّات كثيفة من الرصاص "محققين إصابات مباشرة" وبثّت الكتيبة طوباس، في وقت سابق، مشاهد عن تفجير مجاهديها جيبات الاحتلال وآلياته، في محاور القتال في طوباس وجنين.[167]
- أعلنت القوات المسلحة اليمنية الموالية لأنصار الله الحوثيين تنفيذ عملية عسكرية استهدفت هدفاً حساس إسرائيلي في منطقة يفنه في أسدود جنوبي يافا.[168]
- أعلنت سرايا القدس قصفها مع لواء العامودي في كتائب شهداء الأقصى مقر قيادة وسيطرة لجيش الاحتلال في محيط المستشفى التركي في محور نتساريم بصواريخ من نوع 107، وأعلنت كتائب أبو علي مصطفى استهداف مرابض المدفعية الإسرائيلية "الهاوتزر" في محور نتساريم جنوبي مدينة غزة بقذائف الهاون من العيار الثقيل.[169]
- وقتل ثلاثة جنود إسرائيليين من لواء جفعاتي وأصيب 12 آخرون خلال اشتباكات في جباليا شمال قطاع غزة حسب ما أعلن الجيش الإسرائيلي.[170][171]
- استشهد قرابة 20 فلسطينيا وجرح آخرون في مجزرة إسرائيلية بقصف استهدف منازل في عزبة بيت حانون شمالي قطاع غزة.[172]

## 10 ديسمبر
تطورات اليوم الـ 431 من الحرب
- وأعلنت وزارة الصحة في غزة عن استشهاد 28 فلسطينياً وجرح 54 في 4 مجازر وغارات إسرائيلية في حرب الإبادة الجماعية، مما يرفع حصيلة الشهداء الفلسطينيين في غزة إلى 44,786.[174]
- استشهد 7 أشخاص وجرح آخرون في قصف الاحتلال الإسرائيلي منزلاً لعائلة خليفة في مخيم 1 بالنصيرات وسط قطاع غزة، فيما استشهد فلسطيني وأصيب آخرون جراء قصف الاحتلال منزلاً لعائلة "مقداد" في حي الشيخ رضوان شمال مدينة غزة.[175] وكان لاعب كرة القدم الفلسطيني محمد خليفة من الضحايا.[176]
- إقتحمت قوات الاحتلال الإسرائيلي عدة بلدات ومدن بالضفة الغربية، وأصيب اثنين فلسطينيان جراء اعتداء قوات الاحتلال عليهما خلال اقتحامها بلدة عزون شرقي قلقيلية بعدد كبير من الآليات العسكرية من المدخل الغربي،[177] واقتحمت قوة راجلة البلدة من مدخليها الشمالي والشرقي وأغلقت مداخل البلدة كافة، واقتحمت بلدة كفر قدوم شرق قلقيلية، واقتحمت بلدة كفر قليل شرقي مدينة نابلس واعتقلت شاب بعد مداهمة منزله، واقتحمت قوات جيش الاحتلال بلدة بيتا جنوبي المدينة، وفي رام الله، اقتحمت قوات الاحتلال بلدة بيتونيا غربها واقتحمت منطقة العبيات شرق بيت لحم، وداهمت منزلا وفتشته.[178]
- هدمت سلطات الاحتلال الإسرائيلي خيام قرية العراقيب الفلسطينية مسلوبة الاعتراف والمهددة بالاقتلاع والتهجير في النقب، وهي المرة الـ233 على التوالي.[179]
- وزعم الجيش الإسرائيلي أنه قتل 10 من نشطاء حماس الذين شاركوا في قتل ثلاثة جنود إسرائيليين وإصابة 12 آخرين في جباليا قبل يوم واحد في غارة جوية.[180]
- واستشهد صياد فلسطيني بنيران القوات الإسرائيلية غربي مخيم النصيرات وسط قطاع غزة، وأفاد الدفاع المدني بغزة أن حصيلة مجزرة ارتكبها جيش الاحتلال بقصف منزلا لعائلة الكحلوت في عزبة عبد ربه في جباليا شمالي القطاع ارتفعت إلى 25 شهيدًا.[181]
- واعتقلت قوات الاحتلال الإسرائيلي 6 صيادين فلسطينيين قبالة بحر دير البلح وسط قطاع غزة، عقب محاصرة الزوارق البحرية الإسرائيلية لمركباتهم.[182]
- وشن الجيش الإسرائيلي غارة على مدينة جبيل في جنوب لبنان ما أدى لإصابة مواطن بجروح طفيفة واشتعال سيارته، واستهدفت دبابة "ميركافا" أطراف شيحين والجبين بعدد من بالقذائف، وتعرّضت دورية مشتركة من الجيش اللبناني واليونيفيل لإطلاق نار من قبل الاحتلال خلال محاولتها فتح طريق عام عيترون التي كان قد قطعها بساتر ترابي.[183]
- ونشرت كتائب القسام مشاهد لاستهداف آليات الاحتلال ضمن كمينين عسكريين في حي الجنينة شرق مدينة رفح جنوبي القطاع، واوضحت المشاهد استهداف جرافة عسكرية إسرائيلية من نوع "D9"، واستهداف دبابة "ميركافا" بقذيقة "الياسين 105"، وتفاصيل كمين في السادس من كانون الأول/ديسمبر 2024، وخلاله استهداف 3 دبابات "ميركافا" بقذائف "الياسين 105"، كما نشرت سرايا القدس مشاهد لاشتباكها مع جنود وآليات إسرائيلية وسط مخيم جباليا شمالي قطاع، ونشرت كتائب أبو علي مصطفى مشاهد لاستهداف قوات الاحتلال في محور نتساريم جنوب مدينة غزة بقذائف "الهاون" مع قوات الشهيد عمر القاسم وعرضت مشاهد استهداف مرابض مدفعية الاحتلال "الهاوتزر" في محور "نتساريم" بقذائف "الهاون" ونشرت كتائب شهداء الأقصى مشاهد من قصف تجمعاً لجنود الاحتلال المتمركزة في محيط نادي خدمات جباليا شمالي قطاع غزة بقذائف "الهاون".[184]
- وزعمت «وحدة تنسيق أعمال الحكومة في المناطق» الإسرائيلية إن 201 شاحنة محملة بالمساعدات الإنسانية دخلت غزة قبل يوم واحد.[185]
- أعلنت القوات المسلحة اليمنية الموالية لأنصار الله الحوثيين تنفيذ عمليات عسكرية باستهداف ثلاث سفن إمداد أمريكية بعد خروجها من ميناء جيبوتي ومدمرتين أمريكيتين في خليج عدن كانت ترافق سفن الإمداد بعدد من الصواريخ والطائرات المسيرة وتنفّيذ عمليتين عسكريتين استهدفتا أهدافاً عسكرية في منطقتي يافا وعسقلان في إسرائيل بطائرتين [186]

## 11 ديسمبر
تطورات اليوم الـ 432 من الحرب
- وأعلنت وزارة الصحة في غزة عن استشهاد 19 فلسطينياً وجرح 69 في مجازر وغارات إسرائيلية في حرب الإبادة الجماعية، مما يرفع حصيلة الشهداء الفلسطينيين في غزة إلى 44,805.[188]
- أعلنت سرايا القدس قصفها بقذائف الهاون النظامي (عيار 60) جنود وآليات الاحتلال في محيط مسجد الفوز بمنطقة الصفطاوي شمال قطاع غزة، وأعلنت كتائب أبو علي مصطفى أنّ وحدتها الصاروخية استهدفت تحشدات الاحتلال وومقر قيادة وسيطرة إسرائيلي في محور "نتساريم" شمال وشرق المحافظة الوسطى برشقات صاروخية من عيار "107"، واستهدفت مواقع الاحتلال المستحدثة في محور "فيلادلفيا" جنوب قطاع غزة برشقة صاروخية وقصف الوحدة الصاروخية تموضع لقوات الاحتلال في "تل زعرب" برشقة صاروخية.[189]
- أعلنت كتائب القسام تدمير اليوم الماضي ناقلة جند إسرائيلية بعبوة “شواظ” في منطقة الخلفاء بمخيم جباليا شمالي قطاع غزة وإيقاع طاقمها بين قتيل وجريح.[190]
- قال مدير المستشفى الإندونيسي في شمال قطاع غزة إنَّ الاحتلال استهدف المشفى عدة مرات بالرغم من وجود المرضى والكادر الطبي بداخله ما أدى لإصابة 6 مرضى، وكانت قد أعلنت وزارة الصحة الفلسطينية أنَّ 60 جريحًا في المستشفى في يواجهون خطر الموت بسبب نقص المواد الغذائية والمياه.[191]
- اقتحم جيش الاحتلال الإسرائيلي عدة مناطق فلسطينية بالضفة الغربية المحتلة، حيث إندلعت مواجهات بين جيش الاحتلال وفلسطينيين بعد اقتحام قرية مادما جنوب مدينة نابلس وتمركزت وسطها بظل إطلاق كثيف للرصاص وقنابل غاز وصوت وفرضت حظر تجوال في القرية واقتحمت مدينة نابلس وقريتي برقة وبورين شمال غرب وجنوب المدينة، وقرية أم صفا شمال غرب مدينة رام الله وقرية حوسان غرب بيت لحم، والطَبقة جنوب الخليل، فيما استولى الاحتلال الإسرائيلي على 94 دونما في قرية بيت جالا غرب مدينة بيت لحم قرب منطقة النفق المؤدي إلى مدينة القدس المحتلة بهدف إنشاء محطة حافلات مركزية.[192]
- وأصبب ثلاثة مستوطنين إسرائيليين بإطلاق نار من فلسطينيين بعد أن حاولوا الوصول لقبر يوسف في المنطقة الشرقية من نابلس.[193]
- استشهد 7 فلسطينيين على الأقل وأصيب وفقد آخرين في غارة جوية إسرائيلية على يعود لعائلة البيومي في شارع السعافين غربي مخيم النصيرات وسط قطاع غزة.[194][195]
- واستشهد 22 فلسطينيا على الأقل بينهم نساء وأطفال في مجزرة إسرائيلية جديدة باستهداف غارة جوية على منزل لعائلة أبو الطرابيش مكون من 3 طوابق قرب مستشفى كمال عدوان في مشروع بيت لاهيا بشمال قطاع غزة وقال الدفاع المدني الفلسطيني أن 30 على الأقل كانوا يعيشون في المنزل ضربه مضيفًا أن العديد من أفراد العائلة ما زالوا مفقودين مع استمرار عمليات الإنقاذ.[196]
- واستشهد طفل وإصيب عدد من الفلسطينيين في قصف إسرائيلي استهدف منزلًا لعائلة أبو غرقود في منطقة أبو جبارة شمالي بلدة الزوايدة وسط قطاع غزة فيما استشهد فلسطيني وأصيب 3 آخرون بينهم طفلان بقصف على تجمع مدني شرق دير البلح، واستشهد فلسطينيان آخران وأصيب 5 في قصف استهدف مجموعة من الفلسطينيين في شارع يافا وسط مدينة غزة.[197]
- استشهدت الصحفية إيمان حاتم الشنطي وزوجها حلمي عابد، وأطفالها ألمى وعمر وبلال عابد في غارة إسرائيلية بعمارة الملش في حي الزيعون شمال مدينة غزة، ما يرفع حصيلة الشهداء الصحفيين في غزة إلى 193.[198][199]
- وزعم الجيش الاسرائيلي أنه قتل صلاح دحام رئيس وحدة الطيران الشراعي التابعة لحماس في جباليا والذي إدعى أنه تسلل جويًا إلى جنوب إسرائيل خلال هجوم السابع من أكتوبر، وقال أنه قتل فهمي السلمي أحد قادة قوات النخبة التابعة لحماس في غارة جوية منفصلة مدعيًا أنه كان مسؤولاً عن هجوم على موقع عسكري إسرائيلي على الحدود مع غزة والذي أسفر عن مقتل 14 جنديًا إسرائيليًا خلال هجوم السابع من أكتوبر وقاد العديد من الهجمات على الجنود العاملين في غزة أثناء الهجوم.[200]
- وأدت غارة إسرائيلية على مدينة بنت جبيل في لبنان إلى استشهاد 3 أشخاص،[201] كنا أدت غارة إسرائيلية أخرى على بلدة بيت ليف في قضاء بنت جبيل إلى سقوط شهيد بحسب وزارة الصحة اللبنانية.[202]

## 12 ديسمبر
تطورات اليوم الـ 433 من الحرب
- وأعلنت وزارة الصحة في غزة عن استشهاد 30 فلسطينياً وجرح 99 في مجازر وغارات إسرائيلية في حرب الإبادة الجماعية، مما يرفع حصيلة الشهداء الفلسطينيين في غزة إلى 44,835.[204]
- وقتل إسرائيلي وأصيب 3 آخرين أحدهم بجروح بالغة الخطورة جراء إطلاق نار على حافلة قرب حاجز النفق جنوب جنوب مدينة القدس المحتلة.[205][206]
- واستشهد 15 فلسطيني وأصيب 30 آخرين في استهداف الاحتلال الإسرائيلي لفلسطينيين مكلفين بتأمين شاحنات المساعدات، حيث استشهد 9 فلسطينيين في غارة جوية إسرائيلية استهدفتهم في رفح واستشهد 6 آخرين يأمنون مساعدات جراء قصف مسيرة إسرائيلية لمجموعة تأمين مساعدات قرب شارع النص في مواصي مدينة خان يونس.[207] وزعم الجيش الإسرائيلي أنه ضرب مجموعتين من مسلحي حماس خططوا لنهب الشاحنات التي تحمل مساعدات إنسانية.[208]
- وقالت هيئة مقاومة الجدار والاستيطان أن سلطات الاحتلال الإسرائيلي استولت على 54.79 دونما من أراضي المواطنين في بلدتي قطنة وبدو شمال غرب القدس.[209]
- استشهد 7 فلسطينيين على الأقل وأصيب آخرون في استهداف عمارة سكنية قرب مفترق عبد العال في شارع الجلاء بمدينة غزة.[207]
- استشهد 15 فلسطينيًا في استهداف طائرات الاحتلال منزلًا لعائلة اللوح غرب مخيم النصيرات وسط قطاع غزة.[210]
- استشهاد الشاب الفلسطيني جهاد ابو سليم (27 عاما) برصاص قوات الاحتلال خلال اقتحامها مخيم بلاطة شرق نابلس شمالي الضفة الغربية.[211]
- وانطلقت طائرة مسيرة من اليمن وأخرى من "الشرق" اتجاه إسرائيل.[212][213]
- استشهد الشاب محمد عبد الكريم خالد براهمة (25 عاما) برصاص قوات الاحتلال الإسرائيلي خلال اقتحامها – اليوم الخميس- مدينة قلقيلية في الضفة الغربية.[214]
- وزعم جيش الاحتلال الإسرائيلي أن غارة جوية على مدينة غزة هذا الأسبوع قتلت «عمار دلول» رئيس قسم تصنيع الأسلحة في حماس والذي كان أيضا قائد سرية في لواء الزيتون التابع لحماس، وجهاد ياسين الذي كان قائد سرية في لواء الزيتون التابع لها، ويحيى مسعود محمد الأشقر الذي زعم أنه تسلل للأراضي «الإسرائيلية» شارك في هجوم 7 أكتوبر، والنشطاء في حماس كمال صابر سليم عرفات، ومحمد محمد أكرم الأعرج، ولؤي فريد فايز حسين علي الذي كان قائد فصيلة في حماس، والنشطاء في حماس عماد عوني إبراهيم ريان ورائد سمير مسعود حرازين الذي كان عضوا في قوات الأمن الداخلي لحماس.[215]
- اقتحم عشرات مستوطنين وطلاب يهود إسرائيليين ساحات المسجد الأقصى المبارك في مدينة القدس من جهة باب المغاربة، ونفذوا جولات استفزازية في باحاته وأدوا طقوسا تلمودية تحت حماية قوات وشرطة الاحتلال الإسرائيلي.[216]
- استشهد مواطن لبناني باستهداف مسيرة إسرائيلية لبلدة الخيام جنوبي لبنان.[217] وزعم الجيش الاسرائيلي أنه نفذ غارة بطائرة بدون طيار على أعضاء حزب الله في جنوب لبنان.[218]
- استشهد سعيد جودة طبيب العظام الوحيد الموجود في شمال قطاع غزة بعد استهدافه مباشرة بواسطة طائرة إسرائيلية مسيرة وهو في طريقة للمستشفى.[219]
- أعلنت كتائب القسام استهداف جرافتين إسرائيليتين من نوع "D9" وناقلة جند من نوع "نمر" بعبوات "شواظ" قرب مقبرة الفالوجا غرب مخيم جباليا شمال قطاع غزة، وقنص جنديين إسرائيليين في منطقة "بلوك 2" بالمخيم، وأعلنت استهداف مواقع الاحتلال في محور نتساريم بقذائف هاون من العيار الثقيل وصواريخ رجوم وصواريخ 107.[220] وأعلنت كتائب شهداء الأقصى قصفها «مقر دعم وإمداد لوجستي» للاحتلال الإسرائيلي في محور نتساريم بقذائف الهاون من العيار الثقيل.[221]

مجزرة في النصيرات

## 13 ديسمبر
تطورات اليوم الـ 434 من الحرب
- وأعلنت وزارة الصحة في غزة عن استشهاد 40 فلسطينياً وجرح 98 في 3 مجازر وغارات إسرائيلية في حرب الإبادة الجماعية، مما يرفع حصيلة الشهداء الفلسطينيين في غزة إلى 44,875.[223]
- استشهد الشاب الفلسطيني «محمد أحمد حسين مسالمة (23 عاما)» من ذوي الإعاقة خلال اقتحام قوات الاحتلال الإسرائيلي بلدة بيت عوا غرب الخليل، وقال مدير مستشفى دورا الحكومي إن الشاب وصل إلى قسم الطوارئ دون أن تتمكن الطواقم الطبية من إنقاذ حياته، جراء إصابته برصاصة في الصدر خلال اقتحام قوات الاحتلال البلدة.[224]
- استشهد 3 فلسطينيين وجرح نحو 15 آخرين معظمهم نساء وأطفال إثر قصف من مسيرات إسرائيلية على خيمتين تؤويان نازحين في خان يونس، كما استشهد مسنا واثنين من أبنائه استشهدوا وأصيب نحو 7 آخرين جراح اثنين منهم خطيرة في قصف مسيرة إسرائيلية خيمة نازحين في منطقة جورة اللوت جنوبي المدينة، وأصيب 8 آخرون في قصف من مسيرة إسرائيلية على خيمة أخرى تؤوي نازحين في منطقة قيزان رشوان جنوبي خان يونس.[225]
- واستشهد 5 فلسطينيين وأصيب آخرون في غارة إسرائيلية استهدفت منزلا بحي الصبرة جنوبي مدينة غزة، واستشهد فلسطينيين اثنين وجرح آخرين في قصف إسرائيلي على محيط مقر الصناعة جنوب مدينة غزة واستشهد فلسطينيًا آخر في قصف بمسيرة إسرائيلية شرقي مخيم المغازي وسط قطاع غزة،.[226]
- وأقرّت أجهزة أمن السلطة الفلسطينية بمسؤوليتها عن مقتل الشاب ربحي الشلبي (19 عاما) في مدينة جنين بالضفة الغربية المحتلة وقال المتحدث الرسمي للأجهزة «بتحملها المسؤولية الكاملة عن مقتله وأكدت الالتزام «بالتعامل مع تداعيات الحادثة بما ينسجم مع القانون ويضمن العدالة واحترام الحقوق».[227]
- أعلنت كتائب القسام الاستيلاء على 3 طائرات (كواد كابتر) إسرائيلية أثناء قيامها بمهام استخباراتية في حي الجنية شرق مدينة رفح جنوب قطاع غزة.[228]
- أصيب فلسطيني برصاص جيش الاحتلال الإسرائيلي أثناء اقتحام البلدة القديمة بمدينة نابلس شمالي الضفة الغربية، وكان جيش الاحتلال اقتحم المنطقة الشرقية من المدينة نابلس ومحيط مخيمي بلاطة وعسكر.[229]
- وأعلنت القوات المسلحة اليمنية الموالية لأنصار الله الحوثيين تنفيذ «سلاح الجو المسير» عمليتين عسكريتين استهدفت الأولى هدفا عسكريا في عسقلان واستهدفت الثانية هدفا في يافا بطائرتين مسيرتي وأنهما تمكنتا من تجاوز المنظمات الاعتراضية والوصول لهدفيهما، كما قالت أنها نفذت مع المقاومة الإسلامية في العراق عملية عسكرية استهدفت أهدافا حيوية جنوبي إسرائيل بعدد من الطائرات المسيرة.[230]
- انطلقت قذيفتان من وسط قطاع غزة باتجاه إسرائيل،[231] وأعلنت سرايا القدس أنّها قصفت عسقلان ومستوطنات غلاف غزة.[232]

## 14 ديسمبر
تطورات اليوم الـ 435 من الحرب
- وأعلنت وزارة الصحة في غزة عن استشهاد 55 فلسطينياً وجرح 170 في مجازر وغارات إسرائيلية في حرب الإبادة الجماعية، مما يرفع حصيلة الشهداء الفلسطينيين في غزة إلى 44,930.[234]
- استشهد فلسطينيين اثنين وإصابة آخرين جراء غارة إسرائيلية على مدرسة تؤوي نازحين في شارع يافا شمال شرقي مدينة غزة، واستشهد 4 أشخاص وأصيب آخرون بجروح في قصف إسرائيلي على منزل بجباليا النزلة شمالي القطاع.[235]
- لستشهد 7 فلسطينيين وأصيب 12 آخرين بينهم نساء وأطفال، جراء قصف الاحتلال مدرسة الماجدة وسيلة والتي تؤوي مئات النازحين قرب دوار فلسطين بمدينة غزة، وتم نقلهم إلى مستشفيي المعمداني والشفاء.[236]
- استشهد 11 أشخاص بينهم رئيس بلدية مدينة دير البلح وسط قطاع غزة في قصف للاحتلال استهدف مبنى البلدية.[237]
- استهدفت طائرات إسرائيلية مجموعة من المواطنين بالقرب من دوار أبو عطايا شرق مخيم البريج وسط غزة ما أدى لاستشهاد فلسطيني وعدد من الإصابات، كما أستشهد شخصين في قصف إسرائيلي استهدف مدرسة العائلة المقدسة في حي الرمال شمال مدينة غزة.[238]
- استشهد الصحفي مراسل قناة المشهد محمد بعلوشة جراء قصف إسرائيلي لطائرة مسيرة من نوع “كواد كابتر” أسقطت قنبلة عليه في شارع أحمد ياسين بحي الصفطاوي شمال قطاع غزة، ما يرفع حصيلة الشهداء الصحفيين في غزة إلى 195.[239]
- استهدفت غارة إسرائيلية سيارة في منطقة الخردلي ما أدى لاستشهاد مواطن، كما قام جيش الاحتلال الإسرائيلي بمواصلة عمليات النسف والتفجير في بلدة كفر كلا جنوب لبنان.[240]
- قالت منظمة الأمم المتحدة للطفولة (يونيسف) أن إسرائيل قتلت 14500 طفل في غزة منذ السابع من أكتوبر 2023، وأن الهجوم على مخيم النصيرات وسط غزة اليوم الماضي رفع عدد الأطفال الذين استُشهدوا في غزة خلال الشهر الأخير لأكثر من 160 أي بمعدل 4 أطفال يومياً منذ بداية تشرين الثاني/نوفمبر الماضي، وأضافت أن هناك 1.1 مليون طفل في حاجة إلى حماية عاجلة ودعم نفسي.[241]
- أعلنت كتائب المجاهدين استهدافها تمركزاً لجنود الاحتلال في منطقة السودانية شمالي غربي مدينة غزة بصواريخ "حاصب" التكتيكية، فيما نشرت سرايا القدس مشاهد عن قنصها جندياً إسرائيلياً في مناطق التوغل جنوبي مدينة غزة، ونشرت كتائب شهداء الأقصى مشاهد لقصفها مواقع الاحتلال المتمركزة في محور نتساريم بقذائف الهاون وصواريخ قصيرة المدى.[242]
- استشهد الصحفي المحرر في وكالة سند للأنباء محمد جبر القريناوي رفقة زوجته “مرام” وأطفاله الثلاثة “جبر وسيدرا وآيات” في قصف إسرائيلي استهدف منزله قرب دوار “بلوك 6” في مخيم البريج وسط القطاع.[243]

## 15 ديسمبر
تطورات اليوم الـ 436 من الحرب
- وأعلنت وزارة الصحة في غزة عن استشهاد 46 فلسطينياً وجرح 135 في 5 مجازر وغارات إسرائيلية في حرب الإبادة الجماعية، مما يرفع حصيلة الشهداء الفلسطينيين في غزة إلى 44.976.[245]
- أعلنت كتائب القسام قنص جندي إسرائيلي في محور التوغل شرق جباليا البلد شمال قطاع غزة، وأعلنت سرايا القدس تفجير 3 عبوات مزروعة مسبقاً في آليات الاحتلال خلال تقدمها قبل أيام في شارع عبيد ومحيط مدرسة تونس وقرب مسجد الشهيد عبد العزيز الرنتيسي جنوب حي الشجاعية في مدينة غزة وتدمير آلية عسكرية للاحتلال بعبوة من نوع (ثاقب - برميلية) - زرعت مسبقاً - خلال توغلها بمحيط أبراج الندى في عزبة بيت حانون شمال القطاع، فيما استهدفت قوات الشهيد عمر القاسم تجمعات قوات الاحتلال المتمركزة في محيط مبنى الترخيص في حي الجنينة شرق مدينة رفح بقذائف الهاون، ونشرت كتائب المجاهدين مشاهد لاستهداف تموضع لقوات الاحتلال في محور نتساريم بصواريخ "حاصب 111.[246]
- اقتحمت عشرات المستوطنين الإسرائيلييين باحات المسجد الأقصى المبارك في مدينة القدس بحماية مشددة من قوات الاحتلال الإسرائيلي وأدوا طقوسًا تلمودية وجولات استفزازية في ساحاته.[247]
- استشهد أكثر من 15 شخصًا في اقتحام الاحتلال الإسرائيلي مدرسة خليل عويضة في عزبة بيت حانون شمال قطاع غزة، كما اعتقل رجال وأجبر النساء وأطفال على النزوح قسرا من المدرسة تحت تهديد السلاح.[248]
- استشهد فلسطيني في قصف من مسيرة إسرائيلية على خربة العدس شمالي مدينة رفح، كما استشهد فلسطينيان في قصف إسرائيلي على حي الأمل غربي مدينة خان يونس.[248]
- أضرم مستوطنون إسرائيليون من مستوطنة "بساغوت" النار في إطارات مركبات ما أدى الى اندلاع حريق كبير في أراضي المواطنين بخربة جبل قرطيس في مدينة البيرة، فيما ألقى مستوطنون زجاجات حارقة على منزل في بلدة بورين جنوب نابلس.[249]
- قالت وزارة الصحة في غزة إن غارة جوية إسرائيلية دمرت عيادة أبو شباك في شمال غزة التي تضمنت عيادة للصحة النفسية،[250] وادعى الجيش الإسرائيلي أن سلاح الجو هاجم «مركز قيادة وسيطرة تابع لحماس» في المجمع يستخدم لتخزين الأسلحة والتخطيط لتنفيذ عمليات.[251]
- واستشهد 6 فلسطينيين جراء استهداف طائرات الاحتلال لنقطة تابعة للدفاع المدني في منطقة السوق بمخيم النصيرات وسط قطاع غزة،[252] من بينهم 5 من طواقم الدفاع المدني والصحفي أحمد بكر اللوح مصور قناة الجزيرة وباستشهاده يرتفع عدد الشهداء الصحفيين في غزة إلى 196.[253]
- أفادت وسائل إعلام يمنية بشنِ «الطيران الأمريكي البريطاني» غارة جوية استهدفت مديرية التحيتا جنوبي محافظة الحديدة غربي اليمن.[254]
- وإدعى الجيش الإسرائيلي أنه دمر أكثر من 300 موقع لحزب الله خلال الأشهر الثلاثة الماضية.[255]
- استشهد 20 نازحًا فلسطينيًا بينهم أطفال وأصيب آخرون في مجزرة إسرائيلية بقصف جوي استهدفت الطابق الثالث في مدرسة “أحمد بن عبد العزيز وتُؤوي نازحين مدنيين قرب مجمع ناصر الطبي غربي مدينة خانيونس جنوبي قطاع غزة.[256]

## 16 ديسمبر
تطورات اليوم الـ 437 من الحرب
- وأعلنت وزارة الصحة في غزة عن استشهاد 52 فلسطينياً وجرح 203 في مجازر وغارات إسرائيلية في حرب الإبادة الجماعية، مما يرفع حصيلة الشهداء الفلسطينيين في غزة إلى 45,028.[258]
- أعلنت سرايا القدس استهداف دبابة "ميركافا" إسرائيليةً في محيط مدارس "أبو حسين" وسط مخيم جباليا شمالي قطاع غزة، ونشرت مشاهد توثّق استحكاماً مدفعياً نفّذته ضدّ مقرّ قيادة وسيطرة تابع للاحتلال في وسط مخيم جباليا.[259]
- هدمت سلطات الاحتلال الإسرائيلي 17 منشأة مقدسية فلسطينية منها 6 منازل في بلدة عناتا و11 منزلا ومخزنا فلسطينية في حي البستان ببلدة سلوان قي مدينة القدس المحتلة.[260]
- وقال مسؤول أميركي إن الحوثيين أطلقوا أربع طائرات مسيرة وصاروخا باتجاه ثلاث سفن تجارية كانت ترافقها سفن تابعة للبحرية الأميركية في خليج عدن، وأضاف المسؤول أن مدمرات تابعة للبحرية الأميركية ومروحية تابعة للبحرية وطائرة تابعة للقوات الجوية الفرنسية أسقطت أسلحة أطلقها الحوثيون.[261]
- انطلقت طائرة مسيرة وصاروخ باليستي من اليمن باتجاه إسرائيل،[262] وأعلنت القوات المسلحة اليمنية الموالية لأنصار الله الحوثيين تنفيذ عمليةً عسكريةً استهدفت هدف عسكري للاحتلال الإسرائيلي في منطقة يافا بصاروخٍ باليستي فرط صوتي من نوع "فلسطين 2".[263]
- وأصدر الجيش الإسرائيلي تحذيرًا لسكان 73 قرية في جنوب لبنان من العودة حتى إشعار آخر.[264]
- وأفادت وسائل إعلام يمنية أن «الطيران الأمريكي البريطاني» استهدف بغارة جوية منطقة بحيص بمديرية ميدي في محافظة حجة في اليمن.[265]

## 17 ديسمبر
تطورات اليوم الـ 438 من الحرب
- وأعلنت وزارة الصحة في غزة عن استشهاد 31 فلسطينياً وجرح 79 في مجازر وغارات إسرائيلية في حرب الإبادة الجماعية، مما يرفع حصيلة الشهداء الفلسطينيين في غزة إلى 45،059.[267]
- واستهدفت طائرات مسيرة إسرائيلية كواد كابتر مباشرة بـ 10 قنابل ودفعت 3 روبوتات متفجرة في محيط مستشفى كمال عدوان شمال قطاع غزة، مما تسبب بانقطاع التيار الكهربائي ووقوع أضرار في قسم العناية المركزة.[268]
- أفادت هيئة البث الإسرائيلية بأن الجيش الإسرائيلي يستعد لشن هجوم على اليمن وأن هناك إجماع كامل في المؤسسة الأمنية على ضرورة تنفيذ هذه الخطوة.[269]
- واعتدى مستوطنون إسرائيليون على منزل في بلدة المزرعة الغربية في رام الله، وكسروا مركبة فلسطينية وحاولوا إحراقها، وشنت قوات الاحتلال الإسرائيلي حملة دهم اعتقالات شملت 12 فلسطينيًا بعدة بلدات ومدن بالضفة الغربية،[270] حيث اعتقلت قوات خاصة شابا من مركبة قرب مدخل بلدة سنجل شمال رام الله وشابًا بعد مداهمة منزله في بلدة المزرعة الغربية، واعتقلت شابًا عقب مداهمة منزله في حي سطح مرحبا بمدينة البيرة، واعتقلت شابا من بلدة تقوع جنوب شرق بيت لحم، واعتقلت شابًا (29 عاما) بعد دهم منزل والده وتفتيشه.[271]
- استشهد شخصين وجرح آخرين باستهداف إسرائيلي لمنزل في مشروع بيت لاهيا شمالي قطاع غزة.[272]
- استشهد 3 فلسطينيين وجرح آخرين في قصف إسرائيلي استهدف شقة سكنية بمنطقة المخابرات شمال غرب مدينة غزة، وأصيب فلسطينيون جراء قصف مدفعي إسرائيلي على منزل لعائلة الهندي غربي مخيم النصيرات وفق مسعفين فلسطينيين.[273]
- استشهد 4 فلسطينيين وجرح 15 آخرين في قصف الاحتلال تجمعا لمواطنين في شارع عايدية بمخيم الشاطئ غرب مدينة غزة.[274]
- استشهد 10 فلسطينيين بينهم 3 أطفال وإصابة آخرين بجروح خطيرة إثر غارة إسرائيلية على منزل منزل لعائلة "الترك" قرب موقف جباليا في حي الدرج شرقي مدينة غزة،[275] وقالت مصادر طبية إن الشهداء وصلوا أشلاء متفحمة لمستشفى المعمداني.[276]
- واقتحمت قوات الاحتلال بلدتي نحالين وحوسان وداهمت منازل واقتادت 35 مواطنا لساحة جامع أبو بكر الصديق في حوسان واحتجزتهم واخضعتهم لتحقيق ميداني قاس قبل إطلاق سراحهم.[277]
- أعلن الجيش الإسرائيلي مقتل جنديين وإصابة اثنان آخرين في جنوب قطاع غزة بعد انهيار مبنى كانا بداخله في رفح.[278]
- وقالت وزارة التربية والتعليم الفلسطينية أن قالت وزارة التربية والتعليم العالي، إن 12.799 طالبا فلسطينيًا استُشهدوا وجرح 20.942 بجروح منذ بدء العدوان الإسرائيلي في السابع من تشرين الأول/ أكتوبر 2023 على قطاع غزة الضفة، وأضافت أن 425 مدرسة حكومية وجامعة ومباني تابعة لها و65 تابعة لوكالة "الأونروا" تعرضت للقصف والتخريب في قطاع غزة.[279]
- اقتحم مستوطنون إسرائيليون باحات المسجد الأقصى المبارك في مدينة القدس، من جهة باب المغاربة، وبحماية مشددة من قوات الاحتلال الإسرائيلي وقاموا بأداء طقوس تلمودية وجولات استفزازية.[280]
- استشهد 3 فلسطينيين وجرح آخرين في غارة إسرائيلية استهدفت منزلًا في محيط مستشفى كمال عدوان بمشروع بيت لاهيا شمالي قطاع غزة، وأغارت طائرات إسرائيلية على عدد من الفلسطينيين عند بوابة المستشفى لحظة خروجهم لتشييع شهداء مما أدى بإستشهاد شخص وجرح آخرون، فيما استشهد شخصين وجرح آخرين في غارة إسرائيلية استهدفت تجمعا لمواطنين في محيط مسجد بلال بن رباح بحي الزيتون جنوبي مدينة غزة، كما استشهد طفل وجرح 15 شخصا إثر قصف من مسيرات إسرائيلية استهدف تجمعا لفلسطينيين بمنطقة الحساينة غربي مخيم النصيرات وسط غزة.[281]
- اتهم جهاز الأمن العام الإسرائيلي (الشاباك) والشرطة الإسرائيلية رجلاً إسرائيلياً بالتجسس لصالح إيران والتخطيط لهجمات «إرهابية».[282]
- استشهد المواطنان الفلسطينييان محمد زكي داود أشقر (32 عاماً) وضياء شريف حسن سلمي (31 عاماً) برصاص الاحتلال الإسرائيلي في قلقيلية في الضفة الغربية المحتلة وأعلنت وزارة الصحة وصول جثمانهما إلى مستشفى قلقيلية الحكومي.[283]
- أعلنت كتائب القسام تدمّير ناقلة جند إسرائيلية بعبوة "شواظ" وسط مخيم جباليا شمالي قطاع غزة، وتمكنها من الاشتباك مع قوة إسرائيلية راجلة غرب معسكر جباليا والإجهاز على 3 جنود من المسافة صفر،، فيما أعلنت سرايا القدس قصفها بقذائف الهاون مقر قيادة وسيطرة تابع للاحتلال في "موقع أبو عريبان" في محور نتساريم وقصف بقذائف الهاون النظامي (عيار 60) تجمعات لجنود وآليات الاحتلال في محيط مسجد العطار جنوب غرب مدينة رفح.[284]
- وزعم الجيش الاسرائيلي أنه دمر «نفقًا لحماس» في جباليا استخدم لقتل ثلاثة جنود إسرائيليين.[285]
- أظهرت مقاطع مصورة مشاهد "مروّعة" تظهر جثامين ملقاة في الطرقات وأخرى لم يتبق منها سوى جماجم، تنهشها الكلاب الضالة في المناطق الشمالية من شمال قطاع غزة، في ظل منع قوات الاحتلال الإسرائيلي من انتشال جثامين الشهداء.[286][287]
- أعلنت كتائب القسام تفجير منزل مفخّخ في قوة إسرائيلية من 11 جندياً وإيقاعهم بين قتيل وجريح وسط مخيم جباليا شمال قطاع غزة.[288]
- استشهد 8 فلسطينيين وأصيب 5 آخرون في قصف إسرائيلي استهدف منزلاً لعائلة «بطاح» يؤوي نازحين من عائلة السويطي والاشقر مقابل مستشفى كمال عدوان في مشروع بيت لاهيا شمالي قطاع غزة.[289]
- استشهدت إمرأة فلسطينية وجرح 5 آخرين في استهداف طائرات الاحتلال المروحية خيمة تؤوي نازحين في منطقة المواصي غربي خان يونس.[290]

## 18 ديسمبر
تطورات اليوم الـ 439 من الحرب
- وأعلنت وزارة الصحة في غزة عن مقتل 38 فلسطينياً وجرح 203 في 3 مجازر وغارات إسرائيلية في حرب الإبادة الجماعية، مما يرفع حصيلة الشهداء الفلسطينيين في غزة إلى 45097.[292]
- وأصيب فلسطيني برصاص قوات الاحتلال الإسرائيلي خلال اقتحام بلدة عبوين شمال رام الله بالضفة الغربية، كما اقتحمت قوات الاحتلال بلدة روجيب شرق نابلس وبلدة بلدة رمانة غرب جنين، ودارت اشتباكات مسلحة بين مقاومين وقوات الاحتلال خلال اقتحامها مدينة نابلس.[293]
- رقال مدير مستشفى كمال عدوان في شمال قطاع غزة، أن "قوات الاحتلال بعشرات الدبابات والجرافات تقدمت في محيط المستشفى بالتزامن مع إطلاق نار مكثف من الدبابات والمسيرات صوب أبنية المستشفى ما أدى لاشتعال النيران في قسم العناية المركزة وتدمير وتلف معظم المعدات وخروج القسم عن الخدمة، كما استهدف الحيش الإسرائيلي مستشفى العودة في شمال قطاع غزة، ووقعت إصابات بين الطواقم الطبية والمرضى بالمستشفى.[294]
- أصيب جندي إسرائيلي في عملية إطلاق نار نفذها فلسطينيون استهدفت حافلة للمستوطنين اقتحمت المنطقة الشرقية من نابلس،[295] فيما أصيب مستوطن إسرائيلي في مواجهات اندلعت بين عدد من الشبان والمستوطنين قرب مستوطنة “حشمونائيم” غربي رام الله.[296]
- واعتقلت قوات الاحتلال الإسرائيلي منذ مساء أمس وحتى صباح اليوم 15 مواطناً على الأقل من الضفة، من بينهم امرأة من غزة تعالج بالضفة بالإضافة لأطفال ومعتقلين سابقين.[297]
- استشهد 4 فلسطينيين وأصيب آخرون في غارة إسرائيلية على منزل في عزبة بيت حانون شمالي قطاع غزة ونقلوا لمستشفى الشهيد كمال عدوان شمال القطاع، فيما استشهد شخص وأُصيب آخرون إثر إطلاق دبابات الاحتلال النار على المواطنين في منطقة المواصي غرب رفح جنوبي القطاع، وأُصيب فلسطينيون جراء سقوط قذيفة مدفعية على منزل لعائلة أبو زر في بلدة خزاعة شرق خان يونس.[298]
- استشهد 3 فلسطينيين بينهم امرأتان وأصيب آخرون بقصف إسرائيلي استهدف منزلًا يعود لعائلة "أبو يوسف" بالقرب من محطة أبو مطلق للغاز في بلدة خزاعة شرق مدينة خان يونس جنوب قطاع غزة.[299]
- واعترف الجيش الإسرائيلي بأن مجموعة من المستوطنين الإسرائيليين عبرت الحدود الشمالية ودخلت لبنان هذا الشهر قبل أن يقوم جنوده بتفريقها.[300]
- واقتحمت عشرات المستوطنين باحات المسجد الأقصى في مدينة القدس، ونفذوا جولات استفزازية في وأدوا طقوسا تلمودية بحماية قوات الاحتلال الإسرائيلي، كما شددت القوات إجراءاتها على أبواب المسجد.[301]
- أعلنت كتائب القسام استهداف موقع قيادة وسيطرة الاحتلال في محور نتساريم بصواريخ "107"، وقنص جندي إسرائيلي وإصابته إصابة مباشرة في منطقة "التوام" شمالي مدينة غزة، فيما أعلنت سرايا القدس استهداف بوابل من قذائف الهاون النظامي (عيار 60) جنود وآليات الاحتلال المتوغلين وسط مخيم جباليا وسيطرتها على طائرة استطلاعية إسرائيلية من نوع "درون" خلال تنفيذها مهام استخباراتية في سماء مدينة رفح جنوب القطاع.[302]
- وأعلنت كتائب القسام إجهازها على 5 جنود إسرائيليين من مسافة صفر قرب مسجد الخلفاء وسط مخيم جباليا شمال قطاع غزة، وتفجير ناقلة جند للاحتلال بعبوة "شواظ" قرب مسجد الشهيد عماد عقل شرق المخيم واستهداف قوة إسرائيلية داخل أحد المنازل بقذيفة "TBG" قرب دوار أبو شرخ غرب جباليا شمال القطاع، فيما نشرت سرايا القدس مشاهد من قصف مدينة عسقلان والمستوطنات شمال قطاع غزة.[303]
- وأصدر الجيش الإسرائيلي أوامر إخلاء لسكان أربعة كتل سكنية في مخيم البريج للاجئين وسط قطاع غزة، للانتقال لمنطقة إنسانية في منطقة المواصي، بزعم أن مسلحين فلسطينيين أطلقوا صواريخ من المنطقة باتجاه إسرائيل.[304]
- استشهد المواطن الفلسطيني صبحي صايل ربحي حسن (47 عاماً) متأثرًا بإصاباه برصاص قوات الاحتلال الإسرائيلي أمس فوق سطح منزله وسط بلدة قصرة جنوب مدينة نابلس شمال الضفة الغربية.[305]
- استشهد فلسطينيان في استهداف جيش الاحتلال الإسرائيلي أحد المنازل في جباليا البلد شمالي قطاع غزة.[306]
- استشهد 16 فلسطينييًا بينهم أطفال ونساء في مجزرتين جديدتين ارتكبهما الاحتلال الإسرائيلي، حيث استشهد 10 مواطنين على الأقل وجرح آخرين جراء قصف طائرات الاحتلال منزلًا لعائلة النجار في جباليا شمال القطاع، واستشهد 6 مواطنين وجرح آخرين جراء قصف طائرات الاحتلال منزلا لعائلة الزيتونية بمحيط مدرسة التابعين في حي الدرج شرق مدينة غزة، كما أطلقت طائرة استطلاع إسرائيلية قنابل تجاه بوابات مستشفى كمال عدوان شمال القطاع.[307]
- استشهد عنصران من عناصر تأمين المساعدات (الشاب اسماعيل البطنيجي والشاب إبراهيم العرابيد) وجرح عدد آخرون من عناصر تأمين المساعدات في إطلاق النار عليهم بشكل مباشر من قبل مجموعة من اللصوص وقطّاع الطرق عند مدخل مخيم النصيرات وسط قطاع غزة.[308]

## 19 ديسمبر
تطورات اليوم الـ 440 من الحرب
- وأعلنت وزارة الصحة في غزة عن مقتل 32 فلسطينياً وجرح 94 في 4 مجازر وغارات إسرائيلية في حرب الإبادة الجماعية، مما يرفع حصيلة الشهداء الفلسطينيين في غزة إلى 45,129.[310]

- واعترضت الدفاعات الجوية الإسرائيلية صاروخًا أطلق من اليمن خارج المجال الجوي الإسرائيلي، مما تسبب في أضرار في رمات جان في تل أبيب،[311][312] وقالت القوات المسلحة اليمنية الموالية لأنصار الله الحوثيين إنها نفذت عملية عسكرية نوعية استهدفت هدفين عسكريين نوعيين وحساسين إسرائيليين في منطقة يافا بصاروخين فرط صوتيين نوع «فلسطين2»[313] وبعدها بوقت قصير، نفذت الطائرات الحربية الإسرائيلية عدة غارات جوية في جميع أنحاء اليمن، حيث استهدفت الضربات محطتين مركزيتين للطاقة بجنوب وبشمال صنعاء، وقالت وكالة الأنباء اليمنية (سبأ) إن 4 غارات استهدفت الحديدة، 2 منها على منشأة رأس عيسى النفطية، مما أسفرتم استهداف محطتين لتوليد الطاقة شمال وجنوب صنعاء، بينما ضربت أربع ضربات ميناء الحديدة واثنتان ضربتا محطة رأس عيسى النفطية، وقالت وسائل إعلام يمنية أن 8 أشخاص استشهدوا وأصيب 12 آخرين إثر 6 غارات استهدفت ميناء الحديدة، ومنشأة رأس عيسى النفطية في مديرية الصلِّيف (70) شمال غربي مدينة الحديدة"،[314][315][316] وقصفت مقاتلات إسرائيلية بـ 6 غارات محطتي توليد الكهرباء في منطقتي حزيَّز وذهبان (جنوب وشمال صنعاء) أدتا لاندلاع حرائق هائلة وتدمير أجزاء واسعة من المحطتين الرئيسيتين، وشنت غارتين على معسكر ضبَّوة التابع لقوات الحرس الجمهوري "نخبة الجيش اليمني سابقا" جنوب صنعاء وقصفت بـ 4 غارات منشآت في ميناء الحديدة، واستهدفت بغارتين منشأة رأس عيسى النفطية التي تضم رصيفا نفطيا وصهاريج لتخزين النفط في مديرية الصلِّيف (70 كم) شمال غربي محافظة الحديدة.[317]
- وقال جنود إسرائيليون لصحيفة هآرتس إن الجيش الإسرائيلي أمر بقتل أي شخص يدخل ممر نتساريم.[318][319]
- شنت قوات الاحتلال الإسرائيلي اقتحامات واعتقالات في مناطق مختلفة بالضفة الغربية، واقتحمت قوات الاحتلال المنطقة الشرقية لمدينة نابلس شمالي الضفة، وقرية قبيا غرب رام الله وبلدة عقربا غرب مدينة طوباس ودفعت بقوة عسكرية كبيرة تتقدمها جرافة عسكرية نحو البلدة واستهدفت منزل الشهيد عبد الرؤوف المصري فيما استهدف مقاومون فلسطينيون قوات مقتحمة بالرصاص الحي، وتبنت كتائب شهداء الأقصى العملية واعتقلت قوات الاحتلال 3 فلسطينيين من مخيمي عين السلطان وعقبة جبر بمدينة أريحا، ودهمت عدة منازل، واعتقلت شابا من قرية روجيب شرقي مدينة نابلس، واثنين من بلدة قفين في طولكرم فيما هاجم مستوطنين إسرائيليون فلسطينيين على أطراف قرية برقا شرق رام الله.[320]
- وقالت منظمة "هيومن رايتس ووتش" أن إسرائيل ترتكب جرائم إبادة جماعية خلال الحرب التي تشنها على قطاع غزة، بما في ذلك حرمان سكان القطاع عمدا من الوصول للمياه وطالبت بفرض عقوبات على إسرائيل.[321]
- استشهد 4 فلسطينيين وأصيب 3 آخرون بجروح خطيرة إثر هجوم جوي شنّته طائرة مسيرة إسرائيلية قصفت مركبة في مخيم طولكرم شمالي الضفة،[322] وأعلنت كتيبة طولكرم التابعة لكتائب القسام أنهم من مقاتليها.[323]
- استشهد الأسير الفلسطيني محمد أنور لبد من مخيم جباليا شمال قطاع غزة جراء تعرضه للتعذيب داخل سجون الاحتلال الإسرائيلي.[324]
- استشهد 4 فلسطينيين وجرح آخرين في قصف طيران الاحتلال منزلًا لعائلة "درويش" في مخيم المغازي وسط قطاع غزة،[325] فيما أُصيب عدد من المواطنين في قصف الاحتلال منزلاً محيط مسجد سعيد صيام بحي الشيخ رضوان شمال مدينة غزة، واستشهد 5 مدنيين فلسطينيون بينهم طفل وجرح آخرون في استهداف الاحتلال منزلًا يعود لعائلة "الزرد" بحي الدرج وسط مدينة غزة.[326]
- استشهد 3 مواطنينمن عائلة العمور في قصف من طائرة مسيرة إسرائيلية على فلسطينيين في حي الزهور شمالي مدينة رفح، وأصيب فلسطينيان بقصف مدفعي استهدف منزلًا بحي النصر شمال المدينة وتم نقلهما لمستشفى غزة الأوروبي.[327]
- واعتقلت قوات الاحتلال الإسرائيليّ منذ مساء الأمس وحتّى صباح اليوم 14 مواطناً على الأقل من الضفة الغربية بينهم جريح وطفلان ومعتقلين سابقين.[328]
- وقال تقرير لمنظمة أطباء بلا حدود أنها وجدت علامات واضحة على التطهير العرقي في غزة.[329]
- استشهد ثلاثة مواطنين وأصيب آخرون في قصف الاحتلال تجمعا للمواطنين في مخيم الشاطئ غرب مدينة غزة.[330]
- استشهدت مسنة فلسطينية «حليمة صالح أو ليل» (80 عاما) متأثرة باصابتها وشاب وأصيب أربعة آخرون برصاص قوات الاحتلال الإسرائيلي خلال الاقتحام المتواصل لمخيم بلاطة شرق نابلس،[331] وأصيب مسن (65 عاما) وشابان بالرصاص الحي ومنعت قوات الاحتلال مركبات الإسعاف من الدخول للمخيم، وأطلقت النار اتجاه المركبات، وكانت قوات خاصة إسرائيلية اقتحمت المخيم تلتها قوات معززة بعدة دوريات وآليات مصفحة وانتشرت بعدة أحياء، واندلعت مواجهات عنيفة بالمخيم.[332]
- وأطلق طائرة بدون طيار من غزة باتجاه إسرائيل.[333]
- اعتقلت الشرطة الإسرائيلية وجهاز الأمن العام (الشاباك) شاباً يبلغ من العمر 19 عاماً من سكان الناصرة بزعم التجسس لصالح حزب الله أثناء الحرب.[334]
- وأعلنت كتائب القسام طعن أحد مقاتليها لضابط إسرائيلي و3 جنود من نقطة صفر والإجهاز عليهم واغتنام أسلحتهم الشخصية في مخيم جباليا شمالي قطاع غزة وقالت استهدفت بطائرة "الزواري" الانتحارية موقع "ماجين" العسكري الإسرائيلي، ونشرت مشاهد عن قنصها جندياً إسرائيلياً في منطقة التوأم شمالي مدينة غزة،[335] فيما أعلنت سرايا القدس سيطرتها على طائرة إسرائيلية استطلاعية من نوع "EVO Max" خلال تنفيذها مهمّات استخبارية في سماء مدينة خان يونس ونشرت مشاهد لدكّها بقذائف الهاون مقر قيادة وسيطرة لقوات إسرائيلية في محور نتساريم، وأعلنت كتائب شهداء الأقصى قصفها تموضعاً لجنود إسرائيليين في نتساريم بقذائف الهاون من العيار الثقيل.[336]
- وإدعى الجيش الإسرائيلي أنه أسقط طائرة بدون طيار خارج إسرائيل، فوق البحر الأبيض المتوسط.[337]
- وقال الجيش الاسرائيلي أنه دمر منصات إطلاق صواريخ تابعة لحزب الله في جنوب لبنان كانت تستهدف إسرائيل.[338]
- استشهد 20 مواطنًا فلسطينيًا وأصيب العشرات بجروح في مجزرة ارتكبها الاحتلال الإسرائيلي بقصف 3 مدراس “شعبان الريس” و”الكرمة”، و”الهاشمية” التي تؤوي نازحين شرق مدينة غزة.[339]
- أعلنت القوات المسلحة اليمنية الموالية لأنصار الله الحوثيون استهداف عبر طائرة مسيّرة هدفاً عسكرياً للاحتلال الإسرائيلي في منطقة يافا وتحقيق هدفها.[340] وزعم الجيش الإسرائيلي أنه استهدف مجموعات من مسلحي حماس في مراكز القيادة والسيطرة المختبئة داخل المدارس دون تقديم أدلة، وإدعى أن حماس استخدمت المجمعات للتخطيط وتنفيذ الهجمات ضد قواتها.[341]

## 20 ديسمبر
تطورات اليوم الـ 441 من الحرب
- وأعلنت وزارة الصحة في غزة عن مقتل 77 فلسطينياً وجرح 174 في 3 مجازر وغارات إسرائيلية في حرب الإبادة الجماعية، مما يرفع حصيلة الشهداء الفلسطينيين في غزة إلى 45,206.[343]
- أحرق مستوطنون إسرائيليون متطرفون مسجد “بر الوالدين” في قرية مردة شمال مدينة سلفيت شمال غرب الضفة الغربية، بعدما اقتحموا المنطقة الشرقية من القرية.[344]
- واستشهد 4 فلسطينيين في قصف إسرائيلي استهدف منزلًا لعائلة أبو شنب في حي الصبرة جنوب مدينة غزة، فيما استشهد 3 فلسطينيين وأصيب آخرون في غارة إسرائيلية على منزل لعائلة اللوح قرب مخيم السلطان في الحي، كما استشهد فلسطيني وأصيب 7 في غارة إسرائيلية على دراجة نارية قرب النادي الأهلي جنوب مخيم النصيرات وسط القطاع.[345]
- استشهد مواطن وزوجته وابنتيهما في غارة شنتها طائرات الاحتلال الإسرائيلي على عزبة بيت حانون شمال قطاع غزة.[346]
- استشهدت طفلة فلسطينية رضيعة «عائشة عدنان سفيان القصاص» بسبب البرد الشديد داخل خيمتها في مواصي خان يونس جنوب قطاع غزة.[347]
- أعلنت سرايا القدس استهداف بصواريخ "107" وقذائف الهاون تجمعات لجنود وآليات إسرائيلية في [[محور نتساريم وقالت كتائب الأقصى أنها استهدفت قوات الاحتلال في محور نتساريم بصواريخ "107"، فيما أعلنت قوات الشهيد عمر القاسم استهداف خط إمداد قوات الاحتلال شمال محور نتساريم بقذائف الهاون من العيار الثقيل.[348]
- أعلنت القوات المسلحة اليمنية الموالية لأنصار الله الحوثيون تنفيذها بالاشتراكِ مع المقاومةِ الإسلاميةِ في العراقِ عمليةً عسكريةً استهدفت أهدافاً حيوية إسرائيلية في جنوبِ إسرائيل بطائراتِ مسيرة وتنفيذ عمليةً عسكرية استهدفت هدفًاً عسكرياً إسرائيلي في يافا بطائرةٍ مسيرةٍ وتحقيق هدفَه بنجاح.[349]
- استشهد 7 فلسطينيون بينهم طفلان، وجرح آخرين في استهداف طائرات الاحتلال الإسرائيلي شقة سكنية في برج يافا في مخيم النصيرات وسط قطاع غزة وجرى نقلهم إلى مستشفيي العودة في النصيرات وشهداء الأقصى في دير البلح.[350]
- أعلنت كتائب القسام أن أحد مقاتليها طعن ضابط إسرائيلي و3 جنود من نقطة الصفر في مخيم جباليا شمال قطاع غزة واغتنم أسلحتهم الشخصية ثم تنكر بلباس جنود الاحتلال واستطاع الوصول لقوة مكونة من 6 جنود، وفجر نفسه بواسطة حزام ناسف بهم وأوقعهم بين قتيل وجريح.[351][352]
- استشهدت عائلة بالكامل 12 شخصًا منهم 7 أطفال في مجزرة إسرائيلية باستهداف طائرات الاحتلال لمنزل لعائلة "خلة" في جباليا البلد شمال غزة، ووصلت جثامينهم لمستشقى المعمداني.[353]
- وأصيب شابا فلسطينيا بجروح جراء تعرضه لعملية دهس من مركبة عسكرية إسرائيلية قرب قرية جبع شرقي القدس المحتلة، وأصيب فتى (15 عاما) برصاص الاحتلال في بلدة بيت فوريك شرقي نابلس بعد اقتحام قوات الاحتلال بآليات عسكرية شوارع البلدة، واندلعت مواجهات مع مقاومين فلسطينيين وقوات الاحتلال التي استخدمت قنابل غاز مدمع ورصاص لتفريق المواطنين خلال تظاهرهم داخل البلدة، فيما أصيب شاب (25 عاما) من ذوي الاحتياجات الخاصة برصاص حي لجنود الاحتلال في منطقة وادي قانا شمال غربي سلفيت.[354]
- أعلنت سرايا القدس قصفها برشقة صاروخية من نوع (107) موقع قيادة وسيطرة إسرائيلي في محور نتساريم ورصد هبوط طائرة مروحية في المكان المستهدف لإجلاء المصابين، وقصف بصاروخ (بدر1) وصواريخ (107) مقر قيادة وسيطرة آخر في المحور وقصف بصواريخ (107) وقذائف الهاون تجمعات لجنود وآلياته إسرائيلية في محور نتساريم، وأعلنت إسقاط طائرة إسرائيلية استطلاعية خلال تنفيذها مهام استخبارية في سماء مدينة غزة.[355]
- واتهمت منظمة العفو الدولية حزب الله اللبناني بـ «إنتهاك القانون الدولي» جراء إطلاق صواريخ موجهة نحو مناطق مأهولة بالسكان في إسرائيل.[356]
- وإدعى الجيش الإسرائيلي أنه فكك خمسة أميال من أنفاق لحماس في بيت لاهيا كما زعم أنه عثر على معدات تابعة له استولى عليها مسلحو حماس خلال هجوم السابع من أكتوبر، وأسلحة، وخرائط لبلدات حدودية إسرائيلية.[357]

## 21 ديسمبر
تطورات اليوم الـ 442 من الخرب
- وأعلنت وزارة الصحة في غزة عن مقتل 21 فلسطينياً وجرح 61 في 3 مجازر وغارات إسرائيلية في حرب الإبادة الجماعية، مما يرفع حصيلة الشهداء الفلسطينيين في غزة إلى 45227.[359]
- وأطلق صاروخ من الحوثيون في اليمن على حديقة عامة في جنوب تل أبيب ما أدى لإصابة 30 شخصا بجروح.[360][361][362]
- وأعلنت سرايا القدس تفجير عبوة ناسفة بمركبة عسكرية إسرائيلية خلال تصديها لقوات جيش الاحتلال التي اقتحمت بلدة السيلة الحارثية غربي جنين شمالي الضفة الغربية واعتقلت قوات الاحتلال شاب عقب استدعائه لحاجز مستوطنة "حومش" جنوب جنين في طولكرم.[363]
- استشهد 4 مواطنيين وجرح آخرين بقصف الاحتلال مجموعة من المواطنين على شاطئ البحر في مخيم الشاطئ غربي مدينة غزة، وفجرت قوات الاحتلال الإسرائيلي عدداً من المباني السكنية في حي الجنينة برفح بدعم من نيران مروحيات الجيش الإسرائيلي.[364]
- واعتقلت قوات الاحتلال الإسرائيلي 25 مواطنًا فلسطينيًا من الضفة الغربية.[365]
- استشهد مواطنين وأصيب آخرون بجروح في استهداف طائرة مسيرة للاحتلال لمنطقة خرب العدس شمال شرق رفح، كما أصيب آخرون بجروح جراء إطلاق مسيرة إسرائيلية قنابل متفجرة تجاه بلدة عبسان الكبيرة شرق خان يونس،[366] واستشهد مواطنين آخرين وأصيب آخرون بجروح في غارة للاحتلال استهدفت محيط مستشفى كمال عدوان في بيت لاهيا شمال القطاع.[367]
- واعتقلت قوات الاحتلال الإسرائيلي 25 مواطنًا فلسطينيًا من الضفة الغربية.[365]
- استشهد مواطنين وأصيب آخرون بجروح في استهداف طائرة مسيرة للاحتلال لمنطقة خرب العدس شمال شرق رفح، كما أصيب آخرون بجروح جراء إطلاق مسيرة إسرائيلية قنابل متفجرة تجاه بلدة عبسان الكبيرة شرق خان يونس،[366] واستشهد مواطنين آخرين وأصيب آخرون بجروح في غارة للاحتلال استهدفت محيط مستشفى كمال عدوان في بيت لاهيا شمال القطاع.[367]
- استشهد الشاب الفلسطيني «حسين عبد القادر حسين خضور» (37 عاما) برصاص قوات الاحتلال الإسرائيلي خلال تواجده قرب جدار الفصل والتوسع العنصري المقام على أراضي قرية فقوعة شرق جنين، وقد جرى نقله لمستشفى جنين الحكومي.[368]
- استشهد الطفل الفلسطيني «محمد ياسر علي رشايدة» (7 أعوام) إثر انفجار لغم من مخلفات جيش الاحتلال الإسرائيلي في قرية الرشايدة شرق بيت لحم.[369]
- شنت قوات الاحتلال الإسرائيلي حملة اقتحامات واعتقالات بالضفة الغربية المحتلة، حيث داهمت قرية برقة شمال غرب نابلس واعتقلت 8 مواطنين، وتسللت قوات خاصة للقرية تبعها وصول تعزيزات من 20 آلية ونفذت عمليات دهم لعدد كبير من المنازل.[370] وهاجم مستوطنون إسرائيليون منازل المواطنين في قرية سوسيا بمسافر يطا جنوب الخليل،[371] واقتحمت القوات الجهة الجنوبية الشرقية من بلدة قصرة جنوب نابلس وسط إطلاق رصاص وقنابل غاز سام ما أدى لإصابة عدد من المواطنين بالاختناق، هاجم مستوطنون، اليوم السبت، مزارعين في قرية برقا شرق رام الله،[370][372]
- وقال مدير مستشفى كمال عدوان في شمال قطاع غزة، أن جيش الاحتلال استهدف الطابق الثالث منه بالقذائف المدفعية ما تسبب برعب بين المصابين والأطفال، وأضاف أن المستشفى تحت تهديد مستمر وجدرانه مليئة بالرصاص والقذائف، وأن إسرائيل تمنع دخول المستلزمات الطبية والغذاء.[373]
- أعلنت كتائب القسام في عملية مركبة الإجهاز على 3 جنود إسرائيليين طعناً بالسكاكين وأخذ سلاحهم الشخصي وقالت إنهم اقتحموا بعد ذلك منزلاً تحصّنت فيه قوة للاحتلال وأجهزوا على جنديين من أفرادها عند بوابة المنزل واشتبكوا مع الآخرين من مسافة صفر وسط مخيم جباليا شمالي القطاع، وقالت أنهم ألقوا قنابل يدوية إسرائيلية الصنع في اتجاه تجمع للجنود في جوار ناقلة جند وأوقعوهم بين قتيل وجريح وسط مخيم جباليا.[374] فيما أعلنت سرايا القدس أنّها خاضت اشتباكات ضارية مع جنود الاحتلال في منطقة الخلفاء والعلمي وسط مخيم جباليا شمال القطاع.[375]
- تم إطلاق طائرة بدون طيار "من الشرق" باتجاه إسرائيل.[376]
- وناشدت وزارة الصحة الفلسطينية في قطاع غزة المجتمع الدولي لإدخال المساعدات والأدوية والطعام لمستشفى كمال عدوان شمال غزة، وذكرت أن مستشفى كمال عدوان يتعرض لإطلاق النار مستمر على مدار الساعة، مشيرة لسقوط قذائف على الطابق الثالث وعند أبواب المستشفى ما تسبب بحالة ذعر للمرضى والطواقم الطبية.[377]
- استشهد أربعة فلسطينيين بينهم طفلان وأصيب 14 آخرون في غارة شنتها طائرات الاحتلال الإسرائيلي على منزل لعائلة كباجة في المخيم الجديد شمال مخيم النصيرات وسط قطاع غزة.[378]
- استشهد أربعة مواطنين وأصيب آخرون في غارة للاحتلال على شارع المنصورة بحي الشجاعية شرق مدينة غزة، واستشهدت مواطنة فلسطينية و3 من بناتها في قصف الاحتلال منزلاً لعائلة فلفل مقابل مسجد الشيخ زايد شمال القطاع.[379]
- نشرت مجموعة تضامن من النشطاء الإسرائيليين تعمل على دعم القرى الفلسطينية المعرضة للخطر في جنوب الضفة الغربية لقطات لهجوم مستوطن إسرائيلي على فلسطينيين في بلدة سوسيا.[380]
- وذكرت وسائل إعلام يمنية أن «الطيران الأمريكي البريطاني» شن غارتين استهدفتا منطقة عطان في العاصمة صنعاء.[381][382]
- أجبرت سلطات الاحتلال الإسرائيلي فلسطينيين على هدم منزليهما في في بلدة سلوان في مدينة القدس المحتلة.[383]
- استشهد خمسة مواطنين فلسطينيون وأصيب آخرون بينهم أطفال ونساء في قصف طائرات الاحتلال الإسرائيلي منزلًا لعائلة «أبو سمرة» في شارع المزرعة شرق مدينة دير البلح وسط قطاع غزة.[384]

## 22 ديسمبر
تطورات اليوم الـ 443 من الحرب
- وأعلنت وزارة الصحة في غزة عن مقتل 32 فلسطينياً وجرح 54 في 3 مجازر وغارات إسرائيلية في حرب الإبادة الجماعية، مما يرفع حصيلة الشهداء الفلسطينيين في غزة إلى 45259.[386]
- وقال وزير النقل في حكومة الحوثيون محمد قحيم إن الغارات الإسرائيلية على موانئ الحديدة منذ 20 يوليو/تموز الماضي حتى 19 ديسمبر/كانون الأول خلفت خسائر تقدر بنحو 313 مليون دولار.[387]
- استشهد خمسة فلسطينيون بينهم 4 أطفال في قصف للاحتلال الإسرائيلي لمنزل في جباليا البلد شمال غزة.[388]
- اعتقلت قوات الاحتلال الإسرائيلي شابين بعد حصارها منزلا في بلدة طمون جنوب طوباس،[389] وتسللت قوة إسرائيلية خاصة لطوباس، تبعتها تعزيزات عسكرية من قوات الاحتلال وحاصرت المنزل قبل أن تقتحمه وتطلق قنابل دخانية بداخله، واندلعت اشتباكات بين فصائل للمقاومة الفلسطينية بعد اقتحام قوات الاحتلال مدينة طولكرم وبلدة السيلة الحارثية غرب جنين.[390]
- أعلنت كتائب القسام تدمير ناقلة جند إسرائيلية بعبوة العمل الفدائي في منطقة العلمي وسط مخيم جباليا شمال قطاع غزة وقنص ضابط إسرائيلي في شارع أبو العيش وسط المخيم.[391]
- استشهد 9 فليطينيون بينهم ثلاثة أطفال وسيدتان وجرح آخرين في قصف طائرات الاحتلال مدرسة «موسى بن نصير» التي تؤوي نازحين بحي الدرج في مدينة غزة.[392][393] وإدعى الجيش الإسرائيلي أنه نفذ غارات جوية استهدفت مسلحين من حماس في مجمع القيادة والسيطرة في حرم المدرسة، وزعم أنهم استخدموا المدرسة للتخطيط وتنفيذ هجمات تستهدف الجنود في غزة واستهداف إسرائيل.[394]
- استشهد فلسطينيان في استهداف مجموعة من المواطنين في حي الشجاعية شرق مدينة غزة، فيما استهدف قصف مدفعي إسرائيلي منزلاً لعائلة «أبو خاطر» بجوار مسجد حسن البنا في المخيم الجديد غرب النصيرات، واستهدف قصف مدفعي إسرائيلي محيط مدرسة الابتدائية غربي المخيم الجديد بالنصيرات وسط القطاع ما أسفر عن استشهاد شخص وأصيب شاب غي إطلاق طائرة مسيرة إسرائيلية النار عليه غربي مخيم النصيرات واستقبل مستشفى العودة في منطقة تل الزعتر 5 جرحى جراء تفجير روبوتات في منطقة الشيخ زايد شمالي القطاع.[395]
- وزعمت «وحدة تنسيق أعمال الحكومة في المناطق» الإسرائيلية أنها سهّلت إجلاء أكثر من 100 مريض ومقدم رعاية وغيرهم من مستشفى كمال عدوان ومستشفى العودة، وقالت أنها سهّلت توصيل 5000 لتر من الوقود وطرود الطعام للمستشفيات.[394]
- قصفت قوات الاحتلال الإسرائيلي شقة سكينة بجوار مسجد بلال غرب خان يونس، مما أدى لاستشهاد مواطن وزوجته، واستشهد 3 فلسطينيين إثر قصف جوي إسرائيلي على شرقي مدينة رفح، فيما استشهد أربعة مواطنين في قصف الاحتلال مركبة في شارع الجلاء بمدينة غزة.[396]
- وقال الجبش الإسرائيلي أنه قتل أكثر من 2000 فلسطيني واعتقل ما يقرب من 1500 آخرين في مخيم جباليا للاجئين أثناء حصار شمال غزة، وإدعى أن معظم القتلى كانوا مسلحين.[397]
- قال الحيش الإسرائيلي أنه أنهى عمليته في بيت لاهيا زاعمًا أن لواء كفير قتل عددًا كبيرًا من المسلحين ودمر البنية التحتية للمسلحين تحت الأرض وعلى الأرض، وقال أنه دخل المنطقة بعد أن قصفت القوات الجوية الإسرائيلية وفوج المدفعية 215 أهدافًا لحماس، بما في ذلك المسلحين والبنية التحتية.[398]
- أعلنت كتائب القسام استهداف قوة إسرائيلية من 9 جنود تحصّنت داخل أحد المنازل بقذيفة "TBG" غرب مخيم جباليا شمال قطاع غزة، وإيقاعهم بين قتيل وجريح، واستهداف ناقلة جند إسرائيلية ثانية بعبوة "العمل الفدائي" غرب مدينة بيت لاهيا شمال القطاع، فيما أعلنت كتائب شهداء الأقصى خوضها اشتباكات بالأسلحة مع جنود الاحتلال وآلياته في منطقة العلمي وسط المخيم شمال قطاع وقصفنا مع سرايا القدس موقع القيادة والسيطرة لجيش الاحتلال في محور نتساريم برشقة صاروخية من نوع 107".[399]
- قال مسؤول طبي في مستشفى شهداء الأقصى في دير البلح، أن من بين كل 10 شهداء تقريبًا هناك أربعة معظم أجسادهم غير موجودة مبينا أن الاحتلال الإسرائيلي يستخدم أسلحة "غريبة" تسبب إصابات مزدوجة للمواطنين.[400]
- استشهد الصحفي الفلسطيني حازم أبو عرقوب (43 عاماً) مع زوجته جراء غارة جوية إسرائيلية استهدفت منزله في مدينة خان يونس جنوب قطاع غزة.[401]
- أعلنت القوات المسلحة اليمنية الموالية لأنصار الله الحوثيين إفشال «هجوم أميركي بريطاني» على صنعاء موضحةً استهداف حاملة الطائرات "يو أس أس هاري أس ترومان" وعدد من المدمّرات التابعة لها بالتزامن مع بدء الهجوم وتنُفّيذ العملية بثمانية صواريخ مجنّحة و17 طائرة مسيّرة، كما عرضت عدداً من نتائج عمليتها وأولّها إسقاط طائرة "أف 18" أثناء محاولة المدمّرات التصدّي للمسيّرات والصواريخ اليمنية، وقالت أنها انسحبت بعد استهدافها من موقعها السابق نحو شمال البحر الأحمر.[402]
- استشهد خمسة مواطنين وأصيب آخرون جرّاء قصف الاحتلال تجمعًا للمواطنين في منطقة (بلوك 3) بمخيم البريج وسط قطاع غزة.[403]
- وأعلن الجيش الإسرائيلي أن جندي احتياطي من الكتيبة 429 في لواء هرئيل أصيب بجروح خطيرة خلال القتال في وسط غزة.[404]
- أعلنت سرايا القدس قصفها مع كتائب شهداء الأقصى حشود إسرائيلية والسيطرة على طائرة استطلاع شمالي مخيم النصيرات وسط قطاع غزة، وقالت أن «أحد استشهاديينا تمكن من اقتحام ناقلة جند إسرائيلية وتنفيذ عملية نوعية بتفجير عبوة العمل الفدائي وسط الجنود بداخلها عند مدخل أبراج العودة في عزبة بيت حانون شمالي القطاع.[405]
- استشهد 7 فلسطينيون وأصيب العشرات بجروح متفاوتة جراء مجزرة إسرائيلية بقصف قوات الاحتلال الإسرائيلي خيام تأوي نازحين بالقرب من المستشفى البريطاني في منطقة مواصي خان يونس، جنوب قطاع غزة.[406][407]

## 23 ديسمبر
تطورات اليوم 444 من الحرب
- أعلنت وزارة الصحة في غزة عن مقتل 58 فلسطينياً وجرح 86 في 5 مجازر وغارات إسرائيلية في حرب الإبادة الجماعية، مما يرفع حصيلة الشهداء الفلسطينيين في غزة إلى 45,317.[409]
- استشهد 7 فلسطينيين وجرح أكثر من 20 آخرين جراء استهداف مسيرة إسرائيلية عناصر تأمين المساعدات في منطقة مواصي رفح جنوب غزة، فيما استشهد مواطنان آخران وأصيب عدد من الأشخاص في قصف استهدف مركبة مدنية عند «بئر 19» في المواصي غرب محافظة خان يونس، واستشهد فلسطيني في استهداف طائرات الاحتلال منزلًا لعائلة «الجندي» في منطقة الشعف شرق محافظة غزة.[410]
- أصيب 3 أشخاص بعد استهداف طائرات الاحتلال لمجموعة من الأهالي عند دوار بني سهيلا على شارع صلاح الدين شرق خانيونس"، فيما أطلقت آليات إسرائيلية نيرانها بكثافة على مستشفى كمال عدوان بمشروع بيت لاهيا شمالي قطاع غزة.[411]
- أعلنت كتائب القسام تمكنها من طعن وقتل 3 جنود إسرائيليين كانوا في مهمة حماية مبنى تحصنت به قوة إسرائيلية مضيفة أنّ مقاتليها اقتحموا المنزل وأجهزوا على كافة أفراد القوة الإسرائيلية من مسافة الصفر وأخذوا أسلحتهم وأخرجوا عدداً من المواطنين الذين احتجزهم الاحتلال داخل المنزل، فيما أعلنت كتائب أبو علي مصطفى استهدافها مع سرايا القدس تحشدات لجيش الاحتلال شرق رفح برشقة صاروخية من عيار "107".[412]
- شنت قوات الاحتلال الإسرائيلي حملة اقتحامات واعتقالات في الضفة الغربية، حيث اقتحمت بلدة تقوع جنوب شرقي بيت لحم واعتقلت مواطنين واقتحمت بلدة كفر عقب شمالي القدس المحتلة، وأصيب 3 فلسطينيين برصاص قوات الاحتلال خلال مواجهات عقب اقتحامها مخيم قلنديا شمالي القدس، واقتحمت قوات إسرائيلية بلدة بيت عنان شمال غرب القدس، واعتقلت فلسطينيا واعتقلت شابا واحتجزت آخر، أثناء مرورهما عبر حاجز تياسير شرقي في طوباس.[413]
- اندلعت مواجهات بين فلسطينيين وقوات الاحتلال خلال اقتحامها بلدة سعير شمال شرق الخليل، وأصيب شخصين خلال مواجهات مع قوات الاحتلال أثناء اقتحامها قرية شيوخ العروب شمال الخليل،[414] وهدمت منزلًا ويؤوي سبعة أفراد.[415]
- واعتقلت قوات الاحتلال الإسرائيليّ 10 مواطنين فلسطينيين على الأقل من الضّفة.[416]
- أصدر جيش الاحتلال الإسرائيلي أوامر إخلاء جديدة للمواطنين الفلسطينيين لمناطق في حي الشجاعية شرق قطاع غزة لمهاجمة المنطقة بزعم «أن الفصائل الفلسطينية تطلق منها قذائف صاروخية نحو إسرائيل».[417]
- وقال المكتب الإعلامي الحكومي بغزة أن الاحتلال الإسرائيلي ارتكب مجزرة في المخيم الجديد في النصيرات وسط قطاع غزة، راح ضحيتها أكثر من 50 شهيداً وجريحاً كلّهم مدنيون وأطفال ونساء، وأضاف أنه نسف ودمّر أكثر من 20 وحدة سكنية.[418]
- وقال الناطق باسم الأجهزة الأمنية الفلسطينية أن أحد عناصرها قتل وأصيب اثنين آخرين خلال اشتباكات مع مقاومين فلسطينيين بمخيم جنين.[419][420]
- استشهد فلسطيني برصاص الشرطة الإسرائيلية بزعم محاولته تنفيذ عملية طعن على حاجز عسكري ببلدة حزما شمال مدينة القدس المحتلة.[421]
- أعلنت كتائب القسام استهدفت ناقلة جند ودبابة ميركافا بقذائف الياسين 105 في مخيم النصيرات وسط القطاع وذكرتو أهعا أسقطت مسيرة إسرائيلية، وأعلنت استهداف قوة للاحتلال تحصنت داخل أحد المنازل بقذيفة مضادة للأفراد قرب مفترق التوام شمال مدينة غزة.[422]
- استشهد 4 فلسطيين وأصيب آخرون في قصف إسرائيلي على تجمع لمواطنين بمحيط مفترق السرايا وسط مدينة غزة.
- تم إطلاق طائرة بدون طيار من اليمن باتجاه إسرائيل.[423]
- وأصدر الجيش الاسرائيلي أوامر منع لسكان 62 قرية في جنوب لبنان بعدم العودة إلى أجل غير مسمى.[424]
- أعلنت القوات المسلحة اليمنية الموالية لأنصار الله الحوثيون استهداف هدفاً عسكرياً إسرائيلي في منطقة عسقلان وهدفاً عسكرياً إسرائيلي في يافا بطائرتين مسيرتين من نوع «يافا»،[425] وتحقيق أهدافها، فيما قال رئيس الوزراء الإسرائيلي بنيامين نتنياهو إنه أمر الجيش الإسرائيلي بتدمير «البنية التحتية للحوثيين».[426]
- اصيبت مواطنة فلسطينية بالرصاص خلال اقتحام قوات الاحتلال وإطلاق النار على مركبتها في قرية حوسان غرب بيت لحم.[427]
- واستشهد شخضين وجرح آخر في غارة إسرائيلية استهدفت مجموعة من الأشخاص قرب المدرسة الرسمية في بلدة الطيبة جنوب لبنان.[428][429]
- وأعلن الجيش الإسرائيلي مقتل ثلاثة جنود من كتيبة شمشون في لواء كفير خلال معارك في شمال قطاع غزة، ما يرفع حصيلة القتلى منذ بدء الهجوم البري في غزة إلى 391.[430]
- استشهد 4 فلسطينيين وجرح آخرين -بينهم نساء وأطفال- في غارة إسرائيلية استهدفت منزلا في محيط سوق العملة بالبلدة القديمة شرق مدينة غزة.[431]
- استشهد 8 فلسطينيين وجرح 20 آخرون في قصف إسرائيلي استهدف خيامًا تؤوي نازحون بمنطقة المواصي في مدينة خان يونس.[432]
- واعترفت إسرائيل بمسؤوليتها عن اغتيال زعيم حماس إسماعيل هنية.[433]

## 24 ديسمبر
تطورات اليوم الـ 445 من الحرب
- أعلنت وزارة الصحة في غزة عن مقتل 21 فلسطينياً وجرح 51 في 3 مجازر وغارات إسرائيلية في حرب الإبادة الجماعية، مما يرفع حصيلة الشهداء الفلسطينيين في غزة إلى 45,338.[435]
- استشهد 5 فلسطينيين من عناصر التأمين[ب] وجرح آخرون في قصف طائرة مسيرة إسرائيلية مركبة تأمين مساعدات قرب مصنع العودة في شارع صلاح الدين شرقي دير البلح.[436]
- استشهد فتى فلسطيني «فتحي سعيد عودة سالم» برصاص قوات الاحتلال في حارة الحديدة في مخيم طولكرم بالضفة الغربية،[437] وقال الجيش الإسرائيلي إن قواته بدأت مع الشاباك والشرطة خلال الليلة الماضية عملية في طولكرم، واقتحمت قوات خاصة إسرائيلية مدينة طولكرم وحاصرت مخيمها ودفعت بتعزيزات عسكرية رفقة جرافات للمخيم، كما اقتحمت بلدة راس عطية جنوب قلقيلية واقتحمت مدينة بيت لحم جنوبي الضفة، واندلعت مواجهات بين فلسطينيين وقوات الاحتلال خلال اقتحام قرية أودلا جنوبي المدينة.[438] وقالت [[كتيبة نابلس]] التابعة لسرايا القدس أن مقاتليها تصدوا لاقتحام قوات الاحتلال لمخيم بلاطة في نابلس، واستهدفوا الآليات العسكرية بالرصاص والعبوات الناسفة.[439][440]
- واعتقل جيش الاحتلال الإسرائيلي 15 فلسطينيا بالضفة افغربية بينهم مصاب وأسرى سابقون.[441]
- أصيب فلسطينيان هو شاب وسيدة (49 عامًا) خلال اقتحام قوات الاحتلال لمخيم بلاطة واعتقل رابع إثر اقتحام قوات الاحتلال الاسرائيلي مدينة نابلس.[442]
- وأعلن الدفاع المدني الفلسطيني استشهاد أحد عناصره «مساعد.ا/ نجيب ناجي سكر» وطفله وإصابة آخر في استهداف إسرائيلي مباشر لمركز دفاع مدني “هولست” حي الدرج وسط مدينة غزة.[443][444]
- أجبرت قوات الاحتلال الإسرائيلي المرضى والجرحى على إخلاء المستشفى الإندونيسي في بيت لاهيا شمال قطاع غزة، بالتزامن مع قصف مدفعي استهدف محيط المستشفى.[445]
- استشهدت فلسطينية مسنة وإصابة 3 آخرين بجروح، بينهم طفل (10 سنوات) وإصابة لشاب (29 عاما) بجروح خطيرة في قصف طائرة مسيرة للاحتلال الإسرائيلي تجمعا لمواطنين في حارة الحمام في مخيم طولكرم ونقلوا لمستشفى الشهيد ثابت ثابت.[446]
- أصيب 4 فلسطينيين برصاص قوات الاحتلال الإسرائيلي خلال مواجهات اندلعت عقب اقتحام قوات الاحتلال الشارع الرئيسي في بلدة بيت فوريك شرق نابلس شمال.[447]
- أعلنت جماعة الحوثيون استهداف هدف عسكري بمنطقة يافا وسط إسرائيل بصاروخ باليستي فرط صوتي من نوع "فلسطين.[448]
- استشهد 9 مواطنين[ج] وأصيب آخرون بجراح متفاوتة في مجزرة إسرائيلية بقصف جوي لبناية سكنية لعائلة “أبو وردة” قرب محطة خلّة في جباليا النزلة شمال قطاع غزة.[449]
- وإدعى الجيش الإسرائيلي أن طائراته قصفت منصة لإطلاق الصواريخ تابعة لحماس بجوار مبنى تابع للأمم المتحدة في مخيم الشاطئ للاجئين كما زعم إنه نفذ الغارة بعد إصدار أمر إخلاء للمدنيين في المنطقة.[450]
- وزعم الجيش الإسرائيلي أنه نفذ غارة بطائرة بدون طيار استهدفت مجموعة من المسلحين الفلسطينيين في مخيم نور شمس.[451]
- وزعم الحيش الإسرائيلي أنه صادر أكثر من 84 ألف قطعة سلاح تابعة لحزب الله.[452]
- وخلص تقرير للجيش الإسرائيلي إلى أن تصرفات الجيش ساهمت عن غير قصد في قرار مقاتلي حماس بقتل ستة رهائن.[453]
- استشهد الشاب الفلسطيني «محمود محمد خالد اعمر» متأثرا بإصابته برصاص قوات الاحتلال الإسرائيلي في مخيم نور شمس شرق طولكرم، وقد عثر عليه الأهالي ملقى على الأرض في حي أبو بكر الصديق بالمخيم.[454]
- أعلنت سرايا القدس أنّنها أوقعت مساء يوم الأحد الماضي قوة مشاة إسرائيلية من 12 جندياً في كمين محكم، شمالي قطاع غزة حيث فجّرت منزلاً تم تفخيخه مسبّقاً بعدد من العبوات المضادة للأفراد تحصّنت القوّة داخله في منطقة عزبة بيت حانون شمال القطاع، وفور وصول قوات أخرى لمكان الكمين تم تفجير عبوة ثاقب في آلية عسكرية من نوع "ميركافا"، كما أعلنت خوضها اشتباكات من مسافة صفر بالأسلحة المتوسطة والقذائف المضادة للأفراد في مواجهة جنود الاحتلال المتحصّنين في أحد المنازل في منطقة "عبد الدايم" غربي بيت حانون شمالي قطاع غزة، فيما أعلنت كتائب شهداء الأقصى قصفها جنود الاحتلال وآليات في محور نتساريم في محيط "قصر العدل" بصواريخ قصيرة المدى من عيار «107».[455]
- استشهد ثلاثة فلسطينيين وأصيب آخرون في قصف طائرات إسرائيلية على منزل لعائلة الغندور في بيت حانون شمال قطاع غزة.[456]
- وأسفر قصف جوي ومدفعي إسرائيلي على مخيم النصيرات وسط غزة إلى إصابة 11 شخصًا، فيما استشهد شخصين وأصيب آخرون في استهداف تجمع للمواطنين عند مفترق جحجوح بحي الشيخ رضوان غرب مدينة غزة، َاستشهد آخر بغارة طالت شقة في عمارة الصحابة شرق المدينة.[457]
- أصيب سبعة فلسطينيين بينهم ثلاثة وصفت جروحهم بالخطيرة في غارة للاحتلال الإسرائيلي استهدفت خيمة تؤوي نازحين شمال غرب خان يونس، ونقلوا إلى مستشفى ناصر بالمدينة.[458]
- وقالت قوات الاحتلال الإسرائيلي إن قائد لواء إقليمي في الضفة الغربية مكلف بمهمة جنين وطولكرم أصيب بجروح في انفجار قنبلة في محيط مركبته خلال عملية لقوات الاحتلال الإسرائيلي في طولكرم.[459]

## 25 ديسمبر
تطورات اليوم الـ 446 من الحرب
- أعلنت وزارة الصحة في غزة عن مقتل 23 فلسطينياً وجرح 39 في 3 مجازر وغارات إسرائيلية في حرب الإبادة الجماعية، مما يرفع حصيلة الشهداء الفلسطينيين في غزة إلى 45,361.[461]
- استشهد الفتى الفلسطيني «ريان بني عودة (17 عاما)»، متأثرا بإصابته الحرجة جراء استهداف الطيران المسير التابع لقوات الاحتلال مجموعة من الشبان أمس في بلدة طمون جنوب طوباس، واندلعت اشتباكات مسلحة بعد محاصرة قوات الاحتلال منزلًا بمخيم العين في نابلس شمالي الضفة الغربية، فيما فجر مقاومون فلسطينيون عبوة ناسفة في آليات إسرائيلية بمخيم طولكرم وقالت كتيبة طولكرم التابعة لسرايا القدس أن مقاتليها "يواصلون التصدي لقوات الاحتلال في محاور القتال بمخيم طولكرم يستهدفون قوات الاحتلال والآليات العسكرية بزخات كثيفة من الرصاص محققين إصابات».[462]
- وقالت إسرائيل أنها اعترضت صاروخ أطلق من اليمن قبل دخوله المجال الجوي الإسرائيلي،[463] وأعلنت جماعة الحوثيون استهداف بضربة هدفاً عسكري إسرائيلي في منطقة يافا بصاروخٍ باليستي فرط صوتي «فلسطين 2"» وقالت أنها حقّقت أهدافها.[464]
- قتل فلسطيني برصاص أجهزة أمن السلطة الفلسطينية إثر إصابته برصاصتين في الرأس والصدر خلال اشتباكات في مخيم جنين.[465]
- دعا مكتب الأمم المتحدة للإغاثة في حالات الطوارئ مجدداً إلى تقديم مساعدات عاجلة للمنشآت الطبية في قطاع غزة المحاصر، وخاصة للمستشفيات في الشمال وقال أن هناك «تقارير تتواتر عن استمرار الهجمات على المستشفيات هناك وفي محيطها».[466]
- استشهد فلسطيني وأصيب 4 آخرون في غارة إسرائيلية على شقة سكنية لعائلة أبو دلال في مخيم النصيرات وسط قطاع غزة.[467]
- توفيت رضيعة فلسطينية «سيلا محمود الفصيح (عمر أسبوعين)» متأثرة بالبرد الشديد داخل خيمة نزوح في منطقة المواصي غرب مدينة خانيونس.[468]
- استشهد 3 فلسطينيين على الأقل بينهم طفل وجرح آخرون في استهداف طائرات الاحتلال محيط مدرسة «الموهوبين» التي تؤوي نازحين في حي الشيخ رضوان غرب مدينة غزة.[469]
- أطلقت آليات الاحتلال الإسرائيلي النار بكثافة على بوابة مستشفى كمال عدوان شمال قطاع غزة، وفجَّرت 3 روبوتات مفخخة في محيط المستشفى.[470] *واستشهدت امرأة حامل وتم إنقاذ جنينها بعد قصف شقة سكنية محيط مدرسة يافا في مدينة غزة، كما استشهد فلسطيني جراء قصف الاحتلال منزلاً في جباليا البلد شمال غزة.[467]
- أحرق مستوطنون إسرائيليون حظيرتي أغنام في تجمع عرب المليحات شمال غربي مدينة أريحا بالضفة الغربية.[471]
- أصيب 3 فلسطينيين برصاص الاحتلال وأصيب مواطن دهسا بجيب إسرائيلية واعتدت القوات على آخر بالضرب المبرح خلال اقتحام جيش الاحتلال مخيم الأمعري جنوب مدينة رام الله كما شنت حملة اعتقالات على المخيم معظمهم من قطاع غزة[472][473]
- استشهدت الكاتبة والفنانة الفلسطينية ولاء جمعة الإفرنجي وزوجها أحمد سعيد سلامة في قصف طائرات الاحتلال شقة سكنية بالقرب من أبراج عين جالوت جنوب مخيم النصيرات وسط قطاع غزة.[474]
- واقتحم عشرات المستوطنين الإسرائيليون بحماية من الشرطة الإسرائيلية باحات المسجد الأقصى في مدينة القدس على شكل مجموعات متتالية من جهة باب المغاربة ونفذوا جولات استفزازية وطقوسا تلمودية في باحاته تزامنا مع عيد "الحانوكاة" اليهودي.[475]
- واعتقلت قوات الاحتلال الإسرائيلي 35 فلسطينيِا من الضفة الغربية.[476]
- زعم الجيش الإسرائيلي أن غارة له استهدفت مستودعات يعتقد أنها تابعة لحزب الله في بلدة طاريا بقضاء بعلبك.[477]
- أعلنت «الأجهزة الأمنية اليمنية» عن إحباط أنشطة استخباراتية لوكالة المخابرات الأمريكية (CIA) وجهاز المخابرات الإسرائيلية (الموساد).[478]
- زعم الجيش الإسرائيلي أنه دمر نفقين لحماس بهما عدة فتحات للخروج في غزة كانا يستخدمان لشن الهجمات.[479]
- أعلنت القوات المسلحة اليمنية الموالية لأنصار الله الحوثيون تنفّيذ عمليتين عسكريتين استهدفتا موقعاً حساساً إسرائيلي في يافا، واستهداف المنطقة الصناعية في عسقلان.[480]
- استشهد مقاوم فلسطيني «أحمد عمارنة» برصاص قوات الاحتلال بعد محاصرته لساعات واندلاع اشتباكات في منزل ببلدة قفين شمال طولكرم، واقتحمت قوات الاحتلال الإسرائيلي البلدة بعدة آليات عسكرية واتجهت نحو منطقة جبل العمارنة والحي الشمالي ونشرت قناصتها في المكان، وحاصرت المنزل وقصفته بقذائف الأنيرجا.[481]
- أعلنت كتائب القسام قنص جندي إسرائيلي شرق جباليا شمال قطاع غزة، وتمكنها من إطلاق صاروخ "سام 7" تجاه طائرة مروحية إسرائيلية من طراز "أباتشي" غرب مخيم جباليا، وقالت أن أحد مقاتليها ألقى قنبلة يدوية من مسافة قريبة على مجموعة من جنود الاحتلال، وأعلنت استهداف دبابة "ميركافا" إسرائيلي، وإسقاط طائرة مسيرة من نوع "Evo Max" في منطقة المخيم الجديد شمال مخيم النصيرات وسط القطاع، فيما أعلنت سرايا القدس قصفها بصواريخ (107) مقر قيادة وسيطرة تابع للعدو غرب محور نتساريم، واستهداف بقذائف الهاون النظامي (عيار 60) جنود وآليات إسرائيلية في بلدة بيت حانون شمال القطاع.[482]
- وإصيب إسرائيلي بجروح خطيرة في عملية دهس قرب تجمع غوش عتصيون الاستيطاني جنوب بيت لحم بالضفة الغربية وذكرت وسائل إعلام إسرائيلية أنه تم إلقاء القبض على مشتبه بتنفيذه عملية الدهس.[483]
- واسنشهدت فلسطينية في قصف طائرات الاحتلال مجموعة من المواطنين وسط حي النزلة واستشهد مواطن فلسطيني في قصف طائرة مسيرة ساحل مدينة رفح، ونفذ طيران الاحتلال غارة على محيط مخبز أبو اسكندر شمال مدينة غزة.[484]

## 26 ديسمبر
تطورات اليوم الـ 447 من الحرب
- أعلنت وزارة الصحة في غزة عن مقتل 38 فلسطينياً وجرح 137 في 3 مجازر وغارات إسرائيلية في حرب الإبادة الجماعية، مما يرفع حصيلة الشهداء الفلسطينيين في غزة إلى 45,399.[486]
- واقتحمت عشرات المستوطنين الإسرائيليين بقيادة وزير الأمن القومي المتطرف إيتمار بن غفير باحات المسجد الأقصى في مدينة القدس المحتلة بحراسة مشددة من قوات الاحتلال الإسرائيلي على شكل مجموعات من جهة باب المغاربة وأدَّوا طقوسًا تلمودية عنصرية في باحاته بأول أيام ما يسمى عيد الأنوار “الحانوكاة”.[487]
- استشهد خمسة صحفيين[د] من قناة "القدس اليوم" في قصف لقوات الاحتلال الإسرائيلي عربة بث تلفزيوني أمام مستشفى العودة بمخيم النصيرات وسط قطاع غزة.[488][489][490] وزعم ااجيش الإسرائيلي أنه نفذ غارة على "سيارة بداخلها أعضاء من حركة الجهاد الإسلامي" دون تقديم أي أدلة.[491]
- اقتحمت قوات الاحتلال الإسرائيلي المنطقة الشرقية من مدينة نابلس شمال الضفة الغربية بـ 30 آلية عسكرية وتمركزت في محيط قبر يوسف لتأمين دخول مستوطنين إسرائيليون لأداء صلوات تلمودية واندلعت أثناء عمليات الاقتحام مواجهات بين شبان فلسطينيين وجيش الاحتلال في محيط القبر، وأعلن جيش الاحتلال انتهاء عمليته في طولكرم، واقتحمت قوات الاحتلال الإسرائيلي مخيم عقبة جبر في أريحا وداهمت منزل كما اقتحمت بلدة عزون شرقي قلقيلية شمال الضفة الغربية.[492]
- وفجرت قوات الاحتلال روبوتًا أمام مستشفى كمال عدوان في شمال غزة ما أدى لإصابة طبيب «حسن ضابوس» بجروح خطيرة أثناء عمله، وتضرر أقسام الجراحة ومبيت المرضى، واستشهد فلسطينيون وجرح آخرون في استهداف الاحتلال مجموعة من المواطنين في شارع المغربي شرق مدينة غزة، وأطلقت طائرة مُسيّرة إسرائيلية من نوع "كواد كابتر" النار في حي الزيتون جنوب شرقي مدينة غزة.[493]
- استشهد 8 فلسطينيين بينهم أطفال وأصيب آخرون بجروح في قصف الاحتلال الإسرائيلي لعمارة سكنية تعود لعائلة "الدهشان" في في محيط ملعب النور بمنطقة الصبرة جنوب غزة، واستشهد فلسطينيان وأصيب آخرون بجروح في قصف الاحتلال منزلًا يعود لعائلة رضوان في شارع غزة القديم في جباليا البلد شمال قطاع غزة،.[494]
- استشهد 5 مواطنين وأصيب 20 آخرون مساء الأمس في قصف طيران الاحتلال الإسرائيلي منزلا لعائلة "دلول" بحي الزيتون في مدينة غزة، وأفيد أن أكثر من 40 شخصًا موجودون تحت الأنقاض جراء القصف، وأصيب 10 مواطنين في قصف الاحتلال شقة سكنية بمنطقة أبو اسكندر في حي الشيخ رضوان شمال غرب مدينة غزة.[495]
- وأفيد بتوغل دبابات وجرافات إسرائيلية من مشروع الطيبة باتجاه القنطرة إاى وادي الحجير جنوب لبنان، وأقفل الجيش اللبناني الطريق المؤدية لوادي الحجيري بدءاً من مركزه عند جسر قعقعية الجسر، وتجولت دبابات "الميركافا" في الوادي بالتوازي مع تمشيط كثيف.[496]
- استُشهد مسعفان فلسطينيان «عبد المجيد أبو العيش، ماهر العجرمي» في قصف الاحتلال الإسرائيلي محيط مستشفى كمال عدوان في بيت لاهيا شمال قطاع غزة واستُشهد مواطن آخر، إثر إلقاء مسيرة للاحتلال قنبلة أمام بوابة المستشفى، واستشهد وأصيب عدد من المواطنين في قصف طائرات الاحتلال منزلًا يعود لعائلة حمادة بمنطقة شارع يافا في حي التفاح شرق غزة.[497]
- وأعلنت كتائب القسام الاشتباك مع قوة راجلة من المسافة صفر وإيقاعهم بين قتيل وجريح واستهداف دبابة ميركافا بعبوة شواظ قرب مسجد علي جنوب حي الزيتون بمدينة غزة.[498]
- وأعلن الجيش الاسرائيلي إن جنديا احتياطيا كان قائد فريق من الكتيبة 6551 في لواء المظليين الاحتياطي 551 قُتل أثناء القتال في وسط غزة، مما رفع حصيلة قتلاه في غزة إلى 392.[499]
- وأفادت وسائل إعلام يمنية أن غارات جوية إسرائيلية استهدفت عدة مواقع في اليمن أثناء خطاب متلفز لزعيم الحوثيين عبد الملك الحوثي، حيث ضربت مطار صنعاء الدولي، وألحقت أضرارا ببرج المراقبة والطائرات، كما ذكرت أن الضربات الإسرائيلية استهدفت أيضًا محطة كهرباء قريبة ومواقع في الحديدة منها ميناء الحديدة،[500][501][502] وذكرت وسائل إعلام يمنية أن 4 مدنيين استشهدوا وجرح 42 في غارات على العاصمة صنعاء ومحافظة الحديدة[503][504] فيما أكد مسؤول إسرائيلي الضربات.[505]
- وأعلن مدير مستشفى كمال عدوان شمالي قطاع غزة استشهاد خمسة من كوادر الصحة الفلسطينية[ه] جراء استهداف إسرائيلي مباشر للمستشفى.[506]
- استشهد رضيع في قطاع غزة بسبب البرد وانخفاض، وهو الرضيع الرابع الذي يموت من البرد خلال الـ72 ساعة الماضية.[507]
- استشهد 9 فلسطينيون على الأقل بينهم نساء وأطفال وجرح آخرون جرّاء قصف طائرات الاحتلال الإسرائيلي منزلًا في شارع مقاط شرق بركة الشيخ رضوان شمال مدينة غزة، كما أصيب عدد من المواطنين إثر قصف طائرات الاحتلال الحربية منزل لعائلة "اسليم" في حي الصبرة جنوب المدينة وفتحت مسيرات إسرائيلية نيرانها تجاه منازل المواطنين في حي الزيتون.[508]
- وذكرت صحيفة نيويورك تايمز أن الجيش الإسرائيلي خفف من قواعد الاشتباك بسبب هجمات السابع من أكتوبر والخوف من وقوع هجوم آخر، وهو ما أدى لارتفاع الضحايا بين المدنيين.[509]
- استشهد شاب فلسطيني والطالب في جامعة خضوري «زين علي عطاطره (19 عامًا)» برصاص جيش الاحتلال في بلدة يعبد جنوب غرب جنين.[510]
- ارتفع عدد الشهداء إلى 13 مواطنا على الأقل بينهم نساء وأطفال وجرح آخرون في قصف طائرات الاحتلال الإسرائيلي منزلًا لعائلة "هتهت" في الشيخ رضوان شمال مدينة غزة، وفقدان نحو 40 آخرين تحت الأنقاض.[511]
- أعلن الجيش اللبناني انسحاب جيش الاحتلال الإسرائيلي من مناطق القنطرة وعدشيت القصير ووادي الحجير في جنوب لبنان، بعد أن توغل فيها.[512]
- أعلن الجيش الإسرائيلي مقتل جندي في وحدة النخبة متعددة المجالات خلال معارك في شمال قطاع غزة، كما أعلن إصابة جندي آخر من الوحدة بجروح خطيرة في نفس الحادث وإصابة قائد دبابة بجروح خطيرة بنيران قناص شمال غزة.[513]

## 27 ديسمبر
تطورات اليوم الـ 448 من الحرب
- أعلنت وزارة الصحة في غزة عن مقتل 37 فلسطينياً وجرح 98 في 3 مجازر وغارات إسرائيلية في حرب الإبادة الجماعية، مما يرفع حصيلة الشهداء الفلسطينيين في غزة إلى 45,436.[515]
- بعد الغارات الجوية الإسرائيلية على اليمن، أطلق الحوثيون صاروخًا باليستيًا آخر على تل أبيب، مما تسبب في انطلاق صفارات الإنذار في وسط إسرائيل.[516] وأصيب 18 شخصًا أثناء الدافع للملاجئ خلال تفعيل صفارات الإنذار.[517]
- وحاصرت قوات الاحتلال الإسرائيلي مستشفى كمال عدوان في مشروع بيت لاهيا شمال غزة، وطلب تجميع من بداخله في الساحة خلال 15 دقيقة ثم اقتحمته،[518] وأحرق جيش الاحتلال أقساماً في المستشفى ومحيطه وأجبر الطواقم الطبية والمرضى والجرحى على الخروج باتجاه مدرسة الفاخورة وأجرى تحقيقاً ميدانياً، وهدد باعتقال مدير المشفى الدكتور حسام أبو صفية،[519] وأفيد بانقطاع الاتصال مع إدارة المستشفى، وقالت مصادر طبية أن 350 شخصا يتواجدون داخله من بينهم 75 مصابا ومريضا، ومرافقيهم و180 من الكادر الطبي والعاملين في أقسام المستشفى المختلفة.[520] وقال الجيش الإسرائيلي أنه شن عملية جديدة على المنشأة، مدعيًا أنه حدد وجود مسلحين من حماس في المستشفى دون تقديم [521]
- أصيب مدير [[مستشفى العودة[] في جباليا و6 من الأطقم الطبية في تفجير جيش الاحتلال روبوتات بمحيط المستشفى واستشهد أربعة فلسطينيين في قصف قوات الاحتلال منزلا يعود لعائلة «أبو بيض» في حي الشجاعية شرق مدينة غزة، كما استشهدت طفلة في استهداف الاحتلال منزل ذويها في منطقة السدرة بمدينة غزة، واستشهدت فلسطينيية متأثرة بجروحها عقب استهداف الاحتلال منزلهم في حي النصر شرق مدينة رفح.[522]
- قُتلت مستوطنة إسرائيلية في عملية طعن في هرتسليا قرب تل أبيب، وأعلنت شرطة الاحتلال الإسرائيلي «تحييد» المهاجم قبل اعتقاله.[523][524]
- وأصيب فلسطينيان برصاص قوات الاحتلال الإسرائيلي الحي فجر خلال اقتحامها مخيم الجلزون شمال مدينة رام [525]
- أعلنت كتائب القسام أن أحد مقاتليعا فجر نفسه في قوة إسرائيلية من 5 جنود وأوقعهم بين قتيل وجريح شرق معسكر جباليا شمال غزة، وأعلنت قنص جنديين منهم واستهدافهم بعدد من القنابل اليدوية إسرائيلية الصنع في منطقة تل الزعتر شرق معسكر جباليا شمال القطاع.[526]
- وأعلنت القوات المسلحة اليمنية الموالية لأنصار الله الحوثيون الموالية لجماعة الحوثيون تنفيذت عملية عسكرية استهدفت مطار بن غوريون في يافا بصاروخٍ باليستيٍّ فرط صوتي نوع «فلسطين 2» وعمليةً عسكرية استهدفتْ هدفاً حيوياً إسرائيلي في منطقةِ يافا بطائرةٍ مسيرة وأعلنت استهداف سفينةَ (Santa Ursula) في البحرِ العربيِّ شرقَ جزيرةِ سقطرى بطائراتِ مسيرةِ «لانتهاكِ الشركةِ المالكةِ لها قرارَ حظرِ الدخولِ لموانئِ فلسطينَ المحتلة».[527]
- استشهد فلسطينيين اثنين وجرح آخرين في قصف استهدف منزلا في حي التفاح شرقي مدينة غزة، فيما إستهدف قصفا إسرائيلي منزلًا في حي الصبرة جنوبي مدينة غزة، أسفر عن استشهاد 3 أشخاص وعددا من المصابين.[528]
- وشنت قوات الاحتلال الإسرائيلي حملة اقتحامات بالضفة الغربية، حيث أصيب فلسطينييْن اثنين برصاص قوات الاحتلال أثناء اقتحامها مخيم الجلزون شمالي رام الله وأصيب شاب فلسطيني برصاص الاحتلال بمخيم عسكر الجديد شرقي نابلس، وأصيب شاب آخر في قدمه برصاص قوات الاحتلال خلال اقتحامها بلدة حلحول شمال مدينة الخليل، واقتحمت قوات الاحتلال مخيمي عسكر القديم والجديد شرقي المدينة، وتمركزت في بعض أحياءه واقتحمت قرية كفر مالك شمال شرق رام الله واعتدت على مركبات لفلسطينيين واعتقلت سيدة فلسطينية بعد دهم بيتها أثناء اقتحامها مدينة البيرة واقتحمت بلدة عزون شرقي مدينة قلقيلية.[529]
- أعلنت وزارة الصحة بغزة وفاة الحكيم أحمد الزهارن؛ نتيجة البرد القارس الذي وهو ضمن الطواقم العاملة في مستشفى غزة الأوروبي.[530]
- استشهد 3 فلسطينيين على الأقل وأصيب آخرون في قصف إسرائيلي استهدف مجموعة من المواطنين في مخيم الشاطئ شمال غرب مدينة غزة، واستشهد فلسطيني وأصيب آخرون في قصف شنه جيش الاحتلال الإسرائيلي صوب مواطنين بحي الصبرة في مدينة غزة، فيما استشهد فلسطينيان وجرح آخرين فب قصف إسرائيلي استهدفهم في منطقة عسقولة في حي الزيتون جنوب شرق مدينة غزة.[531]
- واستشهد عدد من المواطنين وأصيب آخرون بعد استهدافهم من طائرة مسيرة إسرائيلية في جباليا البلد شمال قطاع غزة.[532]
- أعلنت سرايا القدس تدمير آلية عسكرية إسرائيلية بتفجير عبوة ثاقب البرميلية خلال توغلها بأرض البحري جنوب أبراج العودة في بيت حانون شمال قطاع غزة، وأعلنت قوات الشهيد عمر القاسم قصفها بقذائف "الهاون" مقر قيادة وسيطرة تابع لجيش الاحتلال في محور نتساريم وسط قطاع غزة.[533]
- وأطلقت طائرات الاحتلال المسيرة الرصاص صوب مواطنين في منطقة الجندي المجهول بحي الرمال غرب مدينة غزة، ما أدى لاستشهاد أمرأة نازحة، واستشهد المواطن «محمد أحمد حمادة» عقب إطلاق طائرة مسيرة الرصاص على مواطنين قرب المستشفى الميداني الأردني بحي الصبرة جنوب مدينة غزة.[534]
- وأفادت مصادر طبية أن عددًا من الكوادر الطبية في مستشفى كمال عدوان في جباليا شمال قطاع غزة، استشهدوا حرقًا بالنيران التي أشعلتها قوات الاحتلال في المستشفى وامتدت لأقسام واسعة منه،[535] فيما قال المكتب الإعلامي الحكومي في غزة أن الاحتلال احتجز 350 شخصًا داخل المستشفى بينهم 180 من الكوادر و75 من المرضى [536]
- وذكرت وسائل إعلام يمنية أن غارة جوية استهدفت «حديقة 21 سبتمبر» بمديرية معين في صنعاء.[537]
- أصدر الجيش الإسرائيلي أمراً بإخلاء سكان المباني القريبة من مستشفى كمال عدوان شمال غزة.[538]
- وقال الجيش الإسرائيلي أنه اعترض صاروخا أطلق من اليمن وأدى لانطلاق صفارات الإنذار في منطقة القدس والبحر الميت.[539][540]

## 28 ديسمبر
تطورات اليوم الـ 449 من الحرب
- أعلنت وزارة الصحة في غزة عن مقتل 48 فلسطينياً وجرح 52 في مجازر وغارات إسرائيلية في حرب الإبادة الجماعية، مما يرفع حصيلة الشهداء الفلسطينيين في غزة إلى 45,484.[542]
- واستشهد 9 فلسطينيون بينهم 3 أطفال وجرح آخرين في قصف جوي إسرائيلي استهدف منزلًا يؤوي نازحين في مخيم المغازي وسط غزة.[543]
- وقالت وزارة الصحة بغزة أن الاحتلال الإسرائيلي قام باعتقال مدير مستشفى كمال عدوان الدكتور حسام أبو صفية.[544]
- واعتقلت قوات الاحتلال الإسرائيلي 15 فلسطيني من الضفة الغربية ببنهم سيدة وأسرى سابقون.[545]
- استهدفت طائرات الاحتلال المسيرة مجموعة من المواطنين في شارع "سراري" في جباليا البلد شمال غزة، ما أدى لاستشهاد ثلاثة مواطنين وإصابة آخرين، واستهدفت مجموعة من المواطنين في جباليا النزلة ما أدى لاستشهاد مواطنين اثنين، فيما أطقت طائرات الاحتلال المسيرة نيرانها صوب خيام النازحين في منطقة المواصي غرب مدينة خان يونس ما أدى لجرح مواطنين.[546]
- وقال الجيش الإسرائيلي إن فرقة غزة في لواء ناحال أطلقت خلال الليل عملية جديدة ضد حماس في بيت حانون شمال القطاع، وأضاف أن لواء ناحال انسحب هذا الأسبوع من مدينة رفح جنوب القطاع بعد سبعة أشهر وسلم المنطقة إلى لواء كيرياتي.[547]
- أصيب ثلاثة فلسطينيين واعتقل آخر في هجوم لمستوطنين وجيش الاحتلال الإسرائيلي على بلدة سلواد شرق رام الله، واقتحموا البلدة من جهة بؤرة استيطانية مقامة منذ 20 يوما في منطقة “البرج” غربًا واعتدوا عليهم بالضرب المبرح.[548]
- استشهد 4 فلسطينيين بينهم طفلة وأصيب آخرون بجروح في قصف طائرات الاحتلال الإسرائيلي لمنزل في بيت لاهيا شمال غزة، واستشهد فلسطينيان وأصيب آخرون جراء قصف الاحتلال مجموعة مواطنين غرب مدينة غزة.[549]
- واستهدف مجموعة من المواطنين قرب مفترق العيون في حي النصر غربي مدينة غزة، ما أدى لاستشهاد فلسطينبان وإصابة آخرين بجروح واستشهد مواطن بنيران قوات الاحتلال في منطقة المواصي غربي المدينة.[550]
- قال المكتب الإعلامي الحكومي في غزة، إنَّ 81% من النازحين يعيشون أزمةٍ إنسانية مأساوية تُهدد بموت الآلاف منهم بفعل اهتراء خيامهم المصنوعة من القماش وموجات الصقيع الشديدة التي تضرب قطاع غزة، وأضاف أن 110 آلاف خيمة من أصل 135 ألف خيمة أصبحت خارج الخدمة، أي ما نسبته 81% من الخيام قد تدهورت بشكل كامل.[551]
- أعلنت الأجهزة الأمنية الفلسطينية مقتل ضابط جديد من حرس رئاسة السلطة الفلسطينية خلال اشتباكات بالهجوم الذي تشنه قوات أمن السلطة على مقاومين في مخيم جنين شمال الضفة الغربية.[552]
- وذكرت صحيفة تايمز أوف إسرائيل أن الجيش الإسرائيلي قام بتوسيع ممر نتساريم العسكري الذي يقسم غزة إلى نصفين بشكل كبير.[553]
- واعتقلت شرطة الاحتلال الإسرائيلي خمسة متظاهرين يطالبون بوقف الحرب بالقرب من منزل نتنياهو.[554]
- أسفرت مجزرة إسرائيلية بقصف جوي منزلًا يعود لعائلة "الزعلانين" في بيت حانون شمال قطاع غزة، عن استشهاد 10 فلسطينيين وإصابة آخرين بجروح.[555]
- وإنطلق صاروخان بعيدان المدى من شمال غزة باتجاه منطقة القدس القدس المحتلة وجنوب إسرائيل، وقال الجيش الإسرائيلي أنه اعترضهم[556] وفي وقت لاحق أصدر أمراً بإخلاء بيت حانون، زاعمًا إن الصواريخ أطلقت من المنطقة.[557]
- استشهد فلسطينيان وأصيب آخرون بجروح في غارة للاحتلال الإسرائيلي استهدفت خيمة للنازحين بجوار المخيم القطري بمواصي مدينة خان يونس، فيما استشهد مواطنين آخرين في قصف الاحتلال دراجة نارية قرب مفترق المزنر في شارع الشفاء بمدينة غزة.[558]
- قال المرصد الأورومتوسطي لحقوق الإنسان أنه تلقى شهادات مروّعة تؤشر على ارتكاب الجيش الإسرائيلي جرائم خطيرة ضد المدنيين خلال اقتحامه مستشفى كمال عدوان والمناطق المحيطة به شمالي قطاع غزة، شملت القتل العمد والإعدام الميداني واعتداءات جنسية وجسدية على نساء وفتيات من الطواقم الطبية والنساء النازحات في المنطقة.[559]
- أعلنت كتائب القسام قنص جندي إسرائيلي في جوار إستوديو سلطان شرقي جباليا البلد شمالي قطاع غزة، وأنّ مقاتليها اقتحموا نقطة عسكرية إسرائيلية واشتبكوا مع جنود الاحتلال بالأسلحة الخفيفة والقنابل اليدوية وأوقعوهم بين قتيل وجريح في منطقة أبو صفية شرق معسكر جباليا شمالي قطاع غزة، وقالت كتائب شهداء الأقصى أنها قصفت بقذائف الهاون تجمعات جنود الاحتلال وآلياته في محيط مسجد العطار غربي مدينة رفح.[560]
- وأعلنت جماعة الحوثيون إن "القوة الصاروخية" استهدفت قاعدة نيفاتيم الجوية في النقب بصاروخ باليستي فرط صوتي من طراز «فلسطين-2».[561][562]
- وذكرت وسائل إعلام يمنية أن غارة «أمريكية بريطانية» استهدفت منطقة بحيص بمديرية ميدي بمحافظة حجة شمالي اليمن.[563]
- استشهد فلسطينيان «محمد إبراهيم الخطيب، محمود محمد العريني» وأصيب آخرون في قصف طائرات الاحتلال الإسرائيلي مجموعة من المواطنين في شارع الجلاء غرب مدينة غزة، فيما أصيب مواطنين جراء غارة شنتها طائرات الاحتلال على منزل في منطقة قيزان النجار جنوب خان يونس.[564]
- وزعم الجيش الإسرائيلي أنه أنهى مداهمته لمركز قيادة حماس في؛ مستشفى كمال عدوان بعد اعتقال أكثر من 240 «مسلحًا» مشتبهًا بهم بمن فيهم مدير المستشفى حسام أبو صفية الذي إدعى أنه مسلح.[565] كما إدعى أنه ألقى القبض على ما لا يقل عن 15 مسلحًا شاركوا في هجمات 7 أكتوبر، وقتل مسلحين في المستشفى واستولى على أسلحة، وقال إنه قتل مسلحين أطلقوا قذائف آر بي جي وقذائف مضادة للدبابات تجاه جنوده من منطقة قريبة من المستشفى، كما قتلت غارة بطائرة بدون طيار مجموعة من المسلحين الذين حاولوا الفرار من المنطقة.[566]
- وإدعى الجيش الإسرائيلي أنه قدم 5000 لتر من الوقود ومولدين كهربائيين ومعدات طبية إلى المستشفى الإندونيسي.[567]
- أعلنت القوات المسلحة اليمنية الموالية لأنصار الله الحوثيون إسقاط طائرة أميركية، من نوع "MQ - 9"، بواسطة صاروخ أرض - جو، محلي الصنع في أثناء تنفيذها مهمّات عدائية في أجواء محافظة البيضاء.[568]
- قتلت الصحفية الفلسطينية شذى الصباغ متأثرة بجراحها بعد أن أطلق أحد قناصة الأجهزة الأمنية الفلسطينية التابعة للسلطة الفلسطينية النار مباشرة نحوها في مخيم جنين شمال الضفة الغربية.[569]

## 29 ديسمبر
تطورات اليوم الـ 450 من الحرب
- أعلنت وزارة الصحة في غزة عن مقتل 30 فلسطينياً وجرح 99 في 3 مجازر وغارات إسرائيلية في حرب الإبادة الجماعية، مما يرفع حصيلة الشهداء الفلسطينيين في غزة إلى 45,514.[571]
- استشهد 3 فلسطينيين وجرح آخرون جراء قصف الاحتلال منزلاً في منطقة النفق شمالي مدينة غزة، فيما استشهد مواطنان وأصيب آخرون جراء استهداف الاحتلال منزلًا للمواطن تامر محارب «أبو عطية» شمال حي النصر شمال مدينة رفح، وقصفت المقاتلات الحربية منزلًا في منطقة المشاهرة بحي التفاح شرقي مدينة غزة، واستشهد فلسطيني واصيب آخرون جراء غارة إسرائيلية على منزل بحي الدرج وسط مدينة غزة، وأصيب عدد من الفلسطينيين بجروح صباح اليوم جراء قصف إسرائيلي بطائرة مسيّرة استهدف منطقة السوارحة غربي مخيم النصيرات وسط غزة.[572]
- أفادت الوكالة الوطنية للإعلام اللبنانية أن الجيش الإسرائيلي نفذ عملية نسف عنيفة بين مركبا ورب ثلاثين.[573]
- اقتحم مستوطنون إسرائيليون متطرفين باحات المسجد الأقصى في مدينة القدس المحتلة تحت حماية مشددة من قوات الاحتلال الإسرائيلي وقاموا بأداء طقوس تلمودية في رابع أيام ما يسمى عيد الأنوار (الحانوكاه) اليهودي.[574]
- شنت قوات جيش الاحتلال الإسرائيلي اقتحامات لبلدات ومخيمات عدة في مناطق الضفة الغربية المحتلة، حيث اقتحمت مدينة نابلس من حاجز المربعة العسكري ودهمت حارة الشيخ مسلم، ومحيط حوش الجيطان داخل البلدة القديمة نابلس، ودهمت بناية سكنية لعائلة قزعور في حي رفيديا غرب نابلس، واندلعت اشتباكات بين مقاومون فلسطينيون قوات الاحتلال.[575] واقتحمت مخيم قلنديا شمالي القدس، والبلدة القديمة في نابلس، واقتحمت مخيم عقبة جبر في أريحا شرقي الضفة الغربية وبلدة سلواد شرقي مدينة رام الله، وبلدة حجة شرق قليلية وبلدتي تقوع جنوب شرق، والخضر جنوب مدينة بيت لحم، وسط مواجهات مع المواطنين، واقتحمت قوات جيش الاحتلال منازل عدة قرب مستوطنة شرقي الخليل، واخرجت قوات جيش الاحتلال نحو 70 شخصا -بينهم أطفال- للعراء وسط البرد الشديد واندلعت اشتباكات مسلحة بين مقاومون وقوات الاحتلال في بلدة فحمة جنوب مدينة جنين شمالي الضفة.[576]
- أعلنت وزارة الصحة في غزة اليوم الأحد وفاة طفل (يبلغ من العمر شهرا واحدا) نتيجة البرد وانعدام وسائل التدفئة في خيام النازحين بدير البلح وسط القطاع، وهو خامس طفل يتوفى بسبب البرد خلال أقل من أسبوع.[577][578]
- وشن طيران الجيش الإسرائيلي غارات عنيفة كثيفة على بيت حانون شمالي قطاع غزة.[579]
- استشهد 7 أشخاص بعد استهداف الاحتلال الإسرائيلي الطابق العلوي لمستشفى الوفاء في شارع الوحدة وسط مدينة غزة، فيما قصفت المدفعية الإسرائيلية المستشفى الأهلي العربي المعمداني في مدينة غزة.[580][581] وزعم الجيش الإسرائيلي أنه استهدف مسلحين من وحدة الشجاعية التابعة لحماس في مجمع القيادة والسيطرة، دون تقديم أدلة.[582]
- استشهد المعتقل الفلسطيني أشرف محمد فخري عبد أبو ورده (51 عاما) من غزة في مستشفى (سوروكا) الإسرائيلي، ما يرفع عدد الشهداء بين صفوف الأسرى والمعتقلين في سجون الاحتلال منذ بدء الحرب في غزة إلى 50 شهيدا.[583]
- أعلنت وزارة الداخلية الفلسطينية في غزة اغتيال الجيش الإسرائيلي لمدير مركز شرطة الرمال بمدينة غزة العقيد طلعت جودة في غارة جوية أثناء «القيام بواجبه في خدمة المواطنين».[584]
- استُشهد 7 فلسطينيين بينهم أطفال ونساء وأصيب آخرون في مجزرة ارتكبها الاحتلال الإسرائيلي بقصف استهدف منزلًا لعائلة "سعيد شبات" في بيت حانون شمالي قطاع غزة.[585]
- استشهد 9 فلسطينييين وجرح أكثر من 20 آخرين جراء استهداف مدفعية الاحتلال الإسرائيلي لمنازل المواطنين شمال غربي مخيم النصيرات وسط قطاع غزة.[586]
- أعلنت كتائب القسام استهداف دبابة ميركافا بعبوة شديدة الانفجار ومهاجمة قوة الإنقاذ فور وصولها للمكان بقذيفة "الياسين 105" شرقي جباليا البلد في شمالي قطاع غزة، وأعلنت سرايا القدس تمكّنها في شمالي قطاع غزة مع كتائب شهداء الأقصى من تفجير منزل تحصّن به عدد من جنود الاحتلال في منطقة السكة شرقي مخيم جباليا.[587]
- أعلن الجيش الإسرائيلي مقتل جندي من الكتيبة التاسعة في اللواء 401 مدرع في معارك شمال قطاع غزة، وإصابة جندي آخر من كتيبة 931 في لواء ناحال بجروح خطيرة خلال اشتباكات في بيت حانون شمال القطاع، ما يرفع حصيلة قتلاه في قطاع غزة إلى 394.[588]
- تم إطلاق خمسة قذائف من شمال غزة تجاه منطقة «غلاف غزة» في إسرائيل، وقال الجيش الإسرائيلي أنه اعتراض اثنتين منها ومن المرجح أن الباقي سقط في مناطق مفتوحة.[589]
- وأفيد بإستشهاد 10 أشخاص وجرح آخرين في غارة إسرائيلية على مدينة عدرا الصناعية بريف دمشق جنوبي سوريا.[590][591]

## 30 ديسمبر
تطورات اليوم الـ 451 من الحرب
- أعلنت وزارة الصحة في غزة عن مقتل 27 فلسطينياً وجرح 149 في 3 مجازر وغارات إسرائيلية في حرب الإبادة الجماعية، مما يرفع حصيلة الشهداء الفلسطينيين في غزة إلى 45,541.[593]
- اعتدى مستوطنون إسرائيليون من مستوطنة "أفيجال" على أراضي مواطنين بالقرب من "عين العسيرة" في منطقة "أم الشقحان" في مسافر يطا جنوب الخليل وقاموا بأعمال تجريف وزراعة أشجار في محاولة للاستيلاء عليها.[594]
- قالت بلدية غزة أن النازحين «يعانون من ظروف مأساوية للغاية بسبب المطر والعواصف، ولا توجد إمكانيات كافية لمساعدتهم».[595]
- اقتحمت قوة من الأجهزة الأمنية الفلسطينية التابعة للسلطة سكن طلبة جامعة بولتيكنك فلسطين في الخليل، واعتقلت عدداً من الطلبة بعد الاعتداء عليهم.[596]
- أصيب مواطن فلسطيني برصاص الاحتلال شمال غرب مخيم النصيرات وسط قطاع غزة وأصيب آخر بعد إلقاء طائرة مسيّرة (كواد كابتر) قنبلة في محيط معبر كرم أبو سالم شرق رفح.[597]
- استشهد مواطن فلسطيني في قصف طائرات الاحتلال الإسرائيلي منزلًا في حي الزيتون جنوب مدينة غزة.[598]
- طالبت منظمة العفو الدولية إسرائيل بالإفراج عن مدير مستشفى كمال عدوان الدكتور حسام أبو صفية والمعتقلين العاملين في مجال الصحة "فورا ودون شروط".[599]
- أعلن المكتب الإعلامي الحكومي بغزة ارتفاع عدد الوفيات بسبب البرد القارس وموجات الصقيع بين النَّازحين في الخيام إلى 7 وفيات وأضاف أنّ العدد مُرشح للزيادة بسبب «الظروف المأساوية التي يعيشها النازحون الذين دمر الاحتلال منازلهم وباتوا يسكنون الخيام».[600]
- وذكرت صحيفة واشنطن بوست أن الجيش الإسرائيلي استخدم الذكاء الاصطناعي في حربه في غزة.[601]
- اقتحم عشرات المستوطنين الإسرائيليين باحات المسجد الأقصى المبارك من باب المغاربة بحماية مشددة شرطة الاحتلال الإسرائيلي لما يسمى عيد "الحانوكاة- الأنوار" اليهودي.[602]
- اعتقلت قوات الاحتلال الإسرائيلي عدداً من المرضى خلال نقلهم من المستشفى الإندونيسي شمال قطاع غزك إلى مستشفى الشفاء في مدينة غزة، حيث اعتقلت 4 مرضى من بين 10 مرضى، وكان أحدهم في حالة حرجة للغاية.[603]
- أعلنت هيئة شؤون الأسرى ونادي الأسير الفلسطيني عن استشهاد 5 أسرى فلسطينيين[و] من قطاع غزة في سجون الاحتلال خلال 24 ساعة.[604]
- أعلنت سرايا القدس أنها وجَّهت خلال اليومين الماضيين ضربة صاروخية تجاه مدينتي القدس و"تل أبيب" وسيديروت ومستوطنات "غلاف غزة".[605] ونشرت مشاهد من استهدافها آليات الاحتلال وجنوده في موقع الإدارة المدنية بمخيم جباليا، والسيطرة على طائرات استطلاعية أثناء تنفيذها مهام استخبارية في مدينة غزة. وأعلنت قوات الشهيد عمر القاسم استهدافها بقذائف الهاون تجمّعاً لجنود الاحتلال وآلياته عند محيط بوابة صلاح الدين جنوب مدينة رفح، وأعلنت كتائب شهداء الأقصى استهداف مقر قيادة وسيطرة يتبع للاحتلال في محور نتساريم صواريخ الــ"107".[606]
- اعتقلت الشرطة الإسرائيلية وجهاز الأمن الداخلي الإسرائيلي (الشاباك) رجلاً إسرائيلياً بزعم أنه تجسس لصالح إيران، واتهمته بإشعال الحرائق وكتابة الجرافيتي على الجدران والتصوير في محيط منزل بيني جانتس.[607]
- زعم الجيش الإسرائيلية اليوم الاثنين إن عشرات من المسلحين قُتلوا خلال الليل في كمين نفذته الفرقة 162 التابعة للجيش في جباليا شمال غزة.[608]
- أعلنت كتائب القسام اقتحام نقطة عسكرية مستحدثة أقامها جيش الاحتلال في مخيم جباليا شمال القطاع، والإجهاز من النقطة صفر على 5 من الجنود وإحراق دبابة “مركفاه” إسرائيلية وطاقمها واستهداف جيب عسكري بداخله عدد من الجنود بالقنابل اليدوية وأوقعوهم بين قتيل وجريح، وأضاف انها دمرت ناقلة جند إسرائيلية بقذيفة “الياسين 105″ وأوقعت طاقمها بين قتيل وجريح في بيت حانون شمال القطاع.[609]
- أعلن جيش الاحتلال الإسرائيلي مقتل رقيب عسكري من كتيبة نيتسح يهودا التابعة للواء كفير في هجوم في بيت حانون شمال قطاع غزة وإصابة ثلاثة جنود من الكتيبة بجروح خطيرة.[610]
- صاروخ أطلق من وسط غزة سقط في منطقة مفتوحة في كيسوفيم.[611]
- استشهد 4 فلسطينيين وجرح آخرون في قصف طيران الاحتلال مجموعة من المواطنين في منطقة جباليا البلد شمال غزة، فيما قصف طيران الاحتلال الحربي منزلًا يقع خلف المستشفى الأردني في حي الصبرة جنوب مدينة غزة.[612]
- ونشر الجيش الإسرائيلي مقطع فيديو زعم أنه تم الحصول عليه من كاميرات يملكها مسلحون من حماس، وإدعى أنه يظهرهم وهم يزرعون قنابل على جانب الطريق على بعد 45 متراً فقط من المستشفى الإندونيسي.[613]
- وقال برنامج الأغذية العالمي إن خمس شاحنات مساعدات فقدت في غزة بسبب النهب المسلح.[614][615]
- أُطلق صاروخان من شمال غزة باتجاه إسرائيل.[616]
- وقالت وسائل إعلام يمنية أن «الطيران الأمريكي البريطاني» استهدف بغارتين مديرية التحيتا في محافظة الحديدة.[617]
- وأطلق صاروخان من اليمن اتجاه إسرائيل،[618] وزعم الجيش الإسرائيلي أنه اعترض الصاروخين قبل دخولهما أجواء إسرائيل، ودوت صفارات الإنذار في عشرات البلدات بمنطقة تل أبيب الكبرى.[619]

## 31 ديسمبر 2024
تطورات اليوم الـ 452 من الحرب
- وأعلنت بلدية غزة تعطل محطة ضخ مياه الصرف الصحي "7ب" في حي الزيتون جنوب شرقي مدينة غزة، بعد تعرضها لقصف مدفعي من قبل الإحتلال الإسرائيلي وأضاف أن كارثة صحية وبيئية متوقعة بعد نظام الطوارئ والخطة البديلة لتشغيل المحطة وتسبب في ارتفاع منسوب مياه الصرف الصحي داخل المحطة.[621]
- وأعلنت القوات المسلحة اليمنية الموالية لأنصار الله الحوثيون تنفيذ عملية عسكرية استهدفت مطار بن غوريون وعملية ضد محطة الكهرباء جنوب القدس، واستهداف حاملة الطائرات هاري ترومان بالصواريخ والمسيّرات.[622]
- وزعمت قوات الاحتلال الإسرائيلي أنها قتلت أنس محمد سعدي المصري، قائد وحدة الصواريخ في قطاع شمال غزة التابع لحركة الجهاد الإسلامي، والذي زعمت أنه كان مسؤولاً عن إطلاق الصواريخ على القوات الإسرائيلية والأراضي الإسرائيلية خلال هجمات 7 أكتوبر/تشرين الأول وخلال الحرب في غارة بطائرة بدون طيار في وقت سابق من هذا الشهر.[623]
- هدمت آليات الاحتلال الإسرائيلي مبنى تملكه عائلة فلسطينية في ضاحية السلام شمال شرق مدينة القدس المحتلة.[624]
- وقال الجهاز المركزي للإحصاء الفلسطيني إن الناتج المحلي الإجمالي في غزة انخفض بنسبة تزيد عن 82% وارتفع معدل البطالة إلى 80% بسبب الحرب. كما انخفض الناتج المحلي الإجمالي في الضفة الغربية بنسبة تزيد عن 19% وارتفع معدل البطالة إلى 35%.[625]
- وقال اتحاد الغرف التجارية في قطاع غزة إن ما يدخل غزة من قوافل مساعدات إنسانية لا يغطي 15% من احتياجات المواطنين وأضاف أن أسعار السلع الأساسية تشهد ارتفاعات كبيرة مقارنة بما قبل الحرب.[626]
- استشهد فلسطيني في قصف الاحتلال شارع أحمد فكري أبو وردة في جباليا النزلة شمال قطاع غزة.[627]
- قالت المفوضية السامية للأمم المتحدة لحقوق الإنسان أنها وثقن وقوع ما لا يقل عن 136 غارة على نحو 27 مستشفى و12مرفقا طبيا آخر في غزة.[628]
- وأفادت وسائل إعلام يمنية أن غارات أمريكية بريطانية استهدفت مجمع 22 مايو بمديرية الثورة ومجمع العرضي وسط صنعاء.[629][630]
- وزعمت القيادة الوسطى الأمريكية أنها استهدفت منشأة قيادة وسيطرة ومرافق إنتاج وتخزين أسلحة تقليدية تابعة لجماعة الحوثيين في اليمن.[631]
- استُشهد شاب فلسطيني وأصيب آخر في قصف من طائرات مسيرة إسرائيلية في جباليا البلد شمال قطاع غزة.[632]

## أنظر أيضًا
- الخط الزمني للحرب الفلسطينية الإسرائيلية (يناير 2025 – الآن)

## روابط خارجية
- ق.ض - منصة إعلامية معرفية مختصة في قضايا الشهداء X

### مواقع وب

#### عربية
قالب:بداية المراجع
1. ↑  "الحرب على غزة مباشر.. 100 شهيد في القطاع والمقاومة تستهدف الاحتلال برفح". الجزيرة. 1 ديسمبر 2024. مؤرشف من الأصل في 2025-06-02. اطلع عليه بتاريخ 2024-12-01.
2. ↑  "الصحة بغزة: 47 شهيداً بمجازر الاحتلال خلال الـ 24 ساعة الماضية". دنيا الوطن. 1 ديسمبر 2024. مؤرشف من الأصل في 2024-12-06. اطلع عليه بتاريخ 2024-12-01.
3. ↑  "مقتل 4 فلسطينيين بقصف إسرائيلي وسط رفح". RT عربي. 1 ديسمبر 2024. مؤرشف من الأصل في 2024-12-22. اطلع عليه بتاريخ 2024-12-01.
4. ↑  "بينهم طفلان.. 7 شهداء فلسطينيين في قصف إسرائيلي لخيام النازحين وسط وجنوب غزة". صحيفة سبق. 1 ديسمبر 2024. اطلع عليه بتاريخ 2024-12-01.
5. ↑  ""الأونروا": أكثر من 415 ألف نازح بغزة يحتمون في مدارسنا". وكالة الأنباء الفلسطينية وفا. 1 ديسمبر 2024. مؤرشف من الأصل في 2025-01-23. اطلع عليه بتاريخ 2024-12-01.
6. ↑  "غارة إسرائيلية على جنين". المركز الفلسطيني للإعلام. 1 ديسمبر 2024. مؤرشف من الأصل في 2025-01-23. اطلع عليه بتاريخ 2024-12-01.
7. 1 2  "الاحتلال يقصف مركبة في جنين ومستوطنون يهاجمون عدة بلدات". الجزيرة. 1 ديسمبر 2024. مؤرشف من الأصل في 2024-12-14. اطلع عليه بتاريخ 2024-12-01.
8. ↑  "الاحتلال يشن حملة دهم واعتقالات في الضفة". المركز الفلسطيني للإعلام. 1 ديسمبر 2024. مؤرشف من الأصل في 2024-12-06. اطلع عليه بتاريخ 2024-12-01.
9. ↑  "استشهاد المعتقلين محمد ادريس ومعاذ ريان من غزة في سجون الاحتلال". المركز الفلسطيني للإعلام. 1 ديسمبر 2024. مؤرشف من الأصل في 2025-01-23. اطلع عليه بتاريخ 2024-12-01.
10. ↑  "قوات الاحتلال تعتقل 15 فلسطينيا من الضفة الغربية". شبكة قدس برس (بالإنجليزية). 1 Dec 2024. Archived from the original on 2025-01-23. Retrieved 2024-12-01.
11. ↑  "UNRWA chief says pausing aid delivery through key Gaza-Israel crossing". Arab News (بالإنجليزية). 1 Dec 2024. Archived from the original on 2024-12-06. Retrieved 2024-12-01.
12. ↑  "الأونروا توقف إيصال المساعدات لغزة عبر معبر كرم أبو سالم". الجزيرة نت. مؤرشف من الأصل في 2024-12-06. اطلع عليه بتاريخ 2024-12-01.
13. ↑  "4 شهداء في اشتباكات مسلحة مع جيش الاحتلال جنوب جنين". المركز الفلسطيني للإعلام. مؤرشف من الأصل في 2024-12-12. اطلع عليه بتاريخ 2024-12-01.
14. ↑  "بصاروخ باليستي فرط صوتي.. سريع: ضربنا هدفاً حيوياً للاحتلال في يافا". الميادين. مؤرشف من الأصل في 2024-12-14. اطلع عليه بتاريخ 2024-12-01.
15. ↑  "15 شهيدا جراء قصف الاحتلال بيت لاهيا وغزة". صحيفة الغد. مؤرشف من الأصل في 2024-12-01. اطلع عليه بتاريخ 2024-12-01.
16. ↑  "شهداء في خانيونس وحي الزيتون.. فلسطين تحذر من دعوات لتهجير الغزيين". التلفزيون العربي. مؤرشف من الأصل في 2024-12-14. اطلع عليه بتاريخ 2024-12-01.
17. ↑  "الحوثيون يعلنون تنفيذ عملية عسكرية نوعية استهدفت مدمرة و3 سفن إمداد أمريكية (فيديو)". RT عربي. مؤرشف من الأصل في 2024-12-14. اطلع عليه بتاريخ 2024-12-01.
18. ↑  "مستوطنون يعتدون على بلدة أم الصفا برام الله". المركز الفلسطيني للإعلام. مؤرشف من الأصل في 2025-01-24. اطلع عليه بتاريخ 2024-12-01.
19. ↑  ""IDF says paratroopers killed armed Hezbollah operatives near a church in southern Lebanon"". Times of Israel (بالإنجليزية). Archived from the original on 2025-01-18. Retrieved 2024-12-01.
20. ↑  "33 شهيدا في غارات إسرائيلية وأنباء عن تقدم بالمفاوضات". الجزيرة. مؤرشف من الأصل في 2024-12-14. اطلع عليه بتاريخ 2024-12-02.
21. ↑  "4 مجازر و37 شهيدًا و108 إصابات بعدوان الاحتلال على غزة في 24 ساعة". المركز الفلسطيني للإعلام. 2 ديسمبر 2024. مؤرشف من الأصل في 2024-12-14. اطلع عليه بتاريخ 2024-12-02.
22. ↑  "مدير مستشفى بشمال غزة: 200 شهيد تحت أنقاض منازل دمرتها إسرائيل". الجزيرة. 2 ديسمبر 2024. مؤرشف من الأصل في 2024-12-14. اطلع عليه بتاريخ 2024-12-02.
23. ↑  "IDF confirms Lebanon strikes against Hezbollah targets that 'posed a threat' and violated truce". Times of Israel. 2 ديسمبر 2024. مؤرشف من الأصل في 2024-12-03. اطلع عليه بتاريخ 2024-12-02.
24. ↑  "مستوطنون يقتحمون الأقصى وسط حراسة مشددة من قوات الاحتلال". المركز الفلسطيني للإعلام. 2 ديسمبر 2024. مؤرشف من الأصل في 2024-12-22. اطلع عليه بتاريخ 2024-12-02.
25. ↑  "الإعلام الحكومي: نحو 4 آلاف شهيد ومفقود و10 آلاف جريح وألفي معتقل شمالي غزة". المركز الفلسطيني للإعلام. 2 ديسمبر 2024. مؤرشف من الأصل في 2024-12-14. اطلع عليه بتاريخ 2024-12-02.
26. ↑  "الاحتلال يقتلع 150 شجرة زيتون في قرية المنيا شرق بيت لحم". المركز الفلسطيني للإعلام. 2 ديسمبر 2024. مؤرشف من الأصل في 2024-12-22. اطلع عليه بتاريخ 2024-12-02.
27. ↑  "حماس: 33 أسيرًا إسرائيليًا قتلوا وفقدت آثار بعضهم بسبب المجرم نتنياهو وجيشه الفاشي". المركز الفلسطيني للإعلام. 2 ديسمبر 2024. مؤرشف من الأصل في 2024-12-22. اطلع عليه بتاريخ 2024-12-02.
28. ↑  "حماس تكشف عدد الأسرى الإسرائيليين القتلى وتحذر من فقدان المزيد". شبكة قدس الاخبارية. 2 ديسمبر 2024. مؤرشف من الأصل في 2024-12-22. اطلع عليه بتاريخ 2024-12-02.
29. ↑  ""UN says Gaza has most child amputees per capita globally"". Lebanese Broadcasting Corporation International. 2 ديسمبر 2024. مؤرشف من الأصل في 2024-12-22. اطلع عليه بتاريخ 2024-12-02.
30. ↑  "حزب الله ينفذ عملية تحذيرية رداً على الخروقات الإسرائيلية.. ويؤكد: قد أُعذر من أنذر". الميادين. 2 ديسمبر 2024. مؤرشف من الأصل في 2024-12-22. اطلع عليه بتاريخ 2024-12-02.
31. ↑  ""IDF announces wave of airstrikes in Lebanon after Hezbollah mortar fire on northern Israel"". Times of Israel (بالإنجليزية). 2 Dec 2024. Archived from the original on 2025-02-10. Retrieved 2024-12-02.
32. ↑  "الحرب على غزة مباشر.. المجاعة والجفاف يهددان الآلاف بالقطاع ونتنياهو يؤكد استمرار الحرب بلبنان". الجزيرة. 3 ديسمبر 2024. مؤرشف من الأصل في 2024-12-22. اطلع عليه بتاريخ 2024-12-03.
33. ↑  "36 شهيدًا و96 جريحًا بعدوان الاحتلال على غزة في 24 ساعة". المركز الفلسطيني للإعلام. 3 ديسمبر 2024. مؤرشف من الأصل في 2025-01-23. اطلع عليه بتاريخ 2024-12-03.
34. ↑  ""Smotrich's Man for the Judaization of East Jerusalem"". Haaretz (بالإنجليزية). 3 Dec 2024. Archived from the original on 2024-12-02. Retrieved 2024-12-03.
35. ↑  "يؤويان نازحين.. الاحتلال يستهدف مدرسة وناديًا في غزة ويوقع شهداء وجرحى". التلفزيون العربي. 3 ديسمبر 2024. مؤرشف من الأصل في 2025-01-23. اطلع عليه بتاريخ 2024-12-03.
36. ↑  "15 شهيدا بغزة منذ الفجر والقسام تقنص جنديا إسرائيليا". الجزيرة. 3 ديسمبر 2024. مؤرشف من الأصل في 2024-12-22. اطلع عليه بتاريخ 2024-12-03.
37. ↑  "شلَّال دم لا يتوقَّف... 11 شهيدًا في مجزرة جديدة وغارات عنيفة على مدينة غزَّة". فلسطين أون لاين. 3 ديسمبر 2024. مؤرشف من الأصل في 2024-12-22. اطلع عليه بتاريخ 2024-12-03.
38. ↑  "شهيدان وإصابة بقصف طائرات الاحتلال مركبة في طوباس". المركز الفلسطيني للإعلام. 3 ديسمبر 2024. مؤرشف من الأصل في 2024-12-22. اطلع عليه بتاريخ 2024-12-03.
39. ↑  ""Gaza: FAO calls for urgent access to deliver at-scale emergency agricultural aid to prevent spread of famine"". Food and Agriculture Organization (بالإنجليزية). 3 Dec 2024. Archived from the original on 2024-12-22. Retrieved 2024-12-03.
40. ↑  ""Israeli Attack Kills Lebanese Journalist"". MTV Lebanon (بالإنجليزية). 3 Dec 2024. Archived from the original on 2024-12-27. Retrieved 2024-12-03.
41. ↑  ""IDF says artillery unit killed at least 7 Hamas operatives who took part in Oct. 7 massacre"". The Times of Israel (بالإنجليزية). 3 Dec 2024. Archived from the original on 2025-01-21. Retrieved 2024-12-03.
42. ↑  "سوريا: شهيد في عدوان إسرائيلي استهدف سيارةً على طريق مطار دمشق الدولي". الميادين. 3 ديسمبر 2024. مؤرشف من الأصل في 2025-01-25. اطلع عليه بتاريخ 2024-12-03.
43. ↑  ""Israeli strike near Damascus killed Hezbollah liaison with Syrian army"". Reuters (بالإنجليزية). 3 Dec 2024. Retrieved 2024-12-03.
44. ↑  "القوات اليمنية تعلن تنفيذ 3 عمليات مشتركة مع المقاومة العراقية ضد كيان الاحتلال". الميادين. 3 ديسمبر 2024. مؤرشف من الأصل في 2025-01-24. اطلع عليه بتاريخ 2024-12-03.
45. ↑  "عمليات المقاومة مستمرة شمال قطاع غزة.. والإسرائيليون يقرون: حماس لم تستسلم في جباليا". الميادين. 3 ديسمبر 2024. مؤرشف من الأصل في 2025-01-19. اطلع عليه بتاريخ 2024-12-03.
46. ↑  "استشهاد راعي ماشية بقصف طيران إسرائيلي على أطراف بلدة شبعا في جنوب لبنان". النشرة. 3 ديسمبر 2024. مؤرشف من الأصل في 2025-01-23. اطلع عليه بتاريخ 2024-12-03.
47. ↑  "إصابة 3 من كوادر مستشفى كمال عدوان بقصف إسرائيلي". المركز الفلسطيني للإعلام. 3 ديسمبر 2024. مؤرشف من الأصل في 2025-01-23. اطلع عليه بتاريخ 2024-12-03.
48. ↑  "الاحتلال يحاصر النازحين في بيت لاهيا ويزرع براميل متفجرة بين المنازل". الجزيرة. 3 ديسمبر 2024. مؤرشف من الأصل في 2024-12-04. اطلع عليه بتاريخ 2024-12-03.
49. ↑  "الحرب على غزة مباشر.. محاصرون بالشمال يناشدون لإنقاذ حياتهم وتحذير إسرائيلي لحزب الله". الجزيرة. 4 ديسمبر 2024. اطلع عليه بتاريخ 2024-12-04.
50. ↑  "ارتفاع حصيلة شهداء العدوان الإسرائيلي على غزة إلى 44532 شهيدا". قناة المملكة. 4 ديسمبر 2024. مؤرشف من الأصل في 2024-12-07. اطلع عليه بتاريخ 2024-12-04.
51. ↑  "الاحتلال يشن حملة مداهمات واعتقالات بالضفة تركزت شمال رام الله". المركز الفلسطيني للإعلام. 4 ديسمبر 2024. مؤرشف من الأصل في 2025-01-23. اطلع عليه بتاريخ 2024-12-04.
52. ↑  "الإبادة في يومها الـ 425.. قصفٌ مكثَّف على بيت لاهيا ومفقودون تحت الأنْقاض في المُحافظة الوسطى". فلسطين أون لاين. 4 ديسمبر 2024. اطلع عليه بتاريخ 2024-12-04.
53. ↑  "10 شهداء في قصف إسرائيلي على شرقي مدينة رفح". فلسطين أون لاين. 4 ديسمبر 2024. اطلع عليه بتاريخ 2024-12-04.
54. ↑  "IDF says 3 gunmen planning 'imminent terror attack' killed in West Bank drone strike". Times of Israel (بالإنجليزية). 4 Dec 2024. Archived from the original on 2025-01-23. Retrieved 2024-12-04.
55. ↑  "استشهاد فتى متأثرا بإصابته برصاص الاحتلال في القدس". وكالة الأنباء الفلسطينية وفا. 4 ديسمبر 2024. مؤرشف من الأصل في 2025-01-23. اطلع عليه بتاريخ 2024-12-04.
56. ↑  "مراسلنا: مقتل 18 فلسطينيا في غارات إسرائيلية على قطاع غزة منذ فجر اليوم". RT عربي. 4 ديسمبر 2024. مؤرشف من الأصل في 2024-12-04. اطلع عليه بتاريخ 2024-12-04.
57. ↑  ""Israel Builds Bases in Central Gaza, a Sign It May Be There to Stay"". The New York Times (بالإنجليزية). 4 Dec 2024. Archived from the original on 2025-04-05. Retrieved 2024-12-04.
58. ↑  "الاحتلال يعتقل 22 مواطنا من الضفة بينهم طفلان وسيدة". وكالة الأنباء الفلسطينية وفا. 4 ديسمبر 2024. مؤرشف من الأصل في 2025-01-23. اطلع عليه بتاريخ 2024-12-04.
59. ↑  "الصحة بغزة: أكثر من 100 مريض بمستشفى كمال عدون معرضون للموت". شبكة الصحافة الفلسطينية. 4 ديسمبر 2024. مؤرشف من الأصل في 2024-12-12. اطلع عليه بتاريخ 2024-12-04.
60. ↑  "استشهاد مسن فلسطيني في نابلس إثر ضربه من جنود الاحتلال". المركز الفلسطيني للإعلام. 4 ديسمبر 2024. مؤرشف من الأصل في 2025-01-23. اطلع عليه بتاريخ 2024-12-04.
61. ↑  "الصحة العالمية تجلي 11 طفلاً مصاباً بالسرطان إلى الأردن". المركز الفلسطيني للإعلام. 4 ديسمبر 2024. مؤرشف من الأصل في 2025-01-23. اطلع عليه بتاريخ 2024-12-04.
62. ↑  "بيان إسرائيلي عاجل إلى سكان لبنان". النهار - لبنان. 4 ديسمبر 2024. مؤرشف من الأصل في 2024-12-04. اطلع عليه بتاريخ 2024-12-04.
63. ↑  ""Israel claims 122 humanitarian aid trucks entered northern Gaza". Al Jazeera (بالإنجليزية). 4 Dec 2024. Archived from the original on 2025-04-10. Retrieved 2024-12-04.
64. ↑  "israel-rejects-claims-it-is-restricting-gaza-aid-says-hundreds-of-trucks-waiting". Al Jazeera (بالإنجليزية). 4 Dec 2024. Archived from the original on 2025-02-22. Retrieved 2024-12-04.
65. ↑  "تحت وطأة القصف.. الاحتلال يُهجّر آلاف الفلسطينيين من بيت لاهيا". شبكة الصحافة الفلسطينية. 4 ديسمبر 2024. مؤرشف من الأصل في 2025-01-23. اطلع عليه بتاريخ 2024-12-04.
66. ↑  "فصائل المقاومة تقنص 3 جنود وتستهدف آليات الاحتلال في محاور التوغل". المركز الفلسطيني للإعلام. 4 ديسمبر 2024. مؤرشف من الأصل في 2025-01-23. اطلع عليه بتاريخ 2024-12-04.
67. ↑  "بالقذائف والعبوات والصواريخ.. المقاومة في غزة تستهدف قوات الاحتلال وآلياته (فيديو)". الميادين. 4 ديسمبر 2024. مؤرشف من الأصل في 2025-01-26. اطلع عليه بتاريخ 2024-12-04.
68. ↑  "10 شهداء في قصف الاحتلال لمنزل في شمال غزة". وكالة قدس برس. 4 ديسمبر 2024. مؤرشف من الأصل في 2025-01-23. اطلع عليه بتاريخ 2024-12-04.
69. ↑  "Israel says body of hostage Itay Svirsky recovered from Gaza". BBC News (بالإنجليزية). 4 Dec 2024. Archived from the original on 2025-02-18. Retrieved 2024-12-04.
70. ↑  ""5 Israelis from southern city Arad illegally cross into Lebanon, are detained by IDF"". Times of Israel (بالإنجليزية). 4 Dec 2024. Archived from the original on 2024-12-08. Retrieved 2024-12-04.
71. ↑  "مجزرة بمدينة غزة وأخرى بمواصي خانيونس.. الاحتلال يستهدف خيام النازحين". التلفزيون العربي. 4 ديسمبر 2024. مؤرشف من الأصل في 2025-01-23. اطلع عليه بتاريخ 2024-12-04.
72. ↑  "20 شهيدا بقصف إسرائيلي لمخيم نازحين بمواصي خان يونس". الجزيرة. 4 ديسمبر 2024. مؤرشف من الأصل في 2024-12-07. اطلع عليه بتاريخ 2024-12-04.
73. ↑  ""Israeli army claims captives recovered dead could have been killed by Hamas"". Times of Israel (بالإنجليزية). 4 Dec 2024. Archived from the original on 2025-01-15. Retrieved 2024-12-04.
74. ↑  "الحرب على غزة مباشر.. قصف ومعارك ميدانية ومقترح جديد لوقف إطلاق النار". الجزيرة. 5 ديسمبر 2024. مؤرشف من الأصل في 2024-12-04. اطلع عليه بتاريخ 2024-12-05.
75. ↑  "الصحة بغزة: 48 شهيداً خلال الـ 24 ساعة الماضية". دنيا الوطن. 5 ديسمبر 2024. مؤرشف من الأصل في 2024-12-07. اطلع عليه بتاريخ 2024-12-05.
76. ↑  "تحقيق لمنظمة العفو الدولية يخلُص إلى أن إسرائيل ترتكب "جريمة الإبادة الجماعية" في قطاع غزّة". مونت كارلو الدولية / MCD. 5 ديسمبر 2024. مؤرشف من الأصل في 2024-12-07. اطلع عليه بتاريخ 2024-12-05.
77. ↑  ""Amnesty International says there is 'sufficient evidence' to accuse Israel of genocide in Gaza"". CNN (بالإنجليزية). 5 Dec 2024. Archived from the original on 2025-05-04. Retrieved 2024-12-05.
78. ↑  "اقتحام بلدات حول نابلس والاحتلال يعتقل 28 فلسطينيا". الجزيرة. 5 ديسمبر 2024. مؤرشف من الأصل في 2024-12-05. اطلع عليه بتاريخ 2024-12-05.
79. ↑  "36 شهيدا بغزة والمقاومة تستهدف الاحتلال في جباليا ورفح". الجزيرة. 5 ديسمبر 2024. مؤرشف من الأصل في 2024-12-06. اطلع عليه بتاريخ 2024-12-06.
80. ↑  "محدث مجازر مروعة وشلام دمٍ لا يتوقَّف.. الاحتلال يُواصل حرب "الإبادة الجماعيَّة" على قطاع غزَّة". فلسطين أون لاين. 5 ديسمبر 2024. اطلع عليه بتاريخ 2024-12-06.
81. ↑  "لليوم الـ 426.. القسام يستهدف 50 جندياً بعبوة مضادة للأفراد". المركز الفلسطيني للإعلام. 5 ديسمبر 2024. مؤرشف من الأصل في 2025-01-23. اطلع عليه بتاريخ 2024-12-05.
82. ↑  ""كتائب القسام" تعلن استهداف قوة إسرائيلية راجلة جنوب غزة". RT عربي. 4 ديسمبر 2024. اطلع عليه بتاريخ 2024-12-04.
83. ↑  "المقاومة الفلسطينية تقصف تجمعات جنود الاحتلال وتستهدف آلياته في شمالي قطاع غزة". الميادين. 4 ديسمبر 2024. مؤرشف من الأصل في 2025-01-21. اطلع عليه بتاريخ 2024-12-04.
84. ↑  ""18,000 Palestinians said to evacuate north Gaza's Beit Lahiya in past day"". Times of Israel (بالإنجليزية). 4 Dec 2024. Archived from the original on 2025-04-20. Retrieved 2024-12-04.
85. ↑  "أبو صفية: استشهاد طفل و12 إصابة في استهداف صهيوني لمستشفى كمال عدوان". المركز الفلسطيني للإعلام. 4 ديسمبر 2024. مؤرشف من الأصل في 2025-01-23. اطلع عليه بتاريخ 2024-12-04.
86. ↑  "الحرب على غزة مباشر.. مجزرة بمحيط مستشفى كمال عدوان وتفاؤل إسرائيلي حذر بشأن الصفقة". الجزيرة. 6 ديسمبر 2024. مؤرشف من الأصل في 2024-12-19. اطلع عليه بتاريخ 2024-12-06.
87. ↑  "3 مجازر و32 شهيدًا حصيلة عدوان الاحتلال جنوب قطاع غزة في 24 ساعة". المركز الفلسطيني للإعلام. 6 ديسمبر 2024. مؤرشف من الأصل في 2025-01-24. اطلع عليه بتاريخ 2024-12-06.
88. ↑  "الأكبر منذ اتفاقية أوسلو.. الاحتلال يعلن مصادرة 24 ألف دونم بالضفة". المركز الفلسطيني للإعلام. 6 ديسمبر 2024. مؤرشف من الأصل في 2025-01-23. اطلع عليه بتاريخ 2024-12-06.
89. ↑  "الاحتلال يُواصل حربَ "الإبادة الجماعيَّة" على غزَّة لليوم الـ 427 تواليًا". فلسطين أون لاين. 6 ديسمبر 2024. اطلع عليه بتاريخ 2024-12-06.
90. ↑  "شهيد برصاص الاحتلال في مخيم بلاطة شرق نابلس". المركز الفلسطيني للإعلام. 6 ديسمبر 2024. مؤرشف من الأصل في 2025-01-23. اطلع عليه بتاريخ 2024-12-06.
91. ↑  "إصابة طفل برصاص الاحتلال في مخيم الجلزون شمال رام الله". المركز الفلسطيني للإعلام. 6 ديسمبر 2024. مؤرشف من الأصل في 2025-01-23. اطلع عليه بتاريخ 2024-12-06.
92. ↑  "اشتباكات بمخيم بلاطة وسرايا القدس تبث صورا لاستهداف آليات الاحتلال". الجزيرة. 6 ديسمبر 2024. مؤرشف من الأصل في 2024-12-08. اطلع عليه بتاريخ 2024-12-06.
93. ↑  "IDF says it killed Hamas officers involved in Oct. 7 glider infiltration, massacres". Times of Israel. 6 ديسمبر 2024. مؤرشف من الأصل في 2025-04-20. اطلع عليه بتاريخ 2024-12-06.
94. ↑  ""Israeli strikes hit two Syria border crossings with Lebanon"". Reuters. 6 ديسمبر 2024. مؤرشف من الأصل في 2025-01-20. اطلع عليه بتاريخ 2024-12-06.
95. ↑  "عشرات الشهداء بمحيط مستشفى كمال عدوان بعد اقتحامه من قبل الاحتلال". الجزيرة. 6 ديسمبر 2024. مؤرشف من الأصل في 2024-12-15. اطلع عليه بتاريخ 2024-12-06.
96. ↑  "30 شهيدًا بمجزرة إسرائيلية محيط مستشفى كمال عدوان شمال غزة". المركز الفلسطيني للإعلام. 6 ديسمبر 2024. مؤرشف من الأصل في 2025-01-23. اطلع عليه بتاريخ 2024-12-06.
97. ↑  "الاحتلال يعتقل ثلاثة صحفيين وينكل بآخرين قرب بلدة سنجل شمال رام الله". وكالة الأنباء الفلسطينية وفا. 6 ديسمبر 2024. مؤرشف من الأصل في 2025-01-23. اطلع عليه بتاريخ 2024-12-06.
98. ↑  "المقاومة الفلسطينية تقصف تجمعات وآليات الاحتلال في محور نتساريم وسط قطاع غزة". الميادين. 6 ديسمبر 2024. مؤرشف من الأصل في 2025-01-23. اطلع عليه بتاريخ 2024-12-06.
99. ↑  "عشرات الشهداء في مجازر بغزة والاحتلال يصعد عملياته شمال القطاع". الجزيرة. 6 ديسمبر 2024. مؤرشف من الأصل في 2024-12-10. اطلع عليه بتاريخ 2024-12-06.
100. ↑  "17 شهيدًا وعشرات الجرحى بقصف منزل في النصيرات". المركز الفلسطيني للإعلام. 6 ديسمبر 2024. مؤرشف من الأصل في 2025-01-24. اطلع عليه بتاريخ 2024-12-06.
101. ↑  "الاحتلال يواصل قصف أنحاء قطاع غزة لليوم الـ427.. ويرتكب مجزرة في النصيرات". الميادين. 6 ديسمبر 2024. مؤرشف من الأصل في 2025-01-23. اطلع عليه بتاريخ 2024-12-06.
102. ↑  "نحو 20 شهيدا بقصف للاحتلال على النصيرات وسط قطاع غزة". وكالة الأنباء الفلسطينية وفا. 6 ديسمبر 2024. مؤرشف من الأصل في 2024-12-11. اطلع عليه بتاريخ 2024-12-06.
103. ↑  "Iran Update, December 6, 2024". Critical Threats. مؤرشف من الأصل في 2025-03-06. اطلع عليه بتاريخ 2024-12-07.
104. ↑  "الحرب على غزة مباشر.. عشرات الشهداء بالقطاع وغوتيريش يصف ما يحدث بالكابوس". الجزيرة. 7 ديسمبر 2024. مؤرشف من الأصل في 2024-12-09. اطلع عليه بتاريخ 2024-12-07.
105. ↑  "https://alrai.com/article/10859662/عربي-ودولي/صحة-غزة-ارتفاع-حصيلة-شهداء-العدوان-على-القطاع-إلى-44664". صحيفة الرأي. 7 ديسمبر 2024. مؤرشف من الأصل في 2025-01-24. اطلع عليه بتاريخ 2024-12-07. {{استشهاد ويب}}: روابط خارجية في |عنوان= (مساعدة)
106. ↑  ""Air defenses intercept missile launched from Yemen"". The Times of Israel. مؤرشف من الأصل في 2025-01-19. اطلع عليه بتاريخ 2024-12-07.
107. ↑  "استشهاد فلسطيني برصاص الاحتلال على حاجز قلنديا شمال القدس". المركز الفلسطيني للإعلام. 7 ديسمبر 2024. مؤرشف من الأصل في 2025-01-23. اطلع عليه بتاريخ 2024-12-07.
108. ↑  "مستوطنون يهاجمون فلسطينيين في بلدة يطا جنوب الخليل". المركز الفلسطيني للإعلام. 7 ديسمبر 2024. مؤرشف من الأصل في 2025-01-23. اطلع عليه بتاريخ 2024-12-07.
109. ↑  "قناصته تقتل الفلسطينيين في مواصي رفح.. الاحتلال يرتكب مجزرة في النصيرات". التلفزيون العربي. 7 ديسمبر 2024. مؤرشف من الأصل في 2025-01-23. اطلع عليه بتاريخ 2024-12-07.
110. ↑  "قصف مكثف على وسط غزة.. والاحتلال يستهدف خيام النازحين في المواصي". الغد. 7 ديسمبر 2024. مؤرشف من الأصل في 2025-01-23. اطلع عليه بتاريخ 2024-12-07.
111. ↑  "شهيد في استهداف مسيرة إسرائيلية دراجة نارية في دير سريان". جنوبية. 7 ديسمبر 2024. مؤرشف من الأصل في 2025-01-24. اطلع عليه بتاريخ 2024-12-07.
112. ↑  "خروقات متواصلة.. الاحتلال ينفذ عمليات نسف لمنازل في الخيام والعديسة". الميادين. 7 ديسمبر 2024. مؤرشف من الأصل في 2025-01-23. اطلع عليه بتاريخ 2024-12-07.
113. ↑  "الاحتلال يتركب 4 مجازر خلال 24 ساعة في غزة". الغد. 7 ديسمبر 2024. مؤرشف من الأصل في 2025-01-24. اطلع عليه بتاريخ 2024-12-07.
114. ↑  "الاحتلال يعتقل مصابا ويعتدي على الطاقم الطبي بعد اقتحامه مركزا صحيا في سلواد". المركر الفلسطيني للإعلام. 7 ديسمبر 2024. مؤرشف من الأصل في 2025-01-23. اطلع عليه بتاريخ 2024-12-07.
115. ↑  "الدفاع المدني يطالب الأمم المتحدة بإدخال الوقود له ليستمر في الاستجابة الإنسانية". المركز الفلسطيني للإعلام. 7 ديسمبر 2024. مؤرشف من الأصل في 2025-01-23. اطلع عليه بتاريخ 2024-12-07.
116. ↑  "المقاومة الفلسطينية تستهدف آلية عسكرية للاحتلال شرقي رفح في قطاع غزة". الميادين. 7 ديسمبر 2024. مؤرشف من الأصل في 2025-01-13. اطلع عليه بتاريخ 2024-12-07.
117. ↑  "الدفاع المدني يعلن استشهاد أحد عناصره شمال غزة". المركز الفلسطيني للإعلام. 7 ديسمبر 2024. مؤرشف من الأصل في 2025-01-23. اطلع عليه بتاريخ 2024-12-07.
118. ↑  "COGAT: More than 3,200 tons of flour delivered to Gaza this week via Israel". Times of Israel. 7 ديسمبر 2024. مؤرشف من الأصل في 2024-12-07. اطلع عليه بتاريخ 2024-12-07.
119. ↑  "مستوطنون يعتدون على مواطنين في القدس ويقتلعون أشجار زيتون بسلفيت". المركز الفلسطيني للإعلام. 7 ديسمبر 2024. مؤرشف من الأصل في 2025-01-24. اطلع عليه بتاريخ 2024-12-07.
120. ↑  ""Israeli military says it struck 'Hezbollah fighter threatening troops' in southern Lebanon"". Al Arabiya. 7 ديسمبر 2024. اطلع عليه بتاريخ 2024-12-07.
121. ↑  "حرب الإبادة تسفر عن 4 آلاف مبتور وألفي إصابة عمود فقري ودماغ". فلسطين أون لاين. 7 ديسمبر 2024. اطلع عليه بتاريخ 2024-12-07.
122. ↑  "إصابة جنود إسرائيليين في عملية دهس". فلسطين أون لاين. 7 ديسمبر 2024. اطلع عليه بتاريخ 2024-12-07.
123. ↑  "الاحتلال يرتكب 4 مجازر في غزة ويواصل قصف مستشفى كمال عدوان". الجزيرة. 7 ديسمبر 2024. مؤرشف من الأصل في 2024-12-08. اطلع عليه بتاريخ 2024-12-07.
124. ↑  ""أكثر من 100 قذيفة والأضرار خطيرة".. العدوان على مستشفى كمال عدوان مستمر". الميادين. 7 ديسمبر 2024. مؤرشف من الأصل في 2025-01-16. اطلع عليه بتاريخ 2024-12-07.
125. ↑  "وزارة الصحة اللبنانية: 5 شهداء و5 جرحى في الاعتداء الإسرائيلي على قرية بيت ليف". الميادين. 7 ديسمبر 2024. مؤرشف من الأصل في 2025-01-18. اطلع عليه بتاريخ 2024-12-07.
126. ↑  ""IDF soldier killed by Hamas anti-tank fire during fighting in southern Gaza"". Times of Israel. 7 ديسمبر 2024. مؤرشف من الأصل في 2025-01-19. اطلع عليه بتاريخ 2024-12-07.
127. ↑  "الحرب على غزة مباشر.. مقتل ضابط إسرائيلي وسط استمرار مجازر الاحتلال بالقطاع". الجزيرة. 8 ديسمبر 2024. مؤرشف من الأصل في 2024-12-07. اطلع عليه بتاريخ 2024-12-08.
128. ↑  "مجازر جديدة بغزة أسفرت عن 44 شهيدا خلال 24 ساعة". وكالة معا الإخبارية. 8 ديسمبر 2024. مؤرشف من الأصل في 2025-01-18. اطلع عليه بتاريخ 2024-12-08.
129. ↑  "القسام يعلن تدمير ناقلة جند صهيونية برفح والاحتلال يقر بمقتل ضابط فيها". المركز الفلسطيني للإعلام. 8 ديسمبر 2024. مؤرشف من الأصل في 2025-01-23. اطلع عليه بتاريخ 2024-12-08.
130. ↑  "شهداء بغارات على غزة والقسام تدمر ناقلة جند للاحتلال برفح". الجزيرة. 8 ديسمبر 2024. مؤرشف من الأصل في 2024-12-09. اطلع عليه بتاريخ 2024-12-08.
131. 1 2  "آخر التَّطوُّرات.. حرب "الإبادة الجماعيَّة" على غزَّة تدخل يومها الـ 429 تواليًا". فلسطين أون لاين. 8 ديسمبر 2024. اطلع عليه بتاريخ 2024-12-08.
132. ↑  "الاحتلال يقتحم مناطق بالضفة ويعتقل 3 فلسطينيين". الجزيرة. 8 ديسمبر 2024. اطلع عليه بتاريخ 2024-12-08.
133. ↑  "تخللها اشتباكات.. الاحتلال يواصل اعتقالاته واعتداءات في الضفة". المركز الفلسطيني للإعلام. 8 ديسمبر 2024. مؤرشف من الأصل في 2024-12-08. اطلع عليه بتاريخ 2024-12-08.
134. ↑  "مستوطنون يحرقون خيمة ويعتدون على مواطن وعائلته في بيت لحم". المركز الفلسطيني للإعلام. 8 ديسمبر 2024. مؤرشف من الأصل في 2025-01-23. اطلع عليه بتاريخ 2024-12-08.
135. ↑  "مستوطنون يقتحمون المسجد الأقصى بحماية الاحتلال". الجزيرة. 8 ديسمبر 2024. مؤرشف من الأصل في 2025-01-23. اطلع عليه بتاريخ 2024-12-08.
136. ↑  "عملية مشتركة بين "المقاومة العراقية" والقوات اليمنية تضرب هدفاً حيوياً جنوبي فلسطين". شفق نيوز. 8 ديسمبر 2024. مؤرشف من الأصل في 2025-01-23. اطلع عليه بتاريخ 2024-12-08.
137. ↑  "إصابة 4 مواطنين برصاص الاحتلال في قلقيلية". المركز الفلسطيني للإعلام. 8 ديسمبر 2024. مؤرشف من الأصل في 2025-02-09. اطلع عليه بتاريخ 2024-12-08.
138. ↑  "المقاومة الفلسطينية تستدرج قوة للاحتلال بكمين.. وتقصف مقراً للقيادة في "نتساريم"". الميادين. 8 ديسمبر 2024. مؤرشف من الأصل في 2025-02-10. اطلع عليه بتاريخ 2024-12-08.
139. ↑  "شهداء وجرحى جراء قصف الاحتلال عدة مناطق في غزة". وكالة الأنباء الفلسطينية وفا. 8 ديسمبر 2024. مؤرشف من الأصل في 2025-01-23. اطلع عليه بتاريخ 2024-12-08.
140. ↑  "25 شهيدا بينهم أطفال ونساء وعدد من الجرحى إثر قصف للاحتلال استهدف مدينة غزة ومخيم البريج". وكالة الأنباء الفلسطينية وفا. 8 ديسمبر 2024. مؤرشف من الأصل في 2024-12-11. اطلع عليه بتاريخ 2024-12-08.
141. ↑  "الصحة: إصابة 6 مرضى بعد استهداف الاحتلال للمستشفى الإندونيسي". المركز الفلسطيني للإعلام. 8 ديسمبر 2024. مؤرشف من الأصل في 2025-02-09. اطلع عليه بتاريخ 2024-12-08.
142. ↑  "الاحتلال يغتال الأسير المحرر غباين وزوجته بقصف خيمته وسط غزة". المركز الفلسطيني للإعلام. 8 ديسمبر 2024. مؤرشف من الأصل في 2024-12-27. اطلع عليه بتاريخ 2024-12-08.
143. ↑  ""جيش" الاحتلال يعزز قواته في المنطقة العازلة بالجولان.. ويدخل إلى القنيطرة جنوبي سوريا". الميادين. 8 ديسمبر 2024. مؤرشف من الأصل في 2025-02-10. اطلع عليه بتاريخ 2024-12-08.
144. ↑  "نتنياهو: أمرت الجيش بالسيطرة على "المنطقة العازلة" في سوريا.. وسقوط الأسد نتيجة مباشرة لضرباتنا". سي إن إن عربية. 8 ديسمبر 2024. مؤرشف من الأصل في 2024-12-16. اطلع عليه بتاريخ 2024-12-08.
145. ↑  ""Israeli Air Force captures Syrian side of Mount Hermon, located within buffer zone, without resistance"". Times of Israel. 8 ديسمبر 2024. مؤرشف من الأصل في 2025-05-03. اطلع عليه بتاريخ 2024-12-08.
146. ↑  "عدوان إسرائيلي استهدف حي المزة بدمشق وقاعدة جوية جنوب سوريا". الميادين. 8 ديسمبر 2024. مؤرشف من الأصل في 2025-01-14. اطلع عليه بتاريخ 2024-12-08.
147. ↑  "Two security sources: Supposed Israeli raids hit part of Damascus". Reuters. 8 ديسمبر 2024. مؤرشف من الأصل في 2025-02-01. اطلع عليه بتاريخ 2024-12-08.
148. ↑  "القسام تكشف تفاصيل جديدة عن كمين رفح المركب". المركز الفلسطيني للإعلام. 8 ديسمبر 2024. مؤرشف من الأصل في 2025-02-17. اطلع عليه بتاريخ 2024-12-08.
149. ↑  "الحرب على غزة.. الاحتلال يكثف هجماته بالقطاع والمقاومة تستهدفه بكمائن". الجزيرة. 9 ديسمبر 2024. مؤرشف من الأصل في 2025-02-18. اطلع عليه بتاريخ 2024-12-09.
150. ↑  ""صحة غزة": استشهاد 50 شخصًا في 3 مجازر ارتكبها الاحتلال خلال 24 ساعة". رؤيا الإخباري. 9 ديسمبر 2024. مؤرشف من الأصل في 2024-12-09. اطلع عليه بتاريخ 2024-12-09.
151. ↑  "انفجار مسيّرة في "يفنيه" شمالي أسدود.. قادمة من اليمن". الميادين. 9 ديسمبر 2024. مؤرشف من الأصل في 2025-01-21. اطلع عليه بتاريخ 2024-12-09.
152. ↑  "drone from-Yemen damage-apartment block in-yavne flying in-undetected no-injuries". Times of Israel. 9 ديسمبر 2024. مؤرشف من الأصل في 2025-02-10. اطلع عليه بتاريخ 2024-12-09.
153. ↑  "الاحتلال يعتقل 16 مواطناً على الأقل من الضفة". وكالة الأنباء الفلسطينية وفا. 9 ديسمبر 2024. مؤرشف من الأصل في 2025-01-23. اطلع عليه بتاريخ 2024-12-09.
154. ↑  "(محدث) 3 شهداء وعدد من الجرحى في قصف الاحتلال مدينة رفح". وكالة الأنباء الفلسطينية وفا. 9 ديسمبر 2024. مؤرشف من الأصل في 2025-01-23. اطلع عليه بتاريخ 2024-12-09.
155. ↑  "آخر التَّطوُّرات.. حربُ "الإبادة الجماعيَّة" على غزَّة تدخلُ يومها الـ 430 تواليًا". فلسطين أون لاين. 9 ديسمبر 2024. اطلع عليه بتاريخ 2024-12-09.
156. ↑  "قصف إسرائيلي مكثف على مناطق متفرقة من غزة واستهداف للنازحين". وكالة الأنباء الفلسطينية وفا. 9 ديسمبر 2024. مؤرشف من الأصل في 2025-02-13. اطلع عليه بتاريخ 2024-12-09.
157. ↑  "اليوم الـ430 للعدوان.. جرائم الاحتلال بحق المدنيين في غزة لا تتوقف". الغد. 9 ديسمبر 2024. مؤرشف من الأصل في 2025-01-24. اطلع عليه بتاريخ 2024-12-09.
158. ↑  "شهداء ومصابون في قصف الاحتلال مدرسة تؤوي نازحين في مخيم جباليا شمال قطاع غزة". وكالة الأنباء الفلسطينية وفا. 9 ديسمبر 2024. مؤرشف من الأصل في 2024-12-11. اطلع عليه بتاريخ 2024-12-09.
159. ↑  "استشهاد طفلين في قصف الاحتلال مخيم المغازي وسط قطاع غزة". وكالة الأنباء الفلسطينية وفا. 9 ديسمبر 2024. مؤرشف من الأصل في 2024-12-11. اطلع عليه بتاريخ 2024-12-09.
160. ↑  "مروحيّات الإنقاذ هبطتْ 3 مرات".. تقارير عبريَّة تكشفُ تفاصيلَ حدثٍ أمني "صعْب" في معارك جباليا (شاهد)". فلسطين اون لاين (بالإنجليزية). Retrieved 2024-12-09.
161. ↑  "Two Israeli soldiers killed in Jabalia clashes". Middle East Eye (بالإنجليزية). Archived from the original on 2025-02-09. Retrieved 2024-12-09.
162. ↑  ""IDF says four reservists killed in 'operational accident' in south Lebanon"". Times of Israel. 9 ديسمبر 2024. مؤرشف من الأصل في 2025-02-10. اطلع عليه بتاريخ 2024-12-09.
163. ↑  "خرق إسرائيلي جديد... استهداف سيارة قُرب حاجز للجيش اللبناني عند مدخل بنت جبيل". Times of Israel. 9 ديسمبر 2024. مؤرشف من الأصل في 2025-05-20. اطلع عليه بتاريخ 2024-12-09.
164. ↑  ""Police accuse Nof Hagalil man of burning cars, spray-painting messages for Iran"". Times of Israel. 9 ديسمبر 2024. مؤرشف من الأصل في 2025-01-24. اطلع عليه بتاريخ 2024-12-09.
165. ↑  "شهيدان في طوباس وحملة اعتقالات واقتحامات بأنحاء الضفة". الجزيرة. 9 ديسمبر 2024. مؤرشف من الأصل في 2024-12-09. اطلع عليه بتاريخ 2024-12-09.
166. ↑  "استشهاد مقاومين اثنين في قصف إسرائيلي شمال طوباس". المركز الفلسطيني للإعلام. 9 ديسمبر 2024. مؤرشف من الأصل في 2025-01-23. اطلع عليه بتاريخ 2024-12-09.
167. ↑  ""سرايا القدس" تتصدى لآليات الاحتلال الإسرائيلي في طوباس شمالي الضفة". 9 ديسمبر 2024. مؤرشف من الأصل في 2025-01-25. اطلع عليه بتاريخ 2024-12-09.
168. ↑  "الحوثيون: نفذنا عملية عسكرية نوعية استهدفت هدفا حساسا بمنطقة "يفنة" في إسرائيل بطائرة مسيّرة". RT عربي. 9 ديسمبر 2024. مؤرشف من الأصل في 2024-12-09. اطلع عليه بتاريخ 2024-12-09.
169. ↑  "المقاومة الفلسطينية في غزة تستهدف مقر قيادة الاحتلال ومرابض مدافعه في "نتساريم"". الميادين. 9 ديسمبر 2024. مؤرشف من الأصل في 2025-01-14. اطلع عليه بتاريخ 2024-12-09.
170. ↑  "3 Israeli troops killed, 12 injured in fighting in northern Gaza". Times of Israel. 9 ديسمبر 2024. مؤرشف من الأصل في 2025-04-18. اطلع عليه بتاريخ 2024-12-09.
171. ↑  "مقتل 3 جنود إسرائيليين وإصابة 12 في معارك بمخيم جباليا". Times of Israel. 9 ديسمبر 2024. مؤرشف من الأصل في 2024-12-27. اطلع عليه بتاريخ 2024-12-09.
172. ↑  "20 شهيدًا إثر قصف إسرائيلي استهدف منازل في بيت حانون". المركز الفلسطيني للإعلام. 9 ديسمبر 2024. مؤرشف من الأصل في 2025-01-23. اطلع عليه بتاريخ 2024-12-09.
173. ↑  "الحرب على غزة مباشر.. عشرات الشهداء بالقطاع ومقتل 3 جنود إسرائيليين بجباليا". الجزيرة. 10 ديسمبر 2024. مؤرشف من الأصل في 2025-01-23. اطلع عليه بتاريخ 2024-12-10.
174. ↑  "الصحة بغزة: 28 شهيد بمجازر الاحتلال خلال 24 ساعة ماضية". دنيا الوطن. 10 ديسمبر 2024. مؤرشف من الأصل في 2024-12-19. اطلع عليه بتاريخ 2024-12-10.
175. ↑  ""مجازر متواصلة وشهداء بالعشرات".. الاحتلال يُواصل حرب "الإبادة الجماعيَّة" على غزة لليوم الـ 431". فلسطين أون لاين. 10 ديسمبر 2024. اطلع عليه بتاريخ 2024-12-10.
176. ↑  "الدفاع المدني بغزة: مقتل 25 شخصا في استهداف الطيران الإسرائيلي منزلا شمال القطاع". RT عربي. 10 ديسمبر 2024. اطلع عليه بتاريخ 2024-12-10.
177. ↑  "إصابة شابين في بلدة عزون والاحتلال يشن حملة دهم واعتقال بالضفة". المركز الفلسطيني للإعلام. 10 ديسمبر 2024. مؤرشف من الأصل في 2025-02-09. اطلع عليه بتاريخ 2024-12-10.
178. ↑  "الاحتلال يجدد اقتحامه بلدات ومدن الضفة ويعتقل أسيرا محررا". الجزيرة. 10 ديسمبر 2024. مؤرشف من الأصل في 2024-12-12. اطلع عليه بتاريخ 2024-12-10.
179. ↑  "الاحتلال يهدم قرية العراقيب مسلوبة الاعتراف للمرة 233". المركز الفلسطيني للإعلام. 10 ديسمبر 2024. مؤرشف من الأصل في 2025-02-09. اطلع عليه بتاريخ 2024-12-10.
180. ↑  ""IDF: Airstrike kills 10 Hamas operatives involved in slaying of 3 soldiers yesterday"". The Times of Israel. 10 ديسمبر 2024. مؤرشف من الأصل في 2025-01-14. اطلع عليه بتاريخ 2024-12-10.
181. ↑  "الدفاع المدني: العدو يرتكب مجزرة واستشهاد 25 مواطنا في بيت حانون شمال غزة". أمد للإعلام. 10 ديسمبر 2024. مؤرشف من الأصل في 2025-01-23. اطلع عليه بتاريخ 2024-12-10.
182. ↑  "قوات الاحتلال البحرية تعتقل 6 صيادين في بحر غزة". المركز الفلسطيني للإعلام. 10 ديسمبر 2024. مؤرشف من الأصل في 2024-12-13. اطلع عليه بتاريخ 2024-12-10.
183. ↑  "الاحتلال يستهدف بنت جبيل ويطلق النار على اليونيفيل والجيش اللبناني". الميادين - لبنان. 10 ديسمبر 2024. مؤرشف من الأصل في 2025-01-13. اطلع عليه بتاريخ 2024-12-10.
184. ↑  "المقاومة الفلسطينية توثق عملياتها ضد قوات الاحتلال في محاور قطاع غزة (فيديو)". الميادين. 10 ديسمبر 2024. مؤرشف من الأصل في 2025-01-13. اطلع عليه بتاريخ 2024-12-10.
185. ↑  ""201 trucks of humanitarian aid entered Gaza yesterday, says COGAT"". Times of Israel. 10 ديسمبر 2024. مؤرشف من الأصل في 2024-12-13. اطلع عليه بتاريخ 2024-12-10.
186. ↑  "الحوثيون يعلنون تنفيذ عمليات نوعية ضد سفن ومدمرات أمريكية وأهداف للاحتلال". المهرية نت. 10 ديسمبر 2024. مؤرشف من الأصل في 2025-01-25. اطلع عليه بتاريخ 2024-12-10.
187. ↑  "الحرب على غزة.. عشرات الشهداء بالقطاع ونتنياهو أمام المحكمة بقضايا فساد". الجزيرة. 11 ديسمبر 2024. مؤرشف من الأصل في 2024-12-10. اطلع عليه بتاريخ 2024-12-11.
188. ↑  "الصِّحَّة بغزَّة: ارتفاع حصيلة ضحايا العدوان "الإسرائيلي" إلى 44,805 شهداء". فلسطين أون لاين. 11 ديسمبر 2024. اطلع عليه بتاريخ 2024-12-11.
189. ↑  "المقاومة الفلسطينية تقصف تحشدات ومواقع الاحتلال في محاور قطاع غزة (فيديو)". الميادين. 11 ديسمبر 2024. مؤرشف من الأصل في 2025-01-14. اطلع عليه بتاريخ 2024-12-11.
190. ↑  "القسام تستهدف ناقلة جند إسرائيلية في جباليا وتدمّرها". المركز الفلسطيني للإعلام. 11 ديسمبر 2024. مؤرشف من الأصل في 2025-01-23. اطلع عليه بتاريخ 2024-12-11.
191. ↑  "الاحتلال يستهدف المُستشفى الإندونيسي عدَّة مرَّات و60 جريحًا يواجهون خطَر الموت". المركز الفلسطيني للإعلام. 11 ديسمبر 2024. مؤرشف من الأصل في 2025-01-23. اطلع عليه بتاريخ 2024-12-11.
192. ↑  "الاحتلال الإسرائيلي يقتحم عدة مناطق ويصادر أراضي بالضفة". الجزيرة. 11 ديسمبر 2024. مؤرشف من الأصل في 2025-01-06. اطلع عليه بتاريخ 2024-12-11.
193. ↑  "إصابة 3 مستوطنين وجيش الاحتلال يقتحم 3 مصارف برام الله". الجزيرة. 11 ديسمبر 2024. مؤرشف من الأصل في 2024-12-14. اطلع عليه بتاريخ 2024-12-11.
194. ↑  "قصف إسرائيلي لمنزل عائلة البيومي في مخيم النصيرات". الجزيرة. 11 ديسمبر 2024. مؤرشف من الأصل في 2025-01-13. اطلع عليه بتاريخ 2024-12-11.
195. ↑  "شهداء في بيت لاهيا والنصيرات والمقاومة تستهدف الاحتلال برفح". الجزيرة. 11 ديسمبر 2024. مؤرشف من الأصل في 2024-12-13. اطلع عليه بتاريخ 2024-12-11.
196. ↑  "الاحتلال يقصف 3 منازل بسكانها وينسف مربعات سكنية شمال قطاع غزة". الجزيرة. 11 ديسمبر 2024. مؤرشف من الأصل في 2025-02-13. اطلع عليه بتاريخ 2024-12-11.
197. ↑  "أكثر من 50 شهيدا في غزة والاحتلال يواصل حرق ونسف المنازل". الجزيرة. 11 ديسمبر 2024. مؤرشف من الأصل في 2024-12-13. اطلع عليه بتاريخ 2024-12-11.
198. ↑  "استشهاد الصحفية إيمان الشنطي وأطفالها بغزة". المركز الفلسطيني للإعلام. 11 ديسمبر 2024. مؤرشف من الأصل في 2025-01-23. اطلع عليه بتاريخ 2024-12-11.
199. ↑  "بعد ارتقاء الصَّحفيَّة "الشَّنطيّ".. ارتفاع عدد الشُّهداء الصَّحفيِّين في غزَّة إلى 193". فلسطين اون لاين. 11 ديسمبر 2024. اطلع عليه بتاريخ 2024-12-11.
200. ↑  ""Israel- Gaza War: IDF Kills Hamas Paragliding Unit Commander"". Asian News International. 11 ديسمبر 2024. مؤرشف من الأصل في 2025-02-10. اطلع عليه بتاريخ 2024-12-11.
201. ↑  "وزارة الصحة اللبنانية: 4 شهداء بغارات إسرائيلية على بنت جبيل وبيت ليف جنوب لبنان". النهار. 11 ديسمبر 2024. مؤرشف من الأصل في 2024-12-11. اطلع عليه بتاريخ 2024-12-11.
202. ↑  "لبنان: الجيش يتمركز في 5 مواقع حول الخيام.. و5 شهداء جرّاء خروقات الاحتلال". الميادين. 11 ديسمبر 2024. مؤرشف من الأصل في 2025-01-26. اطلع عليه بتاريخ 2024-12-11.
203. ↑  "الحرب على غزة مباشر.. استهداف عناصر تأمين المساعدات في رفح وقرار أممي يطالب بوقف إطلاق النار". الجزيرة. 12 ديسمبر 2024. مؤرشف من الأصل في 2024-12-18. اطلع عليه بتاريخ 2024-12-12.
204. ↑  "صحة غزة: 3 مجازر راح ضحيتها 30 شهيدا خلال يوم". وكالة معا الإخبارية. 12 ديسمبر 2024. مؤرشف من الأصل في 2024-12-12. اطلع عليه بتاريخ 2024-12-12.
205. ↑  "مقتل إسرائيلي وإصابة 3 بإطلاق نار على حافلة جنوب القدس". الجزيرة. 12 ديسمبر 2024. مؤرشف من الأصل في 2024-12-29. اطلع عليه بتاريخ 2024-12-12.
206. ↑  "Medics say several hurt, including 12-year-old boy, in suspected West Bank terror shooting". الجزيرة. 12 ديسمبر 2024. مؤرشف من الأصل في 2025-02-10. اطلع عليه بتاريخ 2024-12-12.
207. 1 2  "15 شهيدا و30 جريحا في استهدافين لعناصر تأمين المساعدات في رفح وخان يونس". الغد. 12 ديسمبر 2024. مؤرشف من الأصل في 2025-01-24. اطلع عليه بتاريخ 2024-12-12.
208. ↑  ""IDF says it struck 2 groups of terrorists who planned to seize humanitarian aid trucks in Gaza"". Times of Israel. 12 ديسمبر 2024. مؤرشف من الأصل في 2025-04-18. اطلع عليه بتاريخ 2024-12-12.
209. ↑  "الاحتلال يستولي على 55 دونما شمال القدس". المركز الفلسطيني للإعلام. 12 ديسمبر 2024. مؤرشف من الأصل في 2024-12-22. اطلع عليه بتاريخ 2024-12-12.
210. ↑  "37 شهيدا في غزة بقصف حراس المساعدات ومنزلين وسط القطاع". الجزيرة. 12 ديسمبر 2024. مؤرشف من الأصل في 2024-12-16. اطلع عليه بتاريخ 2024-12-13.
211. ↑  "شهيد برصاص قوات الاحتلال خلال اقتحامها مخيم بلاطة شرق نابلس". الميادين. 12 ديسمبر 2024. مؤرشف من الأصل في 2025-02-11. اطلع عليه بتاريخ 2024-12-12.
212. ↑  ""IDF says drone launched 'from the east' intercepted over southern Israel"". Times of Israel. 12 ديسمبر 2024. مؤرشف من الأصل في 2025-01-25. اطلع عليه بتاريخ 2024-12-12.
213. ↑  ""IDF: Drone from Yemen intercepted near Eilat; sirens in south Israel apparently false alarm"". Times of Israel. 12 ديسمبر 2024. مؤرشف من الأصل في 2025-01-26. اطلع عليه بتاريخ 2024-12-12.
214. ↑  "استشهاد محمد براهمة برصاص الاحتلال في قلقيلية". المركز الفلسطيني للإعلام. 12 ديسمبر 2024. مؤرشف من الأصل في 2025-01-14. اطلع عليه بتاريخ 2024-12-13.
215. ↑  ""IDF says its airstrike took out commander in Hamas weapons manufacturing division"". Times of Israel. 12 ديسمبر 2024. مؤرشف من الأصل في 2025-04-18. اطلع عليه بتاريخ 2024-12-12.
216. ↑  "عشرات المستوطنين يقتحمون الأقصى ويؤدون طقوساً تلمودية". المركز الفلسطيني للإعلام. 12 ديسمبر 2024. مؤرشف من الأصل في 2024-12-14. اطلع عليه بتاريخ 2024-12-12.
217. ↑  "لبنان: شهيد في عدوان إسرائيلي على الخيام بالتزامن مع دخول الجيش اللبناني". الميادين. 12 ديسمبر 2024. مؤرشف من الأصل في 2025-01-26. اطلع عليه بتاريخ 2024-12-13.
218. ↑  ""IDF says it struck Hezbollah operatives spotted violating ceasefire in southern Lebanon"". Times of Israel. 12 ديسمبر 2024. مؤرشف من الأصل في 2025-02-06. اطلع عليه بتاريخ 2024-12-13.
219. ↑  "استشهاد طبيب العظام الوحيد في شمال غزة.. وحصيلة الإبادة 44835 شهيداً". المركز الفلسطيني للإعلام. 12 ديسمبر 2024. مؤرشف من الأصل في 2025-01-14. اطلع عليه بتاريخ 2024-12-13.
220. ↑  "القسام يستهدف 3 آليات للاحتلال ويقنص جنديين في مخيم جباليا". المركز الفلسطيني للإعلام. 12 ديسمبر 2024. مؤرشف من الأصل في 2025-01-14. اطلع عليه بتاريخ 2024-12-13.
221. ↑  "بالعبوات والقذائف والقنص.. المقاومة الفلسطينية تستهدف تحشّدات الاحتلال في غزة". الميادين. 12 ديسمبر 2024. مؤرشف من الأصل في 2025-01-13. اطلع عليه بتاريخ 2024-12-13.
222. ↑  "الحرب على غزة.. شهداء بقصف متجدد على القطاع ومشاورات إسرائيلية بشأن الصفقة". الجزيرة. 12 ديسمبر 2024. مؤرشف من الأصل في 2025-01-22. اطلع عليه بتاريخ 2024-12-12.
223. ↑  "الصحة: 40 شهيداً و98 مصابًا بـ3 مجازر في القطاع خلال 24 ساعة". وكالة القدس للأنباء. 13 ديسمبر 2024. مؤرشف من الأصل في 2025-01-23. اطلع عليه بتاريخ 2024-12-13.
224. ↑  "شهيد برصاص الاحتلال في بلدة بيت عوا جنوب الخليل". المركز الفلسطيني للإعلام. 13 ديسمبر 2024. مؤرشف من الأصل في 2025-01-23. اطلع عليه بتاريخ 2024-12-13.
225. ↑  "شهداء بقصف الاحتلال شمال القطاع وخيام نازحين بخان يونس". الجزيرة. 13 ديسمبر 2024. مؤرشف من الأصل في 2025-01-22. اطلع عليه بتاريخ 2024-12-13.
226. ↑  "العدوان على غزة.. الاحتلال يواصل استهداف المدنيين في مخيم النصيرات". الغد. 13 ديسمبر 2024. مؤرشف من الأصل في 2025-01-23. اطلع عليه بتاريخ 2024-12-13.
227. ↑  "أجهزة أمن السلطة تقر بمسؤوليتها عن مقتل فلسطيني بجنين". الجزيرة. 13 ديسمبر 2024. مؤرشف من الأصل في 2025-02-09. اطلع عليه بتاريخ 2024-12-13.
228. ↑  "«القسام» تستولي على 3 مسيّرات إسرائيلية في رفح". الغد. 13 ديسمبر 2024. مؤرشف من الأصل في 2025-01-23. اطلع عليه بتاريخ 2024-12-13.
229. ↑  "اشتباكات في نابلس والاحتلال يعتقل العشرات بالضفة". الجزيرة. 13 ديسمبر 2024. مؤرشف من الأصل في 2025-01-22. اطلع عليه بتاريخ 2024-12-13.
230. ↑  "الحوثيون يعلنون استهداف عسقلان ويافا بعمليتين عسكريتين". RT عربي. 13 ديسمبر 2024. مؤرشف من الأصل في 2024-12-13. اطلع عليه بتاريخ 2024-12-13.
231. ↑  ""Israeli air force intercepts two rockets PIJ fired from central Gaza"". The Jerusalem Post. 13 ديسمبر 2024. اطلع عليه بتاريخ 2024-12-14.
232. ↑  "المقاومة الفلسطينية تقصف عسقلان ومستوطنات "غلاف غزة" برشقة صاروخية". الميادين. 13 ديسمبر 2024. مؤرشف من الأصل في 2025-01-18. اطلع عليه بتاريخ 2024-12-14.
233. ↑  "الحرب على غزة.. شهداء باستهداف خيام النازحين وتفاؤل أميركي بقرب التوصل لصفقة". الجزيرة. 14 ديسمبر 2024. مؤرشف من الأصل في 2024-12-20. اطلع عليه بتاريخ 2024-12-14.
234. ↑  "الصحة بغزة: ارتفاع حصيلة عدوان الاحتلال على قطاع غزة إلى 44,930 شهيداً". دنيا الوطن. 14 ديسمبر 2024. مؤرشف من الأصل في 2025-04-27. اطلع عليه بتاريخ 2024-12-14.
235. ↑  "عشرات الشهداء بغارات على غزة والاحتلال يوجه إنذارات بإخلاء جباليا". الجزيرة. 14 ديسمبر 2024. مؤرشف من الأصل في 2024-12-30. اطلع عليه بتاريخ 2024-12-14.
236. ↑  "7 شهداء وعشرات الإصابات في قصف الاحتلال مدرسة تؤوي نازحين بغزَّة". فلسطين اون لاين. 14 ديسمبر 2024. اطلع عليه بتاريخ 2024-12-14.
237. ↑  "بينهم رئيس البلدية.. 11 شهيدا في مجزرة إسرائيلية بدير البلح". الغد. 14 ديسمبر 2024. مؤرشف من الأصل في 2025-01-23. اطلع عليه بتاريخ 2024-12-14.
238. ↑  "غزة تحت القصف.. شهداء باستهداف بلدية دير البلح ومدرسة تؤوي نازحين". التلفزيون العربي. 14 ديسمبر 2024. مؤرشف من الأصل في 2025-01-23. اطلع عليه بتاريخ 2024-12-14.
239. ↑  "استشهاد مراسل قناة المشهد بغزة في قصف إسرائيلي". المركز الفلسطيني للإعلام. 14 ديسمبر 2024. مؤرشف من الأصل في 2025-01-23. اطلع عليه بتاريخ 2024-12-14.
240. ↑  "خرق إسرائيلي جديد: استهداف سيارة في الخردلي وارتقاء شهيد". الميادين. 14 ديسمبر 2024. مؤرشف من الأصل في 2025-01-17. اطلع عليه بتاريخ 2024-12-14.
241. ↑  "Statement by UNICEF Executive Director Catherine Russell on children and the continued bloodshed in the Gaza Strip". UNICEF. 13 ديسمبر 2024. مؤرشف من الأصل في 2025-01-16. اطلع عليه بتاريخ 2024-12-14.
242. ↑  "المقاومة الفلسطينية تستهدف مواقع الاحتلال وجنوده في محيط مدينة غزة (فيديو)". الميادين. 13 ديسمبر 2024. مؤرشف من الأصل في 2025-01-20. اطلع عليه بتاريخ 2024-12-14.
243. ↑  "استشهاد الصحفي محمد قريناوي وعائلته بقصف إسرائيلي على البريج". المركز الفلسطيني للإعلام. 14 ديسمبر 2024. مؤرشف من الأصل في 2024-12-18. اطلع عليه بتاريخ 2024-12-14.
244. ↑  "الحرب على غزة.. مجازر جديدة بالقطاع وتفاؤل أميركي بشأن الصفقة". الجزيرة. 15 ديسمبر 2024. مؤرشف من الأصل في 2025-02-16. اطلع عليه بتاريخ 2024-12-15.
245. ↑  "صحة غزة: ارتفاع حصيلة العدوان الإسرائيلي إلى 44 ألفا و976 شهيدا". جريدة الغد. 15 ديسمبر 2024. مؤرشف من الأصل في 2024-12-15. اطلع عليه بتاريخ 2024-12-15.
246. ↑  "المقاومة تقنص جندياً إسرائيلياً في جباليا.. وتستهدف تجمعات الاحتلال شرقي رفح". الميادين. 15 ديسمبر 2024. مؤرشف من الأصل في 2025-01-23. اطلع عليه بتاريخ 2024-12-15.
247. ↑  "عشرات المستوطنين يجددون اقتحام الأقصى ويؤدون طقوسًا تلمودية في باحاته". المركز الفلسطيني للإعلام. 15 ديسمبر 2024. مؤرشف من الأصل في 2025-01-23. اطلع عليه بتاريخ 2024-12-15.
248. 1 2  "عشرات الشهداء والجرحى بغزة والقسام تقنص جنديا للاحتلال". الجزيرة. 15 ديسمبر 2024. مؤرشف من الأصل في 2024-12-27. اطلع عليه بتاريخ 2024-12-15.
249. ↑  "مستوطنون يحرقون أراضي المواطنين في البيرة ويلقون زجاجات حارقة على منزل في نابلس". المركز الفلسطيني للإعلام. 15 ديسمبر 2024. مؤرشف من الأصل في 2025-01-23. اطلع عليه بتاريخ 2024-12-15.
250. ↑  "صحة غزة: قوات الاحتلال تدمر مركز أبو شباك الصحي في جباليا بشكل كامل". الشروق. 15 ديسمبر 2024. اطلع عليه بتاريخ 2024-12-15.
251. ↑  ""IDF: Dozens of terror operatives killed in overnight raid in north Gaza's Beit Hanoun"". Times of Israel. 15 ديسمبر 2024. مؤرشف من الأصل في 2025-02-09. اطلع عليه بتاريخ 2024-12-15.
252. ↑  "شهداء بينهم صحفي في قصف الاحتلال وسط قطاع غزة". وكالة قدس برس للأنباء. 15 ديسمبر 2024. مؤرشف من الأصل في 2025-01-01. اطلع عليه بتاريخ 2024-12-15.
253. ↑  "196 شهيدًا صحفيًا منذ بدء العدوان على غزة". المركز الفلسطيني للإعلام. 15 ديسمبر 2024. مؤرشف من الأصل في 2025-01-23. اطلع عليه بتاريخ 2024-12-15.
254. ↑  "غارة أمريكية بريطانية تستهدف الحديدة". المسيرة. 15 ديسمبر 2024. اطلع عليه بتاريخ 2024-12-15.
255. ↑  ""IDF dismantles over 300 Hezbollah sites in large-scale operations"". The Jerusalem Post. 15 ديسمبر 2024. اطلع عليه بتاريخ 2024-12-15.
256. ↑  "بينهم أطفال.. 20 شهيدًا باستهداف مدرسة تؤوي نازحين في خانيونس". المركز الفلسطيني للإعلام. 15 ديسمبر 2024. مؤرشف من الأصل في 2024-12-20. اطلع عليه بتاريخ 2024-12-15.
257. ↑  "الحرب على غزة.. 7 مجازر بالقطاع وإسرائيل تتحدث عن تقدم بصفقة التبادل". الجزيرة. 16 ديسمبر 2024. مؤرشف من الأصل في 2024-12-24. اطلع عليه بتاريخ 2024-12-17.
258. ↑  "52 شهيدا خلال يوم في غزة". وكالة معا الإختبارية. 16 ديسمبر 2024. مؤرشف من الأصل في 2024-12-23. اطلع عليه بتاريخ 2024-12-17.
259. ↑  "سرايا القدس تستهدف دبابة في مخيم جباليا.. وتوثّق استهداف مقر قيادة للاحتلال". الميادين. 16 ديسمبر 2024. مؤرشف من الأصل في 2025-01-18. اطلع عليه بتاريخ 2024-12-17.
260. ↑  "الاحتلال يهدم 17 منشأة فلسطينية بالقدس". الجزيرة. 16 ديسمبر 2024. مؤرشف من الأصل في 2024-12-31. اطلع عليه بتاريخ 2024-12-17.
261. ↑  ""IDF says it downed drone from Yemen, as Houthis attack ships in Gulf of Aden"". Times of Israel. 16 ديسمبر 2024. مؤرشف من الأصل في 2025-02-10. اطلع عليه بتاريخ 2024-12-17.
262. ↑  ""Army says it downed drone fired from Yemen"". Times of Israel. 16 ديسمبر 2024. مؤرشف من الأصل في 2024-12-20. اطلع عليه بتاريخ 2024-12-17.
263. ↑  "سريع: هاجمنا هدفاً عسكرياً إسرائيلياً في يافا بصاروخ "فلسطين 2" الباليستي". الميادين. 16 ديسمبر 2024. مؤرشف من الأصل في 2025-01-13. اطلع عليه بتاريخ 2024-12-17.
264. ↑  ""Israeli army warns South Lebanon residents against returning to certain areas"". Lebanese Broadcasting Corporation International. 16 ديسمبر 2024. مؤرشف من الأصل في 2025-02-14. اطلع عليه بتاريخ 2024-12-17.
265. ↑  "هجوم أمريكي بريطاني يستهدف محافظة حجة اليمنية". RT عربي. 16 ديسمبر 2024. مؤرشف من الأصل في 2024-12-16. اطلع عليه بتاريخ 2024-12-17.
266. ↑  "الحرب على غزة مباشر.. مقتل جنديين للاحتلال وإسرائيل تتحدث عن سيطرة أمنية على القطاع". الجزيرة. 17 ديسمبر 2024. مؤرشف من الأصل في 2025-02-16. اطلع عليه بتاريخ 2024-12-17.
267. ↑  "31 شهيدا خلال يوم في غزة و45.059 منذ بدء الحرب". وكالة معا الإخبارية. 17 ديسمبر 2024. مؤرشف من الأصل في 2025-01-01. اطلع عليه بتاريخ 2024-12-17.
268. ↑  "عدوان إسرائيلي متواصل على مستشفى كمال عدوان: انقطاع للكهرباء وأضرار بقسم العناية المركزة". دنيا الوطن. 17 ديسمبر 2024. مؤرشف من الأصل في 2025-01-03. اطلع عليه بتاريخ 2024-12-17.
269. ↑  "هيئة البث العبرية: إسرائيل تستعد لشن هجوم كبير على الحوثيين". RT عربي. 17 ديسمبر 2024. مؤرشف من الأصل في 2025-05-14. اطلع عليه بتاريخ 2024-12-17.
270. ↑  "الاحتلال يعتقل 12 مواطنا من الضفة". وكالة الأنباء الفلسطينية وفا. 17 ديسمبر 2024. اطلع عليه بتاريخ 2024-12-17.
271. ↑  "هجمات للمستوطنين قضاء رام الله واعتقالات ومداهمات للاحتلال بالضفة". المركز الفلسطيني للإعلام. 17 ديسمبر 2024. مؤرشف من الأصل في 2025-01-23. اطلع عليه بتاريخ 2024-12-17.
272. ↑  "مجزرة جديدة وسط القطاع.. منظمة الصحة تدعو لوقف "الجحيم" في غزة". التلفزيون العربي. 16 ديسمبر 2024. مؤرشف من الأصل في 2025-01-23. اطلع عليه بتاريخ 2024-12-17.
273. ↑  "3 شهداء وعدد من الجرحى في قصف للاحتلال استهدف شقة سكنية شمال غرب مدينة غزة". شبكة فلسطين للأنباء. 17 ديسمبر 2024. مؤرشف من الأصل في 2024-12-26. اطلع عليه بتاريخ 2024-12-17.
274. ↑  "4 شهداء و15 جريحا بغارة إسرائيلية على مدينة غزة (فيديو)". سما الإخبارية. 17 ديسمبر 2024. مؤرشف من الأصل في 2025-05-14. اطلع عليه بتاريخ 2024-12-17.
275. ↑  "10 شهداء في غارة إسرائيلية جديدة على مدينة غزة". الجزيرة. 17 ديسمبر 2024. مؤرشف من الأصل في 2025-01-03. اطلع عليه بتاريخ 2024-12-17.
276. ↑  ""جثامين مُحترقة وأشلاء مُتناثِرة".. الاحتلال يرتكب مجزرةً دامية بحي الدَّرج في غزَّة (فيديو)". فلسطين أون لاين. 17 ديسمبر 2024. اطلع عليه بتاريخ 2024-12-17.
277. ↑  "الاحتلال يعتقل شابا ويحتجز ويحقق مع عشرات آخرين في بيت لحم". وكالة الأنباء الفلسطينية وفا. 17 ديسمبر 2024. مؤرشف من الأصل في 2024-12-19. اطلع عليه بتاريخ 2024-12-17.
278. ↑  "Two IDF soldiers killed in building collapse in southern Gaza". Times of Israel. 17 ديسمبر 2024. مؤرشف من الأصل في 2025-02-10. اطلع عليه بتاريخ 2024-12-17.
279. ↑  ""التربية": 12.799 طالبا استُشهدوا و490 مدرسة وجامعة تعرضت للقصف والتخريب منذ بداية العدوان". وكالة الأنباء الفلسطينية وفا. 17 ديسمبر 2024. مؤرشف من الأصل في 2025-01-23. اطلع عليه بتاريخ 2024-12-17.
280. ↑  "مستوطنون يجددون اقتحاماتهم للأقصى ودعوات لصدها وتكثيف الرباط". المركز الفلسطيني للإعلام. 17 ديسمبر 2024. مؤرشف من الأصل في 2025-01-23. اطلع عليه بتاريخ 2024-12-17.
281. ↑  "31 شهيدا بالقطاع و14 قتيلا وجريحا إسرائيليا بمعارك جباليا". الجزيرة. 17 ديسمبر 2024. مؤرشف من الأصل في 2025-01-02. اطلع عليه بتاريخ 2024-12-17.
282. ↑  ""Jerusalem man accused of spying for Iran, planning terror attack"". Times of Israel. 17 ديسمبر 2024. مؤرشف من الأصل في 2025-02-10. اطلع عليه بتاريخ 2024-12-17.
283. ↑  "شهيدان برصاص الاحتلال قرب قلقيلية". المركز الفلسطيني للإعلام. 17 ديسمبر 2024. مؤرشف من الأصل في 2025-02-17. اطلع عليه بتاريخ 2024-12-17.
284. ↑  "المقاومة الفلسطينية تدمر ناقلة جند إسرائيلية.. وتجهز على 3 جنود من مسافة صفر في جباليا". الميادين. 17 ديسمبر 2024. اطلع عليه بتاريخ 2024-12-17.
285. ↑  ""IDF says it destroyed Gaza tunnel used by Hamas to attack and kill soldiers"". Times of Israel. 17 ديسمبر 2024. مؤرشف من الأصل في 2024-12-19. اطلع عليه بتاريخ 2024-12-17.
286. ↑  ""بينهم أطفال ونساء".. لقطات "مروِّعة" تظهر كلاب ضالَّةً تنهش جثامين شهداء شماليِّ غزَّة". فلسطين أون لاين. 17 ديسمبر 2024. اطلع عليه بتاريخ 2024-12-17.
287. ↑  "حماس: نهش الكلاب جثامين الشهداء يكشف سادية الاحتلال". الجزيرة. 17 ديسمبر 2024. مؤرشف من الأصل في 2024-12-26. اطلع عليه بتاريخ 2024-12-17.
288. ↑  ""من المسافة صفر".. القسَّام تعلن إيقاع 15 جنديًا بين قتيل وجريح بـ "كمائن نوعيّة" في جباليا". فلسطين أون لاين. 17 ديسمبر 2024. اطلع عليه بتاريخ 2024-12-17.
289. ↑  "8 شهداء في قصف الاحتلال لمنزل شمال قطاع غزة". وكالة الأنباء الفلسطينية. 17 ديسمبر 2024. مؤرشف من الأصل في 2024-12-18. اطلع عليه بتاريخ 2024-12-18.
290. ↑  "شهيدة و5 جرحى بقصف الاحتلال خيمة نازحين في المواصي". وكالة الأنباء الفلسطينية. 17 ديسمبر 2024. اطلع عليه بتاريخ 2024-12-18.
291. ↑  "الحرب على غزة.. خسائر جديدة للاحتلال وتفاؤل بشأن مفاوضات وقف إطلاق النار". الجزيرة. 18 ديسمبر 2024. مؤرشف من الأصل في 2024-12-23. اطلع عليه بتاريخ 2024-12-18.
292. ↑  "38 شهيدا و203 إصابات خلال الـ24 الماضية في غزة". جريدة الغد. 18 ديسمبر 2024. مؤرشف من الأصل في 2024-12-18. اطلع عليه بتاريخ 2024-12-18.
293. ↑  "إصابة شاب برصاص الاحتلال غرب جنين". الجزيرة. 18 ديسمبر 2024. مؤرشف من الأصل في 2025-01-23. اطلع عليه بتاريخ 2024-12-18.
294. ↑  "الاحتلال يواصل استهداف مستشفيات شمال غزة وحصيلة الشهداء ترتفع". الجزيرة. 18 ديسمبر 2024. مؤرشف من الأصل في 2025-01-11. اطلع عليه بتاريخ 2024-12-18.
295. ↑  "إصابة جندي إسرائيلي بإطلاق نار على حافلة للمستوطنين في نابلس". المركز الفلسطيني للإعلام. 18 ديسمبر 2024. مؤرشف من الأصل في 2025-01-04. اطلع عليه بتاريخ 2024-12-18.
296. ↑  "إصابة مستوطن بمواجهات قرب مستوطنة غرب رام الله". المركز الفلسطيني للإعلام. 18 ديسمبر 2024. مؤرشف من الأصل في 2025-01-23. اطلع عليه بتاريخ 2024-12-18.
297. ↑  "الاحتلال يعتقل 15 مواطنا في الضفة بينهم امرأة من قطاع غزة". وكالة الأنباء الفلسطينية وفا. 18 ديسمبر 2024. مؤرشف من الأصل في 2025-05-30. اطلع عليه بتاريخ 2024-12-18.
298. ↑  "ارتفاع حصيلة العدوان إلى 45097 شهيدًا.. 3 مجازر إسرائيلية جديدة في غزة". قناة الغد. 18 ديسمبر 2024. مؤرشف من الأصل في 2025-01-24. اطلع عليه بتاريخ 2024-12-18.
299. ↑  "ثلاثة شهداء بقصف الاحتلال شرق خان يونس". وكالة الأنباء الفلسطينية وفا. 18 ديسمبر 2024. مؤرشف من الأصل في 2024-12-19. اطلع عليه بتاريخ 2024-12-18.
300. ↑  ""IDF admits settler group crossed northern border into Lebanon this month"". The Times of Israel. 18 ديسمبر 2024. مؤرشف من الأصل في 2025-05-09. اطلع عليه بتاريخ 2024-12-18.
301. ↑  "اقتحام جديد للأقصى وحملة اعتقالات بالضفة الغربية". الجزيرة. 18 ديسمبر 2024. مؤرشف من الأصل في 2024-12-31. اطلع عليه بتاريخ 2024-12-18.
302. ↑  "بالصواريخ.. المقاومة الفلسطينية تستهدف موقع قيادة وسيطرة الاحتلال في "نتساريم"". الميادين. 18 ديسمبر 2024. مؤرشف من الأصل في 2024-12-18. اطلع عليه بتاريخ 2024-12-18.
303. ↑  ""اصطياد رؤوس وتفخيخ منازل وآليَّات".. القسَّام تخوض معارك "شرسةً" في جباليا وتدكُّ "نتساريم"". فلسطين أون لاين. 18 ديسمبر 2024. اطلع عليه بتاريخ 2024-12-18.
304. ↑  "جيش الاحتلال الإسرائيلي يطالب بإخلاء 4 مناطق في وسط غزة". سما الإخبارية. 18 ديسمبر 2024. مؤرشف من الأصل في 2025-01-23. اطلع عليه بتاريخ 2024-12-18.
305. ↑  "استشهاد فلسطيني متأثرًا بإصابته برصاص الاحتلال جنوب نابلس". المركز الفلسطيني للإعلام. 18 ديسمبر 2024. مؤرشف من الأصل في 2025-01-23. اطلع عليه بتاريخ 2024-12-18.
306. ↑  "شهيدان في قصف إسرائيلي على أحد منازل جباليا البلد". الجزيرة. 18 ديسمبر 2024. مؤرشف من الأصل في 2025-01-02. اطلع عليه بتاريخ 2024-12-18.
307. ↑  "الاحتلال يواصل ارتكاب المجازر: 16 شهيدا في غارتين على منزلين شمال قطاع غزة". وكالة الأنباء الفلسطينية. 18 ديسمبر 2024. مؤرشف من الأصل في 2024-12-18. اطلع عليه بتاريخ 2024-12-18.
308. ↑  "شهيدان من عناصر تأمين المساعدات خلال التصدي للصوص في النصيرات". الجزيرة. 18 ديسمبر 2024. مؤرشف من الأصل في 2024-12-20. اطلع عليه بتاريخ 2024-12-18.
309. ↑  "الحرب على غزة مباشر.. مجازر جديدة بالقطاع وإسرائيل تهاجم اليمن". الجزيرة. 19 ديسمبر 2024. مؤرشف من الأصل في 2024-12-25. اطلع عليه بتاريخ 2024-12-19.
310. ↑  "الصحة بغزة: الاحتلال ارتكب أربع مجازر بحق العائلات خلال 24 ساعة". دنيا الوطن. 19 ديسمبر 2024. مؤرشف من الأصل في 2025-01-07. اطلع عليه بتاريخ 2024-12-19.
311. ↑  ""IDF: Yemen missile was downed, sirens were activated due to falling debris from interception"". Times of Israel. 19 ديسمبر 2024. مؤرشف من الأصل في 2024-12-21. اطلع عليه بتاريخ 2024-12-19.
312. ↑  ""Shrapnel from interception damages parked cars in Ramat Gan, also hits school"". Times of Israel. 19 ديسمبر 2024. مؤرشف من الأصل في 2025-02-10. اطلع عليه بتاريخ 2024-12-19.
313. ↑  "بصاروخين فرط صوتيين.. القوات المسلحة اليمنية تدك هدفين عسكريين في يافا المحتلة". المسيرة. 19 ديسمبر 2024. اطلع عليه بتاريخ 2024-12-19.
314. ↑  "مقتل وإصابة العشرات في قصف إسرائيلي لليمن (فيديو)". RT عربي. 19 ديسمبر 2024. مؤرشف من الأصل في 2024-12-19. اطلع عليه بتاريخ 2024-12-19.
315. ↑  "شهداء وجرحى بغارات صهيونية تستهدف العاصمة صنعاء والحديدة". المسيرة. 19 ديسمبر 2024. اطلع عليه بتاريخ 2024-12-19.
316. ↑  "12 شهيدا وجريحاً جراء العدوان الصهيوني على محافظة الحديدة". المسيرة. 19 ديسمبر 2024. اطلع عليه بتاريخ 2024-12-19.
317. ↑  "بعد ضربة على تل أبيب.. إسرائيل تقصف موانئ ومنشآت طاقة في اليمن (فيديو)". الجزيرة مباشر. 19 ديسمبر 2024. مؤرشف من الأصل في 2025-01-23. اطلع عليه بتاريخ 2024-12-19.
318. ↑  ""'No Civilians. Everyone's a Terrorist': IDF Soldiers Expose Arbitrary Killings and Rampant Lawlessness in Gaza's Netzarim Corridor"". Haaretz. 19 ديسمبر 2024. مؤرشف من الأصل في 2025-05-28. اطلع عليه بتاريخ 2024-12-19.
319. ↑  "فظائع غير مسبوقة.. ضباط إسرائيليون يكشفون جرائمهم في محور". التلفزيون العربي. 19 ديسمبر 2024. مؤرشف من الأصل في 2025-01-24. اطلع عليه بتاريخ 2024-12-19.
320. ↑  "قوات الاحتلال تنفذ اقتحامات في الضفة وتشتبك مع مقاومين بطوباس". الجزيرة. 19 ديسمبر 2024. مؤرشف من الأصل في 2024-12-28. اطلع عليه بتاريخ 2024-12-19.
321. ↑  "إسرائيل ترتكب جريمة الإبادة وأفعال الإبادة الجماعية في غزة". هيومن رايتس ووتش. 19 ديسمبر 2024. مؤرشف من الأصل في 2025-04-16. اطلع عليه بتاريخ 2024-12-19.
322. ↑  "4 شهداء و3 إصابات في قصف إسرائيلي استهدف مركبة بمخيم طولكرم". https://palinfo.com/news/2024/12/19/931160/. 19 ديسمبر 2024. مؤرشف من الأصل في 2025-04-16. اطلع عليه بتاريخ 2024-12-20. {{استشهاد ويب}}: روابط خارجية في |موقع= (مساعدة)
323. ↑  "ارتقوا بعملية اغتيال جبانة.. كتائب القسام في طولكرم تزف ثلة من مجاهديها". المركز الفلسطيني للإعلام. 19 ديسمبر 2024. مؤرشف من الأصل في 2025-01-23. اطلع عليه بتاريخ 2024-12-20.
324. ↑  ""جرَّاء التَّعذيب".. استشهاد أسير من غزة في سجون الاحتلال (صورة)". فلسطين أون لاين. 19 ديسمبر 2024. اطلع عليه بتاريخ 2024-12-19.
325. ↑  "عشرات الشهداء والجرحى بغزة وإبادة مستمرة في شمال القطاع". الجزيرة. 19 ديسمبر 2024. مؤرشف من الأصل في 2025-01-03. اطلع عليه بتاريخ 2024-12-19.
326. ↑  "آخر التَّطوُّرات.. حرب "الإبادة الجماعيَّة" على غزَّة تدخلُ يومها الـ 440 تواليًا". فلسطين أون لاين. 19 ديسمبر 2024. اطلع عليه بتاريخ 2024-12-19.
327. ↑  "استهداف للمساجد والمنازل.. إسرائيل تواصل مجازرها في غزة". قناك الغد. 19 ديسمبر 2024. مؤرشف من الأصل في 2025-01-24. اطلع عليه بتاريخ 2024-12-19.
328. ↑  "الاحتلال يعتقل 14 مواطنا من الضفة بينهم جريح وطفلان". وكالة الأنباء الفلسطينية. 19 ديسمبر 2024. مؤرشف من الأصل في 2025-05-30. اطلع عليه بتاريخ 2024-12-19.
329. ↑  ""Gaza death trap: MSF report exposes Israel's campaign of total destruction"". أطباء بلا حدود (MSF). 19 ديسمبر 2024. مؤرشف من الأصل في 2025-05-23. اطلع عليه بتاريخ 2024-12-19.
330. ↑  "ثلاثة شهداء ومصابون في قصف الاحتلال تجمعا للمواطنين في مخيم الشاطئ". وكالة الأنباء الفلسطينية. 19 ديسمبر 2024. اطلع عليه بتاريخ 2024-12-19.
331. ↑  "(محدث ثالث) شهيدان وأربع اصابات برصاص الاحتلال في مخيم بلاطة". وكالة الأنباء الفلسطينية وفا. 19 ديسمبر 2024. اطلع عليه بتاريخ 2024-12-19.
332. ↑  "قوات الاحتلال تقتحم مخيم بلاطة وتقتل مسنة وشاب". شبكة قدس للأخبار. 19 ديسمبر 2024. مؤرشف من الأصل في 2025-01-23. اطلع عليه بتاريخ 2024-12-19.
333. ↑  ""Home Front Command says drone incident near Gaza is over"". Times of Israel. 19 ديسمبر 2024. مؤرشف من الأصل في 2025-03-28. اطلع عليه بتاريخ 2024-12-19.
334. ↑  ""Nazareth resident, 19, charged with spying for Hezbollah during war"". Times of Israel. 19 ديسمبر 2024. مؤرشف من الأصل في 2025-03-28. اطلع عليه بتاريخ 2024-12-19.
335. ↑  "القسام: أحد مقاتلينا طعن ضابطا إسرائيليا و3 جنود وأجهز عليهم بجباليا". المركز الفلسطيني للإعلام. 19 ديسمبر 2024. اطلع عليه بتاريخ 2024-12-19.
336. ↑  "المقاومة تطعن ضابطاً و3 جنود إسرائيليين في شمالي غزة.. وتستهدف موقعاً للاحتلال بمسيّرة". الميادين. 19 ديسمبر 2024. مؤرشف من الأصل في 2025-01-19. اطلع عليه بتاريخ 2024-12-19.
337. ↑  ""IDF: Suspected drone downed over Mediterranean before entering Israeli airspace"". Times of Israel. 19 ديسمبر 2024. مؤرشف من الأصل في 2025-03-28. اطلع عليه بتاريخ 2024-12-20.
338. ↑  ""IDF says it demolished Hezbollah rocket launchers in southern Lebanon, some aimed at Israel"". Times of Israel. 19 ديسمبر 2024. مؤرشف من الأصل في 2025-03-28. اطلع عليه بتاريخ 2024-12-20.
339. ↑  "20 شهيدًا وعشرات الجرحى بقصف الاحتلال 3 مراكز إيواء في غزة". المركز الفلسطيني للإعلام. 19 ديسمبر 2024. مؤرشف من الأصل في 2025-03-28. اطلع عليه بتاريخ 2024-12-20.
340. ↑  "سريع: استهدفت القوات اليمنية بمسيّرة هدفاً عسكرياً إسرائيلياً في يافا المحتلة". الميادين. 19 ديسمبر 2024. مؤرشف من الأصل في 2025-01-25. اطلع عليه بتاريخ 2024-12-20.
341. ↑  "Dec. 19: US said to demand Israel declare it's not deliberately starving Gazans / The Times of Israel". Times of Israel. 19 ديسمبر 2024. مؤرشف من الأصل في 2025-03-28. اطلع عليه بتاريخ 2024-12-20.
342. ↑  "الحرب على غزة.. خسائر جديدة للاحتلال وحديث عن تقدم بمفاوضات التهدئة". الجزيرة. 20 ديسمبر 2024. مؤرشف من الأصل في 2024-12-20. اطلع عليه بتاريخ 2024-12-20.
343. ↑  "صحة غزة: 77 شهيداً و174 إصابة خلال الـ24 ساعة الماضية". جريدة القدس. 20 ديسمبر 2024. مؤرشف من الأصل في 2025-01-04. اطلع عليه بتاريخ 2024-12-20.
344. ↑  "مستوطنون يحرقون مسجدًا في سلفيت". المركز الفلسطيني للإعلام. 20 ديسمبر 2024. مؤرشف من الأصل في 2024-12-20. اطلع عليه بتاريخ 2024-12-20.
345. ↑  "مجازر إسرائيلية متجددة.. 40 شهيدًا خلال 24 ساعة". قناة الغد. 20 ديسمبر 2024. مؤرشف من الأصل في 2025-01-23. اطلع عليه بتاريخ 2024-12-20.
346. ↑  "استشهاد مواطن وزوجته وابنتيهما في غارة للاحتلال على بيت حانون". وكالة الأنباء الفلسطينية وفا. 20 ديسمبر 2024. مؤرشف من الأصل في 2024-12-20. اطلع عليه بتاريخ 2024-12-20.
347. ↑  "غزة.. الرضيعة عائشة ترتقي بعد تجمدها من البرد القارس داخل خيمتها (فيديو)". جريدة الغد. 20 ديسمبر 2024. مؤرشف من الأصل في 2024-12-21. اطلع عليه بتاريخ 2024-12-20.
348. ↑  "المقاومة الفلسطينية تستهدف تجمعات الاحتلال وآلياته في محور "نتساريم"". الميادين. 20 ديسمبر 2024. مؤرشف من الأصل في 2025-01-14. اطلع عليه بتاريخ 2024-12-20.
349. ↑  "بينها عمليات مشتركة مع المقاومة العراقية..القوات المسلحة تقصف جنوب وعمق كيان العدو بالمسيرات". المسيرة. 20 ديسمبر 2024. اطلع عليه بتاريخ 2024-12-20.
350. ↑  "7 شهداء في قصف للاحتلال استهدف شقة سكنية بمخيم النصيرات". وكالة وطن للأنباء. 20 ديسمبر 2024. اطلع عليه بتاريخ 2024-12-20.
351. ↑  "تنكّر وتفجير قوة إسرائيلية.. القسام تعلن عن عملية استشهادية بجباليا". الجزيرة. 20 ديسمبر 2024. اطلع عليه بتاريخ 2024-12-20.
352. ↑  "تنكَّر المقاوم ثمَّ فجَّر نفسه"... القسَّام يعلن تفاصيل عمليَّةً استشهاديَّةً معقَّدةً بجياليا شمال غزَّة". فلسطين أون لاين. 20 ديسمبر 2024. اطلع عليه بتاريخ 2024-12-20.
353. ↑  "12 شهيدًا في قصف استهدف منزلا لعائلة "خلة" في جباليا". الرسالة. 20 ديسمبر 2024. مؤرشف من الأصل في 2024-12-24. اطلع عليه بتاريخ 2024-12-20.
354. ↑  "إصابة 3 فلسطينيين بالضفة والمقاومة تشتبك مجددا مع السلطة بجنين". الجزيرة. 20 ديسمبر 2024. مؤرشف من الأصل في 2025-01-01. اطلع عليه بتاريخ 2024-12-20.
355. ↑  "سرايا القدس توجه رشقات صاروخية لتجمعات الاحتلال بمحور نتساريم". المركز الفلسطيني للإعلام. 20 ديسمبر 2024. مؤرشف من الأصل في 2024-12-23. اطلع عليه بتاريخ 2024-12-20.
356. ↑  "إسرائيل: استخدام حزب الله أسلحة غير دقيقة بطبيعتها لشن هجمات غير قانونية ينتهك القانون الدولي". منظمة العفو الدولية. 20 ديسمبر 2024. مؤرشف من الأصل في 2025-04-29. اطلع عليه بتاريخ 2024-12-20.
357. ↑  ""IDF razes miles of Hamas tunnels in north Gaza, seizes equipment stolen in Oct. 7 onslaught"". Times of Israel. 20 ديسمبر 2024. مؤرشف من الأصل في 2025-02-10. اطلع عليه بتاريخ 2024-12-20.
358. ↑  "الحرب على غزة.. المقاومة تعلن عن عملية نوعية وتقصف مركز قيادة في نتساريم". الجزيرة. 21 ديسمبر 2024. مؤرشف من الأصل في 2024-12-21. اطلع عليه بتاريخ 2024-12-21.
359. ↑  "3 مجازر خلال 24 ساعة وحصيلة الإبادة ترتفع إلى 45227 شهيدا". المركز الفلسطيني للإعلام. 21 ديسمبر 2024. مؤرشف من الأصل في 2025-01-23. اطلع عليه بتاريخ 2024-12-21.
360. ↑  ""Military confirms 'attempted interceptions did not succeed'"". Times of Israel. 21 ديسمبر 2024. مؤرشف من الأصل في 2024-12-21. اطلع عليه بتاريخ 2024-12-21.
361. ↑  ""Missile from Yemen explodes in south Tel Aviv park, lightly injuring 16"". Times of Israel. 21 ديسمبر 2024. مؤرشف من الأصل في 2025-04-21. اطلع عليه بتاريخ 2024-12-21.
362. ↑  "إصابة إسرائيليين بعد سقوط صاروخ أطلق من اليمن على تل أبيب". قناة الغد. 21 ديسمبر 2024. مؤرشف من الأصل في 2025-01-23. اطلع عليه بتاريخ 2024-12-21.
363. ↑  "استهداف مركبة عسكرية إسرائيلية غربي جنين والاحتلال يقتحم طولكرم". الجزيرة. 21 ديسمبر 2024. مؤرشف من الأصل في 2024-12-21. اطلع عليه بتاريخ 2024-12-21.
364. ↑  "آخر التَّطوُّرات.. حرب "الإبادة الجماعيَّة" على غزَّة تدخل يومها الـ 442". فلسطين أون لاين. 21 ديسمبر 2024. اطلع عليه بتاريخ 2024-12-21.
365. 1 2  "الاحتلال يعتقل 25 مواطنا من الضفة". وكالة الأنباء الفلسطينية وفا. 21 ديسمبر 2024. اطلع عليه بتاريخ 2024-12-21.
366. 1 2  "شهداء بقصف إسرائيلي والاحتلال ينسف المنازل بجنوب غزة وشمالها". الجزيرة. 21 ديسمبر 2024. مؤرشف من الأصل في 2024-12-21. اطلع عليه بتاريخ 2024-12-21.
367. 1 2  "4 شهداء في قصف الاحتلال رفح ومحيط مستشفى كمال عدوان". وكالة الأنباء الفلسطينية وفا. 21 ديسمبر 2024. اطلع عليه بتاريخ 2024-12-21.
368. ↑  "شهيد برصاص الاحتلال في فقوعة شرق جنين". وكالة الأنباء الفلسطينية وفا. 21 ديسمبر 2024. مؤرشف من الأصل في 2024-12-22. اطلع عليه بتاريخ 2024-12-21.
369. ↑  "استشهاد طفل إثر انفجار لغم من مخلفات الاحتلال شرق بيت لحم". وكالة الأنباء الفلسطينية وفا. 21 ديسمبر 2024. اطلع عليه بتاريخ 2024-12-21.
370. 1 2  "شهيدان ببيت لحم وجنين والمستوطنون يهاجمون قرية برقة". الجزيرة. 21 ديسمبر 2024. مؤرشف من الأصل في 2024-12-21. اطلع عليه بتاريخ 2024-12-21.
371. ↑  "مستوطنون يهاجمون منازل وأراضي المواطنين في قرية سوسيا". المركز الفلسطيني للإعلام. 21 ديسمبر 2024. مؤرشف من الأصل في 2025-01-23. اطلع عليه بتاريخ 2024-12-21.
372. ↑  "الاحتلال يقتحم قرية برقة في نابلس ويشن حملة اعتقالات وتنكيل بالمواطنين". المركز الفلسطيني للإعلام. 21 ديسمبر 2024. مؤرشف من الأصل في 2025-01-23. اطلع عليه بتاريخ 2024-12-21.
373. ↑  "مدير مستشفى كمال عدوان: الاحتلال يمنع دخول المستلزمات الطبية والغذاء". الجزيرة. 21 ديسمبر 2024. مؤرشف من الأصل في 2024-12-21. اطلع عليه بتاريخ 2024-12-21.
374. ↑  "القسام يجهز على 5 جنود صهاينة ويقتحم منزلا به قوة أخرى في مخيم جباليا". المركز الفلسطيني للإعلام. 21 ديسمبر 2024. مؤرشف من الأصل في 2025-01-23. اطلع عليه بتاريخ 2024-12-21.
375. ↑  "عملية مركّبة واشتباك من مسافة صفر.. المقاومة الفلسطينية تكمن للاحتلال في جباليا". الميادين. 21 ديسمبر 2024. مؤرشف من الأصل في 2025-02-09. اطلع عليه بتاريخ 2024-12-21.
376. ↑  ""Drone likely launched by Iran-backed Houthis from Yemen intercepted over south Israel"". Times of Israel. 21 ديسمبر 2024. مؤرشف من الأصل في 2025-03-16. اطلع عليه بتاريخ 2024-12-21.
377. ↑  "الصحة تناشد المجتمع الدولي إدخال الأدوية والطعام لمستشفى كمال عدوان". المركز الفلسطيني للإعلام. 21 ديسمبر 2024. مؤرشف من الأصل في 2025-02-10. اطلع عليه بتاريخ 2024-12-21.
378. ↑  "الصحة تناشد المجتمع الدولي إدخال الأدوية والطعام لمستشفى كمال عدوان". وكالة الأنباء الفلسطينية وفا. 21 ديسمبر 2024. مؤرشف من الأصل في 2025-02-10. اطلع عليه بتاريخ 2024-12-21.
379. ↑  "استشهاد مواطنة وبناتها الثلاثة في قصف الاحتلال منزلا شمال قطاع غزة". وكالة الأنباء الفلسطينية. 21 ديسمبر 2024. مؤرشف من الأصل في 2024-12-24. اطلع عليه بتاريخ 2024-12-21.
380. ↑  ""Settlers filmed raiding Palestinian village, hurling stones at residents and damaging property; no arrests made"". Times of Israel. 21 ديسمبر 2024. مؤرشف من الأصل في 2025-01-16. اطلع عليه بتاريخ 2024-12-21.
381. ↑  "اليمن: عدوان أميركي - بريطاني جديد يستهدف العاصمة صنعاء". الميادين. 21 ديسمبر 2024. مؤرشف من الأصل في 2025-01-25. اطلع عليه بتاريخ 2024-12-21.
382. ↑  "عدوان أمريكي بريطاني على العاصمة صنعاء". المسيرة. 21 ديسمبر 2024. اطلع عليه بتاريخ 2024-12-21.
383. ↑  "الاحتلال يجبر فلسطينييْن على هدم منزليهما بالقدس". الجزيرة. 22 ديسمبر 2024. مؤرشف من الأصل في 2024-12-22. اطلع عليه بتاريخ 2024-12-22.
384. ↑  "خمسة شهداء وعدد من الجرحى في قصف الاحتلال منزلا في دير البلح". وكالة الأنباء الفلسطينية. 22 ديسمبر 2024. اطلع عليه بتاريخ 2024-12-22.
385. ↑  "الحرب على غزة.. الاحتلال يطالب بإخلاء فوري لمستشفى كمال عدوان ويدمر 70% من منازل مخيم جباليا". الجزيرة. 22 ديسمبر 2024. مؤرشف من الأصل في 2024-12-21. اطلع عليه بتاريخ 2024-12-22.
386. ↑  "32 شهيدا خلال يوم في غزة و45,259 منذ بدء الحرب". وكالة معا الإخبارية. 22 ديسمبر 2024. مؤرشف من الأصل في 2024-12-22. اطلع عليه بتاريخ 2024-12-22.
387. ↑  "الحوثيون يكشفون خسائر الغارات الإسرائيلية على موانئ الحديدة". الجزيرة. 22 ديسمبر 2024. مؤرشف من الأصل في 2024-12-22. اطلع عليه بتاريخ 2024-12-22.
388. ↑  "5 شهداء بينهم 4 أطفال في قصف للاحتلال على جباليا البلد شمال غزة". وكالة الأنباء الفلسطينية وفا. 22 ديسمبر 2024. مؤرشف من الأصل في 2024-12-23. اطلع عليه بتاريخ 2024-12-22.
389. ↑  "الاحتلال يعتقل شابين بعد محاصرة منزل في طمون جنوب طوباس". المركز الفلسطيني للإعلام. 22 ديسمبر 2024. مؤرشف من الأصل في 2025-01-23. اطلع عليه بتاريخ 2024-12-22.
390. ↑  "المقاومة تتصدى لقوات الاحتلال خلال اقتحام جنين وطولكرم". المركز الفلسطيني للإعلام. 22 ديسمبر 2024. مؤرشف من الأصل في 2025-01-23. اطلع عليه بتاريخ 2024-12-22.
391. ↑  "القسام يدمر ناقلة جند صهيونية ويقنص ضابطًا في مخيم جباليا". المركز الفلسطيني للإعلام. 22 ديسمبر 2024. مؤرشف من الأصل في 2025-02-10. اطلع عليه بتاريخ 2024-12-22.
392. ↑  "مع دخول العدوان يومه الـ443: شهداء ومصابون في قصف الاحتلال المتواصل على قطاع غزة". وكالة الأنباء الفلسطينية. 22 ديسمبر 2024. مؤرشف من الأصل في 2024-12-22. اطلع عليه بتاريخ 2024-12-22.
393. ↑  "6 شهداء في غارة إسرائيلية على مدرسة تؤوي نازحين في غزة". قناة الغد. 22 ديسمبر 2024. اطلع عليه بتاريخ 2024-12-22.
394. 1 2  ""Israeli strikes across Gaza kill at least 16, Palestinian officials say"". Associated Press. 22 ديسمبر 2024. مؤرشف من الأصل في 2025-05-14. اطلع عليه بتاريخ 2024-12-22.
395. ↑  "في اليوم 443 للعدوان.. الاحتلال يستهدف مستشفى كمال عدوان بالقنابل". الجزيرة. 22 ديسمبر 2024. مؤرشف من الأصل في 2025-01-23. اطلع عليه بتاريخ 2024-12-22.
396. ↑  "الاحتلال يهدد حياة العشرات بمستشفى كمال عدوان وينسف منازل بالنصيرات". الجزيرة. 22 ديسمبر 2024. مؤرشف من الأصل في 2024-12-22. اطلع عليه بتاريخ 2024-12-22.
397. ↑  ""Jabalya Refugee Camp, One of the World's Most Densely Populated Areas, Is Now a Ghost Town"". Haaretz. 22 ديسمبر 2024. مؤرشف من الأصل في 2025-01-11. اطلع عليه بتاريخ 2024-12-22.
398. ↑  "IDF expands north Gaza operation as troops advance to area west of Beit Hanoun". Times of Israel. 22 ديسمبر 2024. مؤرشف من الأصل في 2024-12-22. اطلع عليه بتاريخ 2024-12-22.
399. ↑  "المقاومة تدك الاحتلال في جباليا و"نتساريم".. والقسام تستهدف 9 جنود تحصنوا داخل منزل". الميادين. 22 ديسمبر 2024. مؤرشف من الأصل في 2025-01-26. اطلع عليه بتاريخ 2024-12-22.
400. ↑  "خاص مسؤول طبي بـ"شهداء الأقصى": 4 من كل 10 شهداء معظم أجسادهم غير موجودة". فلسطين أون لاين. 22 ديسمبر 2024. اطلع عليه بتاريخ 2024-12-22.
401. ↑  "استشهاد صحفي سادس في غارة إسرائيلية خلال أقل من شهر بغزة". فلسطين أون لاين. 22 ديسمبر 2024. اطلع عليه بتاريخ 2024-12-22.
402. ↑  "سريع: القوات المسلحة اليمنية تُسقط طائرة "أف 18" أميركية وتستهدف حاملة طائرات في البحر الأحمر". الميادين. 22 ديسمبر 2024. مؤرشف من الأصل في 2025-01-26. اطلع عليه بتاريخ 2024-12-22.
403. ↑  "شهداء وإصابات جرّاء قصف الاحتلال تجمعاً للمواطنين بمخيم البريج وسط القطاع". دتيا الوطن. 22 ديسمبر 2024. اطلع عليه بتاريخ 2024-12-22.
404. ↑  ""IDF: Reservist seriously wounded earlier today during fighting in central Gaza"". Times of Israel. 22 ديسمبر 2024. مؤرشف من الأصل في 2024-12-23. اطلع عليه بتاريخ 2024-12-22.
405. ↑  "غزة: مقاوم يقتحم ناقلة جند إسرائيلية ويفجرها.. وقصف حشود للاحتلال وسط القطاع". الميادين. 22 ديسمبر 2024. مؤرشف من الأصل في 2025-01-24. اطلع عليه بتاريخ 2024-12-22.
406. ↑  "5 شهداء وعشرات الجرحى في قصف عنيف للاحتلال استهدف خيام النازحين غرب خان يونس". وكالة الأنباء الفلسطينية. 22 ديسمبر 2024. مؤرشف من الأصل في 2024-12-22. اطلع عليه بتاريخ 2024-12-22.
407. ↑  "7 شهداء وجرحى باستهداف خيام النازحين بمواصي خانيونس". المركز الفلسطيني للإعلام. 22 ديسمبر 2024. مؤرشف من الأصل في 2024-12-26. اطلع عليه بتاريخ 2024-12-22.
408. ↑  "الحرب على غزة.. 50 شهيدا بمجازر جديدة والمقاومة تنفذ عمليات ضد الاحتلال". الجزيرة. 23 ديسمبر 2024. مؤرشف من الأصل في 2024-12-22. اطلع عليه بتاريخ 2024-12-23.
409. ↑  "بعد 5 مجازر .. 58 شهيدًا و86 إصابة بعدوان الاحتلال على غزة في 24 ساعة". المركز الفلسطيني للإعلام. 23 ديسمبر 2024. مؤرشف من الأصل في 2025-01-23. اطلع عليه بتاريخ 2024-12-23.
410. ↑  "اليوم 444 للعدوان.. الاحتلال يواصل مجازره في غزة ويستهدف مستشفى كمال عدوان". الغد. 23 ديسمبر 2024. مؤرشف من الأصل في 2025-01-23. اطلع عليه بتاريخ 2024-12-23.
411. ↑  "لليوم الـ 444.. الاحتلال يُواصل حربَ الإبادة الجماعيَّة على قطاع غزَّة". فلسطين أون لاين. 23 ديسمبر 2024. اطلع عليه بتاريخ 2024-12-23.
412. ↑  ""طعن وقتل 3 جنود إسرائيليين".. عملية أمنية معقدة للقسام في بيت لاهيا شمال قطاع غزة". الميادين. 23 ديسمبر 2024. مؤرشف من الأصل في 2025-01-26. اطلع عليه بتاريخ 2024-12-23.
413. ↑  "الاحتلال يشن حملة اعتقالات خلال اقتحامه مدنا وبلدات بالضفة الغربية". الجزيرة. 23 ديسمبر 2024. مؤرشف من الأصل في 2025-01-05. اطلع عليه بتاريخ 2024-12-23.
414. ↑  "مواجهات بالخليل والاحتلال يخضع العشرات لتحقيق ميداني". الجزيرة. 23 ديسمبر 2024. مؤرشف من الأصل في 2025-01-01. اطلع عليه بتاريخ 2024-12-23.
415. ↑  "الاحتلال يهدم منزلا ويصيب مواطنا بالرصاص في شيوخ العروب شمال الخليل". وكالة الأبناء الفلسطينية. 23 ديسمبر 2024. اطلع عليه بتاريخ 2024-12-23.
416. ↑  "الاحتلال يعتقل 10 مواطنين من الضفة". وكالة الأنباء الفلسطينية. 23 ديسمبر 2024. مؤرشف من الأصل في 2025-05-30. اطلع عليه بتاريخ 2024-12-23.
417. ↑  "صورة: جيش الاحتلال يصدر أوامر إخلاء لمناطق جديدة في مناطق الشجاعية شرق مدينة غزة". دنيا الوطن. 23 ديسمبر 2024. مؤرشف من الأصل في 2025-02-11. اطلع عليه بتاريخ 2024-12-23.
418. ↑  "أكثر من 50 شهيداً وجريحاً.. الاحتلال يرتكب مجزرة في النصيرات وسط قطاع غزة". الميادين. 23 ديسمبر 2024. مؤرشف من الأصل في 2025-01-23. اطلع عليه بتاريخ 2024-12-23.
419. ↑  "العميد رجب: استشهاد رقيب أول مهران قادوس برصاص خارجين على القانون في مخيم جنين". وكالة الأنباء الفلسطينية وفا. 23 ديسمبر 2024. اطلع عليه بتاريخ 2024-12-23.
420. ↑  "مقتل عنصر في أجهزة أمن السلطة وإصابة آخرين خلال الاشتباكات في جنين". شبكة قدس. 23 ديسمبر 2024. مؤرشف من الأصل في 2025-01-23. اطلع عليه بتاريخ 2024-12-23.
421. ↑  "الاحتلال يقتل فلسطينيا شمال القدس بزعم محاولة طعن جندي". الجزيرة. 23 ديسمبر 2024. مؤرشف من الأصل في 2024-12-30. اطلع عليه بتاريخ 2024-12-23.
422. ↑  "مقتل 3 جنود إسرائيليين في جباليا والقسام تعلن عن عملية أمنية معقدة". الجزيرة. 23 ديسمبر 2024. مؤرشف من الأصل في 2025-02-09. اطلع عليه بتاريخ 2024-12-23.
423. ↑  ""Middle East latest: Israeli airstrikes on Gaza kill at least 20 people, Palestinian medics say"". Associated Press. 23 ديسمبر 2024. مؤرشف من الأصل في 2025-05-16. اطلع عليه بتاريخ 2024-12-23.
424. ↑  "الجيش الإسرائيلي يجدد تحذيره إلى سكان جنوب لبنان". النهار. 23 ديسمبر 2024. مؤرشف من الأصل في 2024-12-23. اطلع عليه بتاريخ 2024-12-23.
425. ↑  "القوات اليمنية: هاجمنا بالطيران المسيّر هدفين عسكريّين في عسقلان و"تل أبيب"". الميادين. مؤرشف من الأصل في 2025-01-20. اطلع عليه بتاريخ 2024-12-23.
426. ↑  Presse, AFP-Agence France. "Netanyahu Says Ordered Israeli Forces To 'Destroy Huthi Infrastructure'". www.barrons.com (بالإنجليزية الأمريكية). Archived from the original on 2025-01-15. Retrieved 2024-12-23.
427. ↑  "اصابة مواطنة بالرصاص خلال اقتحام قوات الاحتلال قرية حوسان". وكالة الأنباء الفلسطينية. 23 ديسمبر 2024. مؤرشف من الأصل في 2025-01-23. اطلع عليه بتاريخ 2024-12-23.
428. ↑  "أمن وقضاء - شهيدان وجريح في غارة". وكالة الوطني للإعلام. 23 ديسمبر 2024. اطلع عليه بتاريخ 2024-12-23.
429. ↑  "جنوب لبنان يئن تحت رحمة الـ"60 يوما"... تفخيخ حارات وسقوط ضحايا". النهار. 23 ديسمبر 2024. مؤرشف من الأصل في 2024-12-23. اطلع عليه بتاريخ 2024-12-23.
430. ↑  "IDF announces deaths of three soldiers killed during fighting in northern Gaza today". Times of Israel. 23 ديسمبر 2024. اطلع عليه بتاريخ 2024-12-23.
431. ↑  "عشرات الشهداء بغزة والاحتلال يواصل الحرب ضد مستشفيات الشمال". الجزيرة. 24 ديسمبر 2024. مؤرشف من الأصل في 2025-01-09. اطلع عليه بتاريخ 2024-12-24.
432. ↑  "8 شهداء بقصف إسرائيلي على خيام تؤوي نازحين جنوبي قطاع غزة". الجزيرة. 24 ديسمبر 2024. مؤرشف من الأصل في 2025-01-03. اطلع عليه بتاريخ 2024-12-24.
433. ↑  ""Israeli defense minister claims responsibility for Hamas leader's assassination in Iran"". Rueters. 24 ديسمبر 2024. اطلع عليه بتاريخ 2024-12-24.
434. ↑  "الحرب على غزة.. الاحتلال يتوغل بالشجاعية ويستهدف مستشفيات الشمال". الجزيرة. 24 ديسمبر 2024. مؤرشف من الأصل في 2024-12-23. اطلع عليه بتاريخ 2024-12-24.
435. ↑  "الصحة بغزة: 21 شهيداً بمجازر الاحتلال خلال 24 ساعة ماضية". دنيا الوطن. 24 ديسمبر 2024. مؤرشف من الأصل في 2025-02-11. اطلع عليه بتاريخ 2024-12-24.
436. ↑  "5 شهداء من عناصر تأمين المساعدات بغارة على دير البلح". المركز الفلسطيني للإعلام. 24 ديسمبر 2024. مؤرشف من الأصل في 2025-01-23. اطلع عليه بتاريخ 2024-12-24.
437. ↑  "شهيد برصاص الاحتلال في مخيم طولكرم". المركز الفلسطيني للإعلام. 24 ديسمبر 2024. مؤرشف من الأصل في 2025-01-23. اطلع عليه بتاريخ 2024-12-24.
438. ↑  "شهيد بطولكرم والاحتلال يطلق عملية عسكرية بالمدينة". الجزيرة. 24 ديسمبر 2024. مؤرشف من الأصل في 2024-12-27. اطلع عليه بتاريخ 2024-12-24.
439. ↑  "المقاومة تتصدى لاقتحام إسرائيلي في مخيم طولكرم.. وشهيد برصاص الاحتلال". الميادين. 24 ديسمبر 2024. مؤرشف من الأصل في 2025-01-19. اطلع عليه بتاريخ 2024-12-24.
440. ↑  "جيش الاحتلال يقتحم بلدات ومدنا بالضفة ويشتبك مع مقاومين". الجزيرة. 24 ديسمبر 2024. مؤرشف من الأصل في 2025-01-03. اطلع عليه بتاريخ 2024-12-24.
441. ↑  "الاحتلال يعتقل 15 مواطنا من الضفة بينهم مصاب". وكالة الأنباء الفلسطينية. 24 ديسمبر 2024. مؤرشف من الأصل في 2024-12-24. اطلع عليه بتاريخ 2024-12-24.
442. ↑  "إصابة 3 مواطنين واعتقال رابع إثر اقتحام قوات الاحتلال مدينة نابلس ومخيم بلاطة". وكالة الأنباء الفلسطينية. 24 ديسمبر 2024. مؤرشف من الأصل في 2024-12-24. اطلع عليه بتاريخ 2024-12-24.
443. ↑  "شهيدان ومصابون في قصف الاحتلال مدينة غزة". وكالة الأنباء الفلسطينية. 24 ديسمبر 2024. اطلع عليه بتاريخ 2024-12-24.
444. ↑  "شهداء وإصابات بقصف إسرائيلي على مركز للدفاع المدني في غزة". المركز الفلسطيني للإعلام. 24 ديسمبر 2024. مؤرشف من الأصل في 2025-01-23. اطلع عليه بتاريخ 2024-12-24.
445. ↑  "الاحتلال يجبر الجرحى والمرضى على إخلاء المستشفى الاندونيسي شمال غزة". المركز الفلسطيني للإعلام. 24 ديسمبر 2024. مؤرشف من الأصل في 2025-01-23. اطلع عليه بتاريخ 2024-12-24.
446. ↑  "(محدث) شهيدة مسنة و3 إصابات في قصف الاحتلال مخيم طولكرم". وكالة الأنباء الفلسطينية. 24 ديسمبر 2024. اطلع عليه بتاريخ 2024-12-24.
447. ↑  "4 إصابات بمواجهات مع الاحتلال في بيت فوريك شرق نابلس". المركز الفلسطيني للإعلام. 24 ديسمبر 2024. مؤرشف من الأصل في 2025-01-23. اطلع عليه بتاريخ 2024-12-24.
448. ↑  "الحوثيون يستهدفون يافا بصاروخ فرط صوتي وكاتس يتوعدهم". الجزيرة. 24 ديسمبر 2024. مؤرشف من الأصل في 2024-12-25. اطلع عليه بتاريخ 2024-12-24.
449. ↑  "9 شهداء بمجزرة إسرائيلية جديدة شمال غزة". المركز الفلسطيني للإعلام. 24 ديسمبر 2024. مؤرشف من الأصل في 2025-03-20. اطلع عليه بتاريخ 2024-12-24.
450. ↑  ""Israeli jets strike Hamas rocket launcher next to UN building in north Gaza, says IDF"". Times of Israel. 24 ديسمبر 2024. مؤرشف من الأصل في 2024-12-24. اطلع عليه بتاريخ 2024-12-24.
451. ↑  ""IDF says it carried out drone strike on Palestinian gunmen near Tulkarem"". Times of Israel. 24 ديسمبر 2024. مؤرشف من الأصل في 2024-12-25. اطلع عليه بتاريخ 2024-12-24.
452. ↑  ""Israeli army claims to have confiscated over 84,000 weapons in Lebanon"". Al Jazeera. 24 ديسمبر 2024. مؤرشف من الأصل في 2025-01-22. اطلع عليه بتاريخ 2024-12-24.
453. ↑  ""Israeli military says troops' presence inadvertently contributed to Hamas killing 6 hostages in August"". Associated Press. 24 ديسمبر 2024. مؤرشف من الأصل في 2024-12-27. اطلع عليه بتاريخ 2024-12-24.
454. ↑  "استشهاد شاب متأثرا بإصابته برصاص الاحتلال في مخيم نور شمس". وكالة الأنباء الفلسطينية. 24 ديسمبر 2024. اطلع عليه بتاريخ 2024-12-24.
455. ↑  "غزة: المقاومة تفجّر منزلاً داخله 12 جندياً إسرائيلياً.. وتقصف الاحتلال في "نتساريم"". الميادين. 24 ديسمبر 2024. مؤرشف من الأصل في 2025-01-13. اطلع عليه بتاريخ 2024-12-24.
456. ↑  "3 شهداء ومصابون في قصف للاحتلال استهدف منزلا ببيت حانون". وكالة الأنباء الفلسطينية. 24 ديسمبر 2024. مؤرشف من الأصل في 2025-01-23. اطلع عليه بتاريخ 2024-12-24.
457. ↑  "شهداء ومصابون بقصف إسرائيلي على النصيرات وجباليا". الجزيرة. 24 ديسمبر 2024. مؤرشف من الأصل في 2025-01-06. اطلع عليه بتاريخ 2024-12-24.
458. ↑  "سبع إصابات جراء قصف الاحتلال خيمة تؤوي نازحين في خان يونس". وكالة الأنباء الفلسطينية. 24 ديسمبر 2024. اطلع عليه بتاريخ 2024-12-24.
459. ↑  ""Brigade commander lightly injured by bomb during West Bank operation"". Times of Israel. 24 ديسمبر 2024. مؤرشف من الأصل في 2024-12-25. اطلع عليه بتاريخ 2024-12-24.
460. ↑  "الحرب على غزة مباشر.. عشرات الشهداء بالقطاع وإسرائيل تدرس شن هجوم على اليمن". الجزيرة. 24 ديسمبر 2024. مؤرشف من الأصل في 2024-12-25. اطلع عليه بتاريخ 2024-12-24.
461. ↑  "ارتفاع حصيلة الشهداء في قطاع غزة إلى 45.361 والإصابات إلى 107.803 منذ بدء العدوان". وكالة الأنباء الفلسطينية. 24 ديسمبر 2024. اطلع عليه بتاريخ 2024-12-24.
462. ↑  "شهيد جنوب طوباس وإضراب في طولكرم حدادا على شهداء اقتحامات الاحتلال". الجزيرة. 24 ديسمبر 2024. مؤرشف من الأصل في 2024-12-27. اطلع عليه بتاريخ 2024-12-24.
463. ↑  ""Houthi missile intercepted before entering Israeli airspace"". Times of Israel. 24 ديسمبر 2024. مؤرشف من الأصل في 2024-12-27. اطلع عليه بتاريخ 2024-12-24.
464. ↑  "القوات اليمنية تضرب هدفاً إسرائيلياً في يافا المحتلة بصاروخ "فلسطين 2"". الميادين. 24 ديسمبر 2024. مؤرشف من الأصل في 2025-01-21. اطلع عليه بتاريخ 2024-12-24.
465. ↑  "قتيلان باشتباكات بين أمن السلطة ومقاومين في مخيم جنين". الجزيرة. 24 ديسمبر 2024. مؤرشف من الأصل في 2025-01-10. اطلع عليه بتاريخ 2024-12-24.
466. ↑  "دعوة أممية لتقديم مساعدات عاجلة للمنشآت الطبية في غزة". الشرق الأوسط. 24 ديسمبر 2024. مؤرشف من الأصل في 2024-12-25. اطلع عليه بتاريخ 2024-12-24.
467. 1 2  "لليوم الـ 446.. الاحتلال يُواصِلُ حرب "الإبادة الجماعيَّة" على غزَّة". فلسطين أون لاين. 24 ديسمبر 2024. اطلع عليه بتاريخ 2024-12-24.
468. ↑  "وفاة رضيعة ثانية جراء البرد الشديد في خيمة بمواصي خانيونس". PNN. 24 ديسمبر 2024. مؤرشف من الأصل في 2025-01-06. اطلع عليه بتاريخ 2024-12-24.
469. ↑  "شهداء وجرحى في قصف للاحتلال على محيط مدرسة تؤوي نازحين بحي الشيخ رضوان غرب غزة". وكالة الأنباء الفلسطينية. 24 ديسمبر 2024. مؤرشف من الأصل في 2024-12-27. اطلع عليه بتاريخ 2024-12-24.
470. ↑  "شهداء بغزة والاحتلال يفخخ محيط مستشفى كمال عدوان". الجزيرة. 24 ديسمبر 2024. مؤرشف من الأصل في 2024-12-27. اطلع عليه بتاريخ 2024-12-24.
471. ↑  "مستوطنون يحرقون حظيرتي أغنام شمال غرب أريحا (شاهد)". فلسطين أون لاين. 24 ديسمبر 2024. اطلع عليه بتاريخ 2024-12-24.
472. ↑  "إصابة 3 شبان وحملة اعتقالات واسعة خلال اقتحام الاحتلال مخيم الأمعري". شبكة فلسطين للأنباء. 24 ديسمبر 2024. مؤرشف من الأصل في 2024-12-27. اطلع عليه بتاريخ 2024-12-24.
473. ↑  "إصابات واعتقالات خلال اقتحام مخيم الأمعري في رام الله". وكالة الأنباء الفلسطينية. 24 ديسمبر 2024. مؤرشف من الأصل في 2024-12-25. اطلع عليه بتاريخ 2024-12-24.
474. ↑  "مقتل كاتبة فلسطينية وزوجها في قصف إسرائيلي استهدف منزلا في مخيم النصيرات وسط غزة (صور)". RT عربي. 24 ديسمبر 2024. مؤرشف من الأصل في 2024-12-25. اطلع عليه بتاريخ 2024-12-24.
475. ↑  "مستوطنون يقتحمون باحات الأقصى ويؤدون شعائر تلمودية بمناسبة عيد "الحانوكا" (فيديو)". RT عربي. 24 ديسمبر 2024. مؤرشف من الأصل في 2024-12-25. اطلع عليه بتاريخ 2024-12-24.
476. ↑  "الاحتلال يعتقل 25 مواطناً على الأقل من الضفة". وكالة الأنباء الفلسطينية. 24 ديسمبر 2024. اطلع عليه بتاريخ 2024-12-24.
477. ↑  ""Reports of overnight IDF strike in Baalbek region said to target Hezbollah warehouses"". Times of Israel. 24 ديسمبر 2024. مؤرشف من الأصل في 2024-12-25. اطلع عليه بتاريخ 2024-12-24.
478. ↑  "اليمن: الأجهزة الأمنية تحبط أنشطة استخباراتية أميركية - إسرائيلية". الميادين. 24 ديسمبر 2024. مؤرشف من الأصل في 2025-01-23. اطلع عليه بتاريخ 2024-12-24.
479. ↑  ""2 Hamas attack tunnels with multiple exit shafts recently destroyed in Gaza, IDF says"". Times of Israel. 24 ديسمبر 2024. مؤرشف من الأصل في 2024-12-25. اطلع عليه بتاريخ 2024-12-24.
480. ↑  "القوات المسلحة اليمنية: بالمسيرات.. ضربنا هدفين إسرائيليين في يافا وعسقلان المحتلتين". الميادين. 24 ديسمبر 2024. مؤرشف من الأصل في 2025-02-09. اطلع عليه بتاريخ 2024-12-24.
481. ↑  "استشهاد المقاوم أحمد عمارنة بعد محاصرته في طولكرم". المركز الفلسطيني للإعلام. 24 ديسمبر 2024. مؤرشف من الأصل في 2025-01-23. اطلع عليه بتاريخ 2024-12-24.
482. ↑  "المقاومة الفلسطينية تقنص جندياً في جباليا.. وتسقط مسيرة وسط قطاع غزة". الميادين. 24 ديسمبر 2024. مؤرشف من الأصل في 2025-01-14. اطلع عليه بتاريخ 2024-12-24.
483. ↑  "عملية دهس قرب مستوطنة غوش عتصيون واستنفار جيش الاحتلال". الجزيرة. 24 ديسمبر 2024. مؤرشف من الأصل في 2025-01-02. اطلع عليه بتاريخ 2024-12-24.
484. ↑  "شهيدان في قصف للاحتلال وسط وجنوب قطاع غزة". وكالة الأنباء الفلسطينية. 24 ديسمبر 2024. اطلع عليه بتاريخ 2024-12-24.
485. ↑  "الحرب على غزة مباشر.. عمليات للقسام بجباليا وهجوم إسرائيلي واسع على اليمن". الجزيرة. 26 ديسمبر 2024. مؤرشف من الأصل في 2025-04-23. اطلع عليه بتاريخ 2024-12-26.
486. ↑  "الصحة بغزة: 38 شهيداً جرّاء ثلاث مجازر للاحتلال خلال 24 ساعة". دنيا الوطن. 26 ديسمبر 2024. مؤرشف من الأصل في 2024-12-29. اطلع عليه بتاريخ 2024-12-26.
487. ↑  "المتطرف بن غفير يقود اقتحام المستوطنين للمسجد الأقصى". المركز الفلسطيني للإعلام. 26 ديسمبر 2024. مؤرشف من الأصل في 2025-01-23. اطلع عليه بتاريخ 2024-12-26.
488. ↑  "استشهاد 5 صحفيين من قناة القدس اليوم بغارة إسرائيلية على مخيم النصيرات". المركز الفلسطيني للإعلام. 26 ديسمبر 2024. مؤرشف من الأصل في 2025-01-23. اطلع عليه بتاريخ 2024-12-26.
489. ↑  "استشهاد 5 صحفيين وغارات إسرائيلية على مناطق مختلفة بغزة". الجزيرة. 26 ديسمبر 2024. مؤرشف من الأصل في 2024-12-31. اطلع عليه بتاريخ 2024-12-26.
490. ↑  ""أحدُهم كان في طريقه لرؤية مولوده الأوَّل".. استشهاد 5 صحفيين في استهداف الاحتلال مركبةً في النُّصيرات (شاهد)". فلسطين أون لاين. 26 ديسمبر 2024. اطلع عليه بتاريخ 2024-12-26.
491. ↑  "IDF says it carried out targeted strike on Islamic Jihad cell in Gaza's Nuseirat". Times of Israel. 26 ديسمبر 2024. مؤرشف من الأصل في 2024-12-26. اطلع عليه بتاريخ 2024-12-26.
492. ↑  "مستوطنون يقتحمون قبر يوسف والاحتلال ينهي عمليته بطولكرم". الجزيرة. 26 ديسمبر 2024. مؤرشف من الأصل في 2025-01-10. اطلع عليه بتاريخ 2024-12-26.
493. ↑  "آخر التَّطوُّرات.. حرب "الإبادة الجماعيَّة" على غزَّة تدخلُ يومها الـ 447". فلسطين أون لاين. 26 ديسمبر 2024. اطلع عليه بتاريخ 2024-12-26.
494. ↑  "10 شهداء في قصف الاحتلال منطقتي الصبرة جنوب غزة وجباليا البلد". وكالة الأنباء الفلسطينية. 26 ديسمبر 2024. اطلع عليه بتاريخ 2024-12-26.
495. ↑  "5 شهداء و20 مصابا في قصف الاحتلال منزلا بحي الزيتون في مدينة غزة". وكالة الأنباء الفلسطينية. 26 ديسمبر 2024. اطلع عليه بتاريخ 2024-12-26.
496. ↑  "الاحتلال الإسرائيلي يتوغل في وادي الحجير جنوب لبنان وسط تمشيط كثيف لأحراجه". الميادين. 26 ديسمبر 2024. مؤرشف من الأصل في 2025-01-17. اطلع عليه بتاريخ 2024-12-26.
497. ↑  "شهداء وجرحى في قصف الاحتلال المتواصل على قطاع غزة بينهم مسعفان". وكالة الأنباء الفلسطينية. 26 ديسمبر 2024. اطلع عليه بتاريخ 2024-12-26.
498. ↑  "مقتل ضابط إسرائيلي قنصا والقسام تستهدف دبابة ميركافا بغزة". الجزيرة. 26 ديسمبر 2024. مؤرشف من الأصل في 2024-12-31. اطلع عليه بتاريخ 2024-12-26.
499. ↑  ""Reservist soldier killed during fighting in central Gaza, IDF announces"". Times of Israel. 26 ديسمبر 2024. مؤرشف من الأصل في 2025-02-10. اطلع عليه بتاريخ 2024-12-26.
500. ↑  "إسرائيل تشن غارات واسعة على اليمن وتتأهب لردّ حوثي". الجزيرة. 26 ديسمبر 2024. مؤرشف من الأصل في 2025-01-03. اطلع عليه بتاريخ 2024-12-26.
501. ↑  "إعلام حوثي: إسرائيل قصفت مواقع في صنعاء والحديدة". سي إن إن. 26 ديسمبر 2024. مؤرشف من الأصل في 2025-01-17. اطلع عليه بتاريخ 2024-12-26.
502. ↑  "عدوان إسرائيلي على منشآت مدنية في اليمن.. ومصدرٌ للميادين يؤكد: الهجوم سيقابل بالمثل". الميادين. 26 ديسمبر 2024. مؤرشف من الأصل في 2025-01-15. اطلع عليه بتاريخ 2024-12-26.
503. ↑  "19 شهداء وجرحى جراء عدوان إسرائيلي استهدف العاصمة صنعاء والحديدة "محدث"". المسيرة. 26 ديسمبر 2024. اطلع عليه بتاريخ 2024-12-26.
504. ↑  "ارتفاع حصيلة العدوان الإسرائيلي على اليمن". المساء. 26 ديسمبر 2024. مؤرشف من الأصل في 2025-01-01. اطلع عليه بتاريخ 2024-12-26.
505. ↑  ""Israeli strikes hit Sanaa airport during Houthi leader's televised speech"". Ynet. 26 ديسمبر 2024. مؤرشف من الأصل في 2025-02-20. اطلع عليه بتاريخ 2024-12-26.
506. ↑  "ارتقاء 5 شهداء من الكوادر الطبية في مستشفى كمال عدوان". المركز الفلسطيني للإعلام. 26 ديسمبر 2024. مؤرشف من الأصل في 2025-01-23. اطلع عليه بتاريخ 2024-12-26.
507. ↑  "الرابع خلال 72 ساعة: استشهاد رضيع بسبب البرد في قطاع غزة". دنيا الوطن. 26 ديسمبر 2024. مؤرشف من الأصل في 2025-01-02. اطلع عليه بتاريخ 2024-12-26.
508. ↑  "9 شهداء إثر قصف الاحتلال منزلا شمال مدينة غزة". وكالة الأنباء الفلسطينية. 26 ديسمبر 2024. مؤرشف من الأصل في 2024-12-28. اطلع عليه بتاريخ 2024-12-26.
509. ↑  ""Israel Loosened Its Rules to Bomb Hamas Fighters, Killing Many More Civilians"". The New York Times. 26 ديسمبر 2024. مؤرشف من الأصل في 2025-05-29. اطلع عليه بتاريخ 2024-12-26.
510. ↑  "شهيد برصاص الاحتلال في بلدة يعبد". المركز الفلسطيني للإعلام. 26 ديسمبر 2024. مؤرشف من الأصل في 2025-01-23. اطلع عليه بتاريخ 2024-12-26.
511. ↑  "15 شهيدا إثر استهداف الاحتلال منزلين في مدينة غزة". وكالة الأنباء الفلسطينية. 26 ديسمبر 2024. مؤرشف من الأصل في 2024-12-28. اطلع عليه بتاريخ 2024-12-26.
512. ↑  "الجيش اللبناني: القوات الإسرائيلية تنسحب من القنطرة وعدشيت القصير ووادي الحجير". الميادين. 26 ديسمبر 2024. مؤرشف من الأصل في 2025-01-26. اطلع عليه بتاريخ 2024-12-26.
513. ↑  "IDF platoon commander killed fighting in northern Gaza, says military". The Times of Israel. 26 ديسمبر 2024. مؤرشف من الأصل في 2024-12-26. اطلع عليه بتاريخ 2024-12-26.
514. ↑  "الحرب على غزة مباشر.. الاحتلال يقتحم مستشفى كمال عدوان وعمليات للقسام شمال القطاع". الجزيرة. 27 ديسمبر 2024. مؤرشف من الأصل في 2024-12-27. اطلع عليه بتاريخ 2024-12-27.
515. ↑  "37 شهيدًا و98 إصابة بعدوان الاحتلال على غزة في 24 ساعة". المركز الفلسطيني للإعلام. 27 ديسمبر 2024. مؤرشف من الأصل في 2025-01-23. اطلع عليه بتاريخ 2024-12-27.
516. ↑  ""Nighttime sirens again sound in central Israel; IDF says projectile fired from Yemen"". The Times of Israel. 27 ديسمبر 2024. مؤرشف من الأصل في 2024-12-30. اطلع عليه بتاريخ 2024-12-27.
517. ↑  "إسرائيل تعترض صاروخا أطلق من اليمن.. وإصابات بتدافع نحو الملاجئ". الحرة. 27 ديسمبر 2024. مؤرشف من الأصل في 2025-01-14. اطلع عليه بتاريخ 2024-12-27.
518. ↑  "الاحتلال يقتحم مستشفى كمال عدوان وانقطاع الاتصال به". المركز الفلسطيني للإعلام. 27 ديسمبر 2024. مؤرشف من الأصل في 2025-01-23. اطلع عليه بتاريخ 2024-12-27.
519. ↑  "الاحتلال يحرق مشفى كمال عدوان ويقتل أكثر من 4 آلاف فلسطيني في شمال قطاع غزة". شبكة قدس الإخبارية. 27 ديسمبر 2024. مؤرشف من الأصل في 2025-01-23. اطلع عليه بتاريخ 2024-12-27.
520. ↑  "انقطاع الاتصال بالطواقم الطبية والمرضى والصحفيين في مستشفى كمال عدوان". وكالة الأنباء الفلسطينية. 27 ديسمبر 2024. مؤرشف من الأصل في 2024-12-27. اطلع عليه بتاريخ 2024-12-27.
521. ↑  ""IDF launches new raid on north Gaza hospital after Hamas operative move in"". Times of Israel. 27 ديسمبر 2024. مؤرشف من الأصل في 2024-12-27. اطلع عليه بتاريخ 2024-12-27.
522. ↑  "شهداء وجرحى في قصف إسرائيلي على غزة ورفح". وكالة الأنباء الفلسطينية. 27 ديسمبر 2024. مؤرشف من الأصل في 2024-12-27. اطلع عليه بتاريخ 2024-12-27.
523. ↑  "Elderly woman murdered in terror stabbing attack in Herzliya, suspect neutralized". Jerusalem Post. 27 ديسمبر 2024. اطلع عليه بتاريخ 2024-12-27.
524. ↑  "مقتل مستوطنة بعملية طعن قرب تل أبيب". المركز الفلسطيني للإعلام. 27 ديسمبر 2024. مؤرشف من الأصل في 2024-12-30. اطلع عليه بتاريخ 2024-12-27.
525. ↑  "إصابتان بالرصاص الحي إثر اقتحام الاحتلال مخيم الجلزون". وكالة الأنباء الفلسطينية. 27 ديسمبر 2024. مؤرشف من الأصل في 2024-12-27. اطلع عليه بتاريخ 2024-12-27.
526. ↑  "عملية مركبة .. قسامي يفجر نفسه بقوة صهيونية واستهداف قوات النجدة في مخيم جباليا". المركز الفلسطيني للإعلام. 27 ديسمبر 2024. مؤرشف من الأصل في 2025-02-10. اطلع عليه بتاريخ 2024-12-27.
527. ↑  "بصاروخ فرط صوتي والمسيرات.. القوات المسلحة تنفذ 3 عمليات عسكرية منها قصف مطار "بن غريون" وهدف في يافا". المسيرة. 27 ديسمبر 2024. اطلع عليه بتاريخ 2024-12-27.
528. ↑  "مجازر مروعة في غزة وكمائن القسام تلاحق جنود الاحتلال بجباليا". الجزيرة. 27 ديسمبر 2024. مؤرشف من الأصل في 2025-01-05. اطلع عليه بتاريخ 2024-12-27.
529. ↑  "الاحتلال يقتحم بلدات بالضفة ويصيب فلسطينيين بنابلس ورام الله". الجزيرة. 27 ديسمبر 2024. مؤرشف من الأصل في 2025-01-01. اطلع عليه بتاريخ 2024-12-27.
530. ↑  "وفاة حكيم نتيجة البرد القارس في خان يونس". الجزيرة. 27 ديسمبر 2024. مؤرشف من الأصل في 2025-01-23. اطلع عليه بتاريخ 2024-12-27.
531. ↑  "6 شهداء إثر قصف الاحتلال مناطق في مدينة غزة". وكالة الأنباء الفلسطينية. 27 ديسمبر 2024. مؤرشف من الأصل في 2025-01-23. اطلع عليه بتاريخ 2024-12-27.
532. ↑  "شهداء وجرحى في جباليا البلد استهدفهم مسيرة إسرائيلية". وكالة الأنباء الفلسطينية. 27 ديسمبر 2024. مؤرشف من الأصل في 2025-01-23. اطلع عليه بتاريخ 2024-12-27.
533. ↑  "عملية فدائية وقنص وتفجير آلية.. آخر عمليات المقاومة في شمالي قطاع غزة". الميادين. 27 ديسمبر 2024. مؤرشف من الأصل في 2025-01-21. اطلع عليه بتاريخ 2024-12-27.
534. ↑  "شهيدان في استهداف طيران الاحتلال المسير مواطنين بمدينة غزة". وكالة الأنباء الفلسطينية. 27 ديسمبر 2024. مؤرشف من الأصل في 2025-01-23. اطلع عليه بتاريخ 2024-12-27.
535. ↑  "مصادر طبية: كوادر في مستشفى كمال عدوان استشهدوا حرقا". الجزيرة. 27 ديسمبر 2024. مؤرشف من الأصل في 2024-12-28. اطلع عليه بتاريخ 2024-12-27.
536. ↑  "المكتب الإعلامي الحكومي بغزة: الاحتلال يتحمل المسؤولية عن استهداف مستشفى كامل عدوان وندعو لتحرك دولي عاجل". وكالة وطن للأنباء. 27 ديسمبر 2024. اطلع عليه بتاريخ 2024-12-27.
537. ↑  "غارات أميركية بريطانية على صنعاء وتوقعات باستمرار التصعيد الإسرائيلي". الجزيرة. 27 ديسمبر 2024. مؤرشف من الأصل في 2024-12-31. اطلع عليه بتاريخ 2024-12-27.
538. ↑  "منظمة الصحة: خروج مستشفى كمال عدوان "آخر مرفق صحي بشمال غزة عن الخدمة" بسبب غارة إسرائيلية". سي إن إن. 27 ديسمبر 2024. مؤرشف من الأصل في 2025-01-14. اطلع عليه بتاريخ 2024-12-27.
539. ↑  "IDF downs missile from Yemen outside Israeli airspace; sirens blare in Jerusalem area". Times of Israel. 27 ديسمبر 2024. مؤرشف من الأصل في 2025-01-25. اطلع عليه بتاريخ 2024-12-27.
540. ↑  "اليمن يجدد مهاجمة "إسرائيل".. وإعلام إسرائيلي: أطلق 10 صواريخ و9 مُسيرات منذ بداية الشهر الجاري". الميادين. 27 ديسمبر 2024. مؤرشف من الأصل في 2025-01-26. اطلع عليه بتاريخ 2024-12-27.
541. ↑  "الحرب على غزة.. الاحتلال يحرق مستشفى كمال عدوان بالقطاع ويصعّد بالضفة". الجزيرة. 27 ديسمبر 2024. مؤرشف من الأصل في 2024-12-28. اطلع عليه بتاريخ 2024-12-27.
542. ↑  "في اليوم الـ449 لحرب الإبادة على غزة.. ارتفاع حصيلة الشهداء والمصابين". جريدة الغد. 27 ديسمبر 2024. مؤرشف من الأصل في 2024-12-28. اطلع عليه بتاريخ 2024-12-27.
543. ↑  "بينهم 3 أطفال.. 9 شهداء من عائلة واحدة في قصف صهيوني على غزة". بوابة الوسط. 27 ديسمبر 2024. مؤرشف من الأصل في 2024-12-28. اطلع عليه بتاريخ 2024-12-27.
544. ↑  "ليلة قاسية عاشها الجرحى.. الصحة تعلن اعتقال مدير مستشفى كمال عدوان". المركز الفلسطيني للإعلام. 27 ديسمبر 2024. مؤرشف من الأصل في 2024-12-30. اطلع عليه بتاريخ 2024-12-27.
545. ↑  "الاحتلال يعتقل 15 مواطنا من الضفة بينهم سيدة". وكالة الأنباء الفلسطينية. 27 ديسمبر 2024. مؤرشف من الأصل في 2025-01-23. اطلع عليه بتاريخ 2024-12-27.
546. ↑  ""محدث" خمسة شهداء وجرحى في قصف الاحتلال جباليا البلد والنزلة". وكالة الأنباء الفلسطينية. 27 ديسمبر 2024. مؤرشف من الأصل في 2025-01-23. اطلع عليه بتاريخ 2024-12-27.
547. ↑  "IDF carries out airstrikes as troops launch new raid in northern Gaza's Beit Hanoun". Times of Israel. 27 ديسمبر 2024. مؤرشف من الأصل في 2025-01-25. اطلع عليه بتاريخ 2024-12-27.
548. ↑  "إصابات واعتقالات في هجوم للمستوطنين وجيش الاحتلال على سلواد". المركز الفلسطيني للإعلام. 27 ديسمبر 2024. مؤرشف من الأصل في 2025-01-23. اطلع عليه بتاريخ 2024-12-27.
549. ↑  "محدث لليوم الـ 449.. الاحتلال يُواصل حرب "الإبادة الجماعيَّة" على قطاع غزَّة". فلسطين أون لاين. 27 ديسمبر 2024. اطلع عليه بتاريخ 2024-12-27.
550. ↑  "(محدث ثانٍ) 7 شهداء بينهم طفلة في قصف ورصاص الاحتلال في بيت لاهيا وغزة ورفح". وكالة الأنباء الفلسطينية. 27 ديسمبر 2024. مؤرشف من الأصل في 2025-01-23. اطلع عليه بتاريخ 2024-12-27.
551. ↑  "81 % من النازحين يعيشون أزمة مأساوية بفعل موجة صقيع تضرب غزة". المركز الفلسطيني للإعلام. 27 ديسمبر 2024. مؤرشف من الأصل في 2025-01-23. اطلع عليه بتاريخ 2024-12-27.
552. ↑  "مقتل عنصر من أمن السلطة إثر اشتباكات مع المقاومة في جنين". فلسطين أون لاين. 27 ديسمبر 2024. اطلع عليه بتاريخ 2024-12-27.
553. ↑  ""In Gaza's Netzarim Corridor, IDF establishes temporary bases for an indefinite stay"". Times of Israel. 27 ديسمبر 2024. مؤرشف من الأصل في 2025-05-15. اطلع عليه بتاريخ 2024-12-27.
554. ↑  Palag, Bar (27 ديسمبر 2024). ""Five anti-government protesters arrested near Netanyahu's residence in Jerusalem"". Haaretz. مؤرشف من الأصل في 2025-01-23. اطلع عليه بتاريخ 2024-12-27.
555. ↑  "10 شهداء في قصف الاحتلال منزلا في بيت حانون". وكالة الأنباء الفلسطينية. 27 ديسمبر 2024. مؤرشف من الأصل في 2025-01-23. اطلع عليه بتاريخ 2024-12-27.
556. ↑  "الجيش الإسرائيلي يعلن اعتراض صاروخين أطلقا من شمال قطاع غزة باتجاه القدس وجنوب إسرائيل". الجزيرة. 27 ديسمبر 2024. مؤرشف من الأصل في 2025-01-07. اطلع عليه بتاريخ 2024-12-27.
557. ↑  ""IDF intercepts rockets fired toward Jerusalem"". Times of Israel. 27 ديسمبر 2024. مؤرشف من الأصل في 2024-12-28. اطلع عليه بتاريخ 2024-12-27.
558. ↑  Palag, Bar (27 ديسمبر 2024). "4 شهداء في قصف الاحتلال خيمة تؤوي نازحين في خان يونس وغزة". وكالة الأنباء الفلسطينية. مؤرشف من الأصل في 2025-01-23. اطلع عليه بتاريخ 2024-12-27.
559. ↑  "الأورومتوسطي: شهادات مروعة عن إعدامات ميدانية وتحرش جنسي نفذهم الاحتلال شمال غزة". المرصد الأورومتوسطي لحقوق الإنسان. 27 ديسمبر 2024. مؤرشف من الأصل في 2025-01-14. اطلع عليه بتاريخ 2024-12-27.
560. ↑  "المقاومة الفلسطينية تقتحم نقطة عسكرية وتشتبك مع قوة شماليّ قطاع غزة وتقصف حشود الاحتلال في جنوبيّه". الميادين. 27 ديسمبر 2024. اطلع عليه بتاريخ 2024-12-27.
561. ↑  "الحوثيون يعلنون مهاجمة قاعدة جوية إسرائيلية بصاروخ فرط صوتي". CNN عربية. 27 ديسمبر 2024. مؤرشف من الأصل في 2025-01-16. اطلع عليه بتاريخ 2024-12-27.
562. ↑  "القوات المسلحة تستهدف قاعدة نيفاتيم الجوية الإسرائيلية بصاروخ فرط صوتي". المسيرة. 27 ديسمبر 2024. اطلع عليه بتاريخ 2024-12-27.
563. ↑  "إعلام تابع للحوثيين: عدوان أمريكي بريطاني يستهدف شمالي اليمن". المسيرة. 27 ديسمبر 2024. مؤرشف من الأصل في 2025-02-14. اطلع عليه بتاريخ 2024-12-27.
564. ↑  "شهداء وجرحى في غارات الاحتلال على غزة وخان يونس". وكالة الأنباء الفلسطينية. 27 ديسمبر 2024. مؤرشف من الأصل في 2024-12-29. اطلع عليه بتاريخ 2024-12-27.
565. ↑  Presse, AFP-Agence France. "Israel Army Says Ends Raid Against 'Hamas Centre' In North Gaza Hospital". barrons (بالإنجليزية الأمريكية). Archived from the original on 2025-01-15. Retrieved 2024-12-28.
566. ↑  ""IDF completes raid on northern Gaza hospital, says some 240 terrorism suspects have been arrested"". Times of Israel (بالإنجليزية الأمريكية). Archived from the original on 2025-03-21. Retrieved 2024-12-28.
567. ↑  ""Watch: IDF, ISA arrest more than 200 terror suspects in raid on Kamal Adwan hospital in Gaza"". The Jerusalem Post (بالإنجليزية الأمريكية). Retrieved 2024-12-28.
568. ↑  "القوات اليمنية تُسقط طائرة "MQ - 9" أميركية بصاروخ أرض - جو في محافظة البيضاء". الميادين. 27 ديسمبر 2024. مؤرشف من الأصل في 2025-01-13. اطلع عليه بتاريخ 2024-12-27.
569. ↑  "أمن السلطة يقتل صحفية في مخيم جنين". المركز الفلسطيني للإعلام. 27 ديسمبر 2024. مؤرشف من الأصل في 2025-01-23. اطلع عليه بتاريخ 2024-12-27.
570. ↑  "الحرب على غزة مباشر.. إسرائيل تنفي "صفقة مصغرة" وحماس تطالب بحماية المستشفيات". الجزيرة. 29 ديسمبر 2024. مؤرشف من الأصل في 2025-04-29. اطلع عليه بتاريخ 2024-12-29.
571. ↑  "30 شهيداً في 3 مجازر للاحتلال خلال 24 ساعة بغزة". فلسطين اليوم. 29 ديسمبر 2024. مؤرشف من الأصل في 2025-01-23. اطلع عليه بتاريخ 2024-12-29.
572. ↑  "محدث لليوم الـ 450.. الاحتلال يُواصل حرب "الإبادة الجماعيَّة" على قطاع غزَّة". فلسطين إون لاين. 29 ديسمبر 2024. اطلع عليه بتاريخ 2024-12-29.
573. ↑  "عملية نسف عنيفة بين مركبا ورب ثلاثين". فلسطين إون لاين. 29 ديسمبر 2024. اطلع عليه بتاريخ 2024-12-29.
574. ↑  "مستوطنون متطرفون يقتحمون الأقصى ويؤدون طقوسا تلمودية". الجزيرة. 29 ديسمبر 2024. مؤرشف من الأصل في 2025-01-23. اطلع عليه بتاريخ 2024-12-29.
575. ↑  "مقاومون يطلقون النار تجاه قوات الاحتلال المقتحمة لنابلس". المركز الفلسطيني للإعلام. 29 ديسمبر 2024. مؤرشف من الأصل في 2025-01-23. اطلع عليه بتاريخ 2024-12-29.
576. ↑  "الاحتلال يقتحم مناطق بالضفة وسط اشتباكات مع المقاومة". فلسطين أون لاين. 29 ديسمبر 2024. اطلع عليه بتاريخ 2024-12-29.
577. ↑  "وفاة خامس طفل نتيجة البرد بغزة خلال أسبوع". الجزيرة. 29 ديسمبر 2024. مؤرشف من الأصل في 2025-01-08. اطلع عليه بتاريخ 2024-12-29.
578. ↑  "الخامس في أقل من شهر .. وفاة طفل رضيع نتيجة البرد في دير البلح". المركز الفلسطيني للإعلام. 29 ديسمبر 2024. مؤرشف من الأصل في 2025-01-23. اطلع عليه بتاريخ 2024-12-29.
579. ↑  "غارات مكثفة على بيت حانون والاحتلال يغتال قائدا بشرطة غزة". الجزيرة. 29 ديسمبر 2024. مؤرشف من الأصل في 2025-01-23. اطلع عليه بتاريخ 2024-12-29.
580. ↑  "7 شهداء سقطوا اليوم الأحد في قصف إسرائيلي استهدف الطابق العلوي بمستشفى الوفاء وسط مدينة غزة". الجزيرة. 29 ديسمبر 2024. مؤرشف من الأصل في 2025-01-08. اطلع عليه بتاريخ 2024-12-29.
581. ↑  "قصف مدفعي إسرائيلي يستهدف المستشفى المعمداني بغزة". فلسطين أون لاين. 29 ديسمبر 2024. اطلع عليه بتاريخ 2024-12-29.
582. ↑  "IDF says jets hit Hamas members operating command center at former hospital in Gaza City". Times of Israel. 29 ديسمبر 2024. مؤرشف من الأصل في 2024-12-30. اطلع عليه بتاريخ 2024-12-29.
583. ↑  "استشهاد المعتقل أشرف محمد أبو وردة من مدينة غزة في سجون الاحتلال". وكالة الأنباء الفلسطينية. 29 ديسمبر 2024. مؤرشف من الأصل في 2025-01-23. اطلع عليه بتاريخ 2024-12-29.
584. ↑  "داخلية غزة تصدر بياناً هاماً بشأن اغتيال مدير مركز شرطة الرمال أمس". المواطن. 29 ديسمبر 2024. مؤرشف من الأصل في 2025-01-23. اطلع عليه بتاريخ 2024-12-29.
585. ↑  "7 شهداء في مجزرة جديدة ارتكبها الاحتلال في بيت حانون شمالي قطاع غزة". وكالة الأنباء الفلسطينية. 29 ديسمبر 2024. اطلع عليه بتاريخ 2024-12-29.
586. ↑  "9 شهداء بقصف مدفعي على مخيم النصيرات وسط القطاع". المركز الفلسطيني للإعلام. 29 ديسمبر 2024. مؤرشف من الأصل في 2025-01-23. اطلع عليه بتاريخ 2024-12-29.
587. ↑  "المقاومة الفلسطينية تستهدف "ميركافا" وتفجّر منزلاً بقوة إسرائيلية في شمالي غزة". الميادين. 29 ديسمبر 2024. مؤرشف من الأصل في 2025-01-23. اطلع عليه بتاريخ 2024-12-29.
588. ↑  "Soldier killed in northern Gaza, IDF says". Times of Israel. 29 ديسمبر 2024. مؤرشف من الأصل في 2025-02-19. اطلع عليه بتاريخ 2024-12-29.
589. ↑  "Gazans launch five rockets at Sderot area amid uptick in fighting; no injuries". Times of Israel. 29 ديسمبر 2024. مؤرشف من الأصل في 2025-01-25. اطلع عليه بتاريخ 2024-12-29.
590. ↑  "أكثر من 10 شهداء في غارة إسرائيلية على مدينة عدرا الصناعية في سوريا". الميادين. 29 ديسمبر 2024. مؤرشف من الأصل في 2025-01-23. اطلع عليه بتاريخ 2024-12-29.
591. ↑  "سوريا.. قتلى وجرحى بانفجار بريف دمشق إثر قصف إسرائيلي". RT عربي. 29 ديسمبر 2024. مؤرشف من الأصل في 2024-12-29. اطلع عليه بتاريخ 2024-12-29.
592. ↑  "الحرب على غزة مباشر.. الاحتلال يعتقل مرضى ويتكبد خسائر جديدة بشمال القطاع". الجزيرة. 30 ديسمبر 2024. مؤرشف من الأصل في 2025-01-23. اطلع عليه بتاريخ 2024-12-30.
593. ↑  "ارتفاع حصيلة الشهداء في قطاع غزة إلى 45,541". قدس برس. 30 ديسمبر 2024. مؤرشف من الأصل في 2025-01-23. اطلع عليه بتاريخ 2024-12-30.
594. ↑  "مستعمرون يعتدون على أراضي المواطنين في مسافر يطا". وكالة الأنباء الفلسطينية. 30 ديسمبر 2024. مؤرشف من الأصل في 2025-01-23. اطلع عليه بتاريخ 2024-12-30.
595. ↑  "بسبب الأمطار والعواصف.. بلدية غزة: النازحون يعيشون ظروفا مأساوية". فلسطين أون لاين. 30 ديسمبر 2024. اطلع عليه بتاريخ 2024-12-30.
596. ↑  "أجهزة السلطة في الخليل تقتحم سكن طلبة جامعة بوليتكنك فلسطين وتعتقل طلابا من جنين". المركز الفلسطيني للإعلام. 30 ديسمبر 2024. مؤرشف من الأصل في 2025-04-03. اطلع عليه بتاريخ 2024-12-30.
597. ↑  "إصابتان في استهداف الاحتلال مخيم النصيرات وشرق رفح". وكالة الأنباء الفلسطينية. 30 ديسمبر 2024. اطلع عليه بتاريخ 2024-12-30.
598. ↑  "شهيد في قصف الاحتلال مدينة غزة". وكالة الأنباء الفلسطينية. 30 ديسمبر 2024. مؤرشف من الأصل في 2025-01-23. اطلع عليه بتاريخ 2024-12-30.
599. ↑  ""العفو الدولية" تطالب إسرائيل بالإفراج عن المعتقلين العاملين في مجال الصحة". دنيا الوطن. 30 ديسمبر 2024. مؤرشف من الأصل في 2025-01-03. اطلع عليه بتاريخ 2024-12-30.
600. ↑  "المكتب الحكومي: 7 وفيَّات جرَّاء البرد القارس في خيام النَّازحين بغزَّة". فلسطين أون لاين. 30 ديسمبر 2024. اطلع عليه بتاريخ 2024-12-30.
601. ↑  "Israel built an 'AI factory' for war. It unleashed it in Gaza". Washington Post. 30 ديسمبر 2024. مؤرشف من الأصل في 2025-05-24. اطلع عليه بتاريخ 2024-12-30.
602. ↑  ""في اليوم الخامس لما يُسمَّى عيد الأنوار".. عشرات المستوطنين يقتحمون باحات المسجد الأقصى". فلسطين اون لاين. 30 ديسمبر 2024. اطلع عليه بتاريخ 2024-12-30.
603. ↑  "الاحتلال يعتقل عدداً من المرضى أثناء نقلهم إلى مدينة غزة". الميادين. 30 ديسمبر 2024. مؤرشف من الأصل في 2025-01-23. اطلع عليه بتاريخ 2024-12-30.
604. ↑  "استشهاد 5 أسرى من غزة في سجون الاحتلال خلال 24 ساعة". الجزيرة. 30 ديسمبر 2024. مؤرشف من الأصل في 2025-01-05. اطلع عليه بتاريخ 2024-12-30.
605. ↑  "سرايا القدس: وجهنا ضربة صاروخية إلى تل أبيب والقدس". المركز الفلسطيني للإعلام. 30 ديسمبر 2024. مؤرشف من الأصل في 2025-01-23. اطلع عليه بتاريخ 2024-12-30.
606. ↑  "سرايا القدس تتبنى استهداف القدس و"تل أبيب".. والمقاومة تواصل دك الاحتلال". الميادين. 30 ديسمبر 2024. مؤرشف من الأصل في 2025-01-24. اطلع عليه بتاريخ 2024-12-30.
607. ↑  "Israeli arrested for conducting espionage for foreign entities, spying on MK Gantz". Jerusalem Post. 30 ديسمبر 2024. اطلع عليه بتاريخ 2024-12-30.
608. ↑  "IDF says 'many dozens' of terror operatives killed in overnight north Gaza ambushes". Times of Israel. 30 ديسمبر 2024. مؤرشف من الأصل في 2025-02-12. اطلع عليه بتاريخ 2024-12-30.
609. ↑  "القسام تجهز على 5 جنود إسرائيليين في عملية مركبة شمال غزة". المركز الفلسطيني للإعلام. 30 ديسمبر 2024. مؤرشف من الأصل في 2025-02-09. اطلع عليه بتاريخ 2024-12-30.
610. ↑  "IDF Sergeant Uriel Peretz killed in the northern Gaza Strip". The Jerusalem Post. 30 ديسمبر 2024. اطلع عليه بتاريخ 2024-12-30.
611. ↑  ""IDF confirms rocket launch from Gaza, says projectile struck open area"". Times of Israel. 30 ديسمبر 2024. مؤرشف من الأصل في 2025-02-10. اطلع عليه بتاريخ 2024-12-30.
612. ↑  "شهداء ومصابون بقصف الاحتلال مجموعة من المواطنين في جباليا البلد". وكالة الأنباء الفلسطينية. 30 ديسمبر 2024. اطلع عليه بتاريخ 2024-12-30.
613. ↑  ""IDF releases Hamas video of terror operatives planting bombs next to Gaza hospital"". Times of Israel. 30 ديسمبر 2024. مؤرشف من الأصل في 2025-02-10. اطلع عليه بتاريخ 2024-12-30.
614. ↑  "Two killed in Gaza as aid convoy looted: WFP". Arab News (بالإنجليزية). 30 Dec 2024. Archived from the original on 2025-05-03. Retrieved 2024-12-30.
615. ↑  #invoke:citation/CS1
616. ↑  #invoke:citation/CS1
617. ↑  #invoke:citation/CS1
618. ↑  #invoke:citation/CS1
619. ↑  #invoke:citation/CS1
620. ↑  #invoke:citation/CS1
621. ↑  #invoke:citation/CS1
622. ↑  #invoke:citation/CS1
623. ↑  #invoke:citation/CS1
624. ↑  #invoke:citation/CS1
625. ↑  #invoke:citation/CS1
626. ↑  #invoke:citation/CS1
627. ↑  #invoke:citation/CS1
628. ↑  #invoke:citation/CS1
629. ↑  #invoke:citation/CS1
630. ↑  #invoke:citation/CS1
631. ↑  #invoke:citation/CS1
632. ↑  #invoke:citation/CS1

قالب:نهاية المراجع

#### إنجليزية
قالب:بداية المراجع
قالب:مراجع
قالب:نهاية المراجع
قالب:شريط بوابات
1. ↑  عرف منهم:
  - صبا أيمن الحواجري
  - إبراهيم يوسف الحواجري
  - عبد القادر عبد العزيز الحواجري
  - محمد ابراهيم صبري عنبر
  - أحمد رمزي جودة
2. ↑  عرف منهم: سيد درويش، ومحمد درويش، وحسن أبو كريم، وسلمان أبو غرابة، وإبراهيم شاهين.
3. ↑  عرف منهم:
1. محمد فوزي أبو وردة
2. زوجته/منار شحادة
3. حمزة محمد فوزي أبو وردة
4. فوزي محمد فوزي أبو وردة
5. حذيفة محمد فوزي أبو وردة
6. منار محمد فوزي أبو ورده
7. سالي محمد فوزي أبو ورده
8. محمد مروان نصر (النونو)
9. مروان محمد مروان نصر
4. ↑  فيصل أبو القمصان، أيمن الجدي، إبراهيم الشيخ علي، فادي حسونة، محمد اللدعة
5. ↑  أحمد سمور (طبيب أطفال)، إسراء أبو زايدة (أخصائية مختبرات)، عبد المجيد أبو العيش (مسعف)، ماهر العجرمي (مسعف)، وفارس الهودلي (أخصائي صيانة)”.
6. ↑  محمد رشيد عكه (44 عاما)، سمير محمود الكحلوت (52 عاما)، زهير عمر الشريف (58 عاما)، محمد أنور لبد (57 عاما)، أشرف محمد عبد أبو وردة (51 عاما).